# Ardèche (département)
Ne doit pas être confondu avec Ardennes (département).
Pour les articles homonymes, voir Ardèche.
Le département de l'Ardèche (/aʁ.dɛʃ/) est un département français situé dans la région Auvergne-Rhône-Alpes. Sa préfecture est Privas. Il doit son nom à la rivière Ardèche qui le traverse d'ouest en est et ses habitants s'appellent les Ardéchois(es). Il est composé de 335 communes au 1er janvier 2020. L'Insee et La Poste lui attribuent le code 07.
À quelques territoires près, ce département correspond à l'ancienne province du Vivarais qui dépendait elle-même de la province du Languedoc.

## Toponymie

### Histoire du nom
Son nom vient de la rivière du même nom : l'Ardèche.
Les habitants de l'Ardèche sont appelés Ardéchois. L'Ardèche correspond approximativement à l'ancienne province du Vivarais.

### Toponymie et langues régionales
L'Ardèche possède traditionnellement plusieurs langues régionales. Dans la grande partie du département était autrefois parlé le vivaro-alpin. Dans cette langue le nom du département est Ardècha en graphie classique, Ardecho en graphie mistralienne (écriture phonétique) et Ardechà en écriture auvergnate unifiée. 
Le nord du département parlait, quant à lui, le francoprovençal au point de rencontre du forézien, du lyonnais et du dauphinois. Dans ces dialectes son nom était Ardécha.

## Démographie
L'Ardèche est un département assez peu peuplé, avec une densité moyenne de 60,3 hab./km2, contre 107,1 hab./km2 pour la France métropolitaine en 2022. Le département affiche de fortes disparités de peuplement entre la vallée du Rhône et les bassins d'Annonay ou d'Aubenas d'une part, et les très faibles densités du plateau. La population reste plutôt rurale : en 2015, 71 % des habitants vivaient dans des communes de moins de 3 500 habitants contre seulement 33 % pour la France entière. Certaines communes se développent grâce à leur position géographique, comme Saint-Péray, Guilherand-Granges et Soyons, situées dans l'agglomération de Valence (Drôme). De manière générale, les communes de la vallée du Rhône, le long de l'ancienne route nationale 86, de Tournon-sur-Rhône à Viviers en passant par Rochemaure, sont en croissance soutenue. Les localités de l'extrême sud-est du département bénéficient de l'attraction de la zone du Tricastin et de l'activité touristique de la région de Vallon-Pont-d'Arc. A contrario, certaines municipalités du nord, du centre, et de l'ouest du département continuent de subir une perte parfois sévère de population, souvent causée par une mauvaise accessibilité routière et la faiblesse des bassins d'emplois.
L'Ardèche se caractérise également par la faiblesse de peuplement de ses villes, la plus peuplée étant Annonay avec 16 998 habitants. Privas, 8 321 habitants, est la préfecture la moins peuplée de France et Largentière la seconde sous-préfecture possédant la plus faible population avec 1 724 habitants, juste derrière Castellane. Le département compte vingt-deux unités urbaines, dont quatre comptent plus de 10 000 habitants (Aubenas, Tournon-sur-Rhône, Privas et Annonay),.
La seule aire urbaine dépassant les 50 000 habitants est celle d'Aubenas avec 61 213 habitants en 2015.

### Population des communes
| Nom                 | Code Insee | Intercommunalité                    | Superficie (km2) | Population (dernière pop. légale) | Densité (hab./km2) | Modifier                                    |
| ------------------- | ---------- | ----------------------------------- | ---------------- | --------------------------------- | ------------------ | ------------------------------------------- |
| Annonay             | 07010      | CA Annonay Rhône Agglo              | 21,20            | 17 222 (2022)                     | 812                | modifier les données · modifier les données |
| Aubenas             | 07019      | CC du Bassin d'Aubenas              | 14,32            | 12 488 (2022)                     | 872                | modifier les données · modifier les données |
| Tournon-sur-Rhône   | 07324      | CA Arche Agglo                      | 21,01            | 11 302 (2022)                     | 538                | modifier les données · modifier les données |
| Guilherand-Granges  | 07102      | CC Rhône Crussol                    | 6,55             | 11 277 (2022)                     | 1 722              | modifier les données · modifier les données |
| Le Teil             | 07319      | CC Ardèche Rhône Coiron             | 26,59            | 8 812 (2022)                      | 331                | modifier les données · modifier les données |
| Privas              | 07186      | CA Privas Centre Ardèche            | 12,14            | 8 552 (2022)                      | 704                | modifier les données · modifier les données |
| Saint-Péray         | 07281      | CC Rhône Crussol                    | 24,05            | 7 591 (2022)                      | 316                | modifier les données · modifier les données |
| Bourg-Saint-Andéol  | 07042      | CC Du Rhône aux Gorges de l'Ardèche | 43,74            | 7 506 (2022)                      | 172                | modifier les données · modifier les données |
| La Voulte-sur-Rhône | 07349      | CA Privas Centre Ardèche            | 9,70             | 4 762 (2022)                      | 491                | modifier les données · modifier les données |
| Viviers             | 07346      | CC Du Rhône aux Gorges de l'Ardèche | 34,15            | 3 659 (2022)                      | 107                | modifier les données · modifier les données |
| Vals-les-Bains      | 07331      | CC du Bassin d'Aubenas              | 19,20            | 3 479 (2022)                      | 181                | modifier les données · modifier les données |
| Davézieux           | 07078      | CA Annonay Rhône Agglo              | 5,59             | 3 181 (2022)                      | 569                | modifier les données · modifier les données |
| Charmes-sur-Rhône   | 07055      | CC Rhône Crussol                    | 5,95             | 3 160 (2022)                      | 531                | modifier les données · modifier les données |
| Chomérac            | 07066      | CA Privas Centre Ardèche            | 18,94            | 3 094 (2022)                      | 163                | modifier les données · modifier les données |
| Villeneuve-de-Berg  | 07341      | CC Berg et Coiron                   | 24,61            | 3 031 (2022)                      | 123                | modifier les données · modifier les données |

### Population des unités urbaines
Selon le découpage effectué en 2010 par l'INSEE, 21 unités urbaines sont centrées sur une commune du département : sept communes isolées, quatre agglomérations bi-communales, et dix petites agglomérations composées de trois à vingt-trois communes. Huit autres communes du département appartiennent à des unités urbaines centrées sur des communes d'un autre département. Les unités urbaines regroupant plus de 5 000 habitants sont :
| Rang | Nom de l'unité urbaine | Population municipale (2015) | Nombre de communes (dont villes-centres) |
| ---- | ---------------------- | ---------------------------- | ---------------------------------------- |
| 1    | Aubenas                | 39 993                       | 23                                       |
| 2    | Tournon-sur-Rhône      | 29 558                       | 9 (2), dont 6 dans la Drôme              |
| 3    | Annonay                | 26 445                       | 6                                        |
| -    | Valence                | 19 669                       | 3 en Ardèche                             |
| 4    | Privas                 | 14 834                       | 6                                        |
| -    | Montélimar             | 10 623                       | 2 en Ardèche                             |
| 5    | Saint-Vallier (Drôme)  | 8 931                        | 5 (2, dont Sarras), dont 4 dans la Drôme |
| 6    | La Voulte-sur-Rhône    | 8 449                        | 3                                        |
| 7    | Charmes-sur-Rhône      | 7 988                        | 4 (4)                                    |
| 8    | Bourg-Saint-Andéol     | 7 203                        | 1                                        |

### Aires urbaines
Selon l'INSEE, l'Ardèche compte en date de 2010 dix aires urbaines. Vingt-trois communes du département appartiennent par ailleurs aux aires urbaines de Valence (13), de Montélimar (8), de Vienne (1) et de Langogne (1).
| Rang | Nom de l'aire urbaine | Population municipale (2012) | Nombre de communes       |
| ---- | --------------------- | ---------------------------- | ------------------------ |
| 1    | Aubenas               | 59 089                       | 59                       |
| 2    | Annonay               | 45 336                       | 25                       |
| 3    | Tournon-sur-Rhône     | 32 109                       | 12, dont 6 dans la Drôme |
| 4    | Privas                | 20 622                       | 14                       |
| 5    | Saint-Vallier (Drôme) | 8 931                        | 5, dont 4 dans la Drôme  |
| 6    | La Voulte-sur-Rhône   | 8 449                        | 3                        |
| 7    | Bourg-Saint-Andéol    | 7 203                        | 1                        |
| 8    | Le Cheylard           | 5 631                        | 10                       |
| 9    | Le Pouzin             | 3 832                        | 2                        |
| 10   | Cruas                 | 2 872                        | 1                        |

### Accès aux soins
L'Ardèche est considérée comme un désert médical. La plupart des communes du département (88 %) sont confrontées à un accès aux soins inférieur à la moyenne nationale, et plus de 10 % des Ardéchois se retrouvent sans médecin traitant.

## Géographie

### Situation
| Haute-Loire        | Loire            | Isère                                 |
| Haute-Loire        | Ardèche          | Drôme                                 |
| Lozère (Occitanie) | Gard (Occitanie) | Vaucluse (Provence-Alpes-Côte d'Azur) |

Points extrêmes du département de l'Ardèche :
- Nord : Limony
- Sud : Saint-Sauveur-de-Cruzières
- Est : Guilherand-Granges
- Ouest : Lespéron

#### Population
- Commune la plus peuplée : Annonay (16 075 habitants en 2013)
- Commune la moins peuplée : Loubaresse (30 habitants en 2013)

#### Superficie
- Commune la plus étendue : Lagorce (6 949 hectares)
- Commune la moins étendue : Lalevade-d'Ardèche (227 hectares)

Paysages de l'Ardèche :
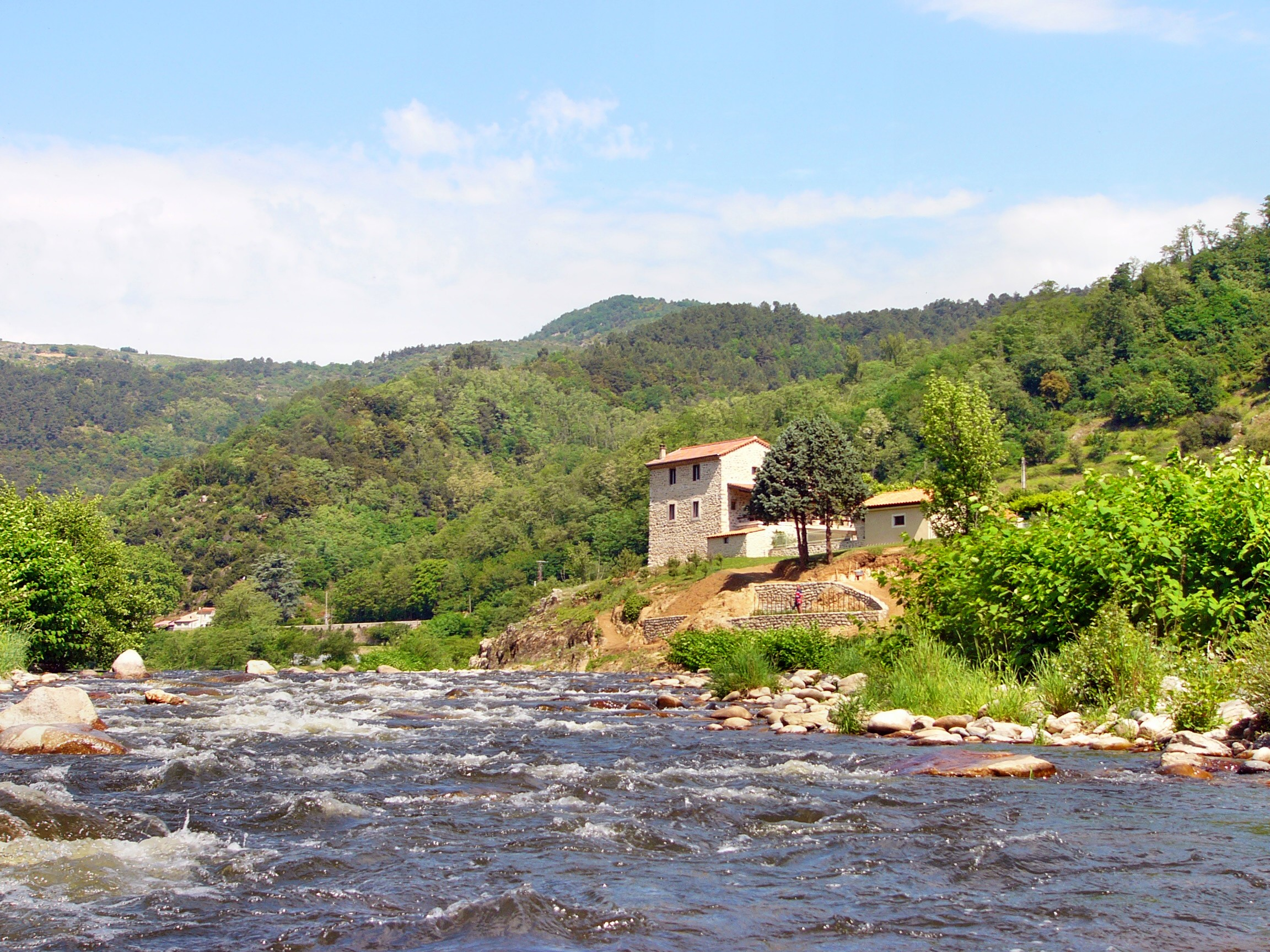
L'Eyrieux près de Saint-Fortunat-sur-Eyrieux, dans le centre-est.
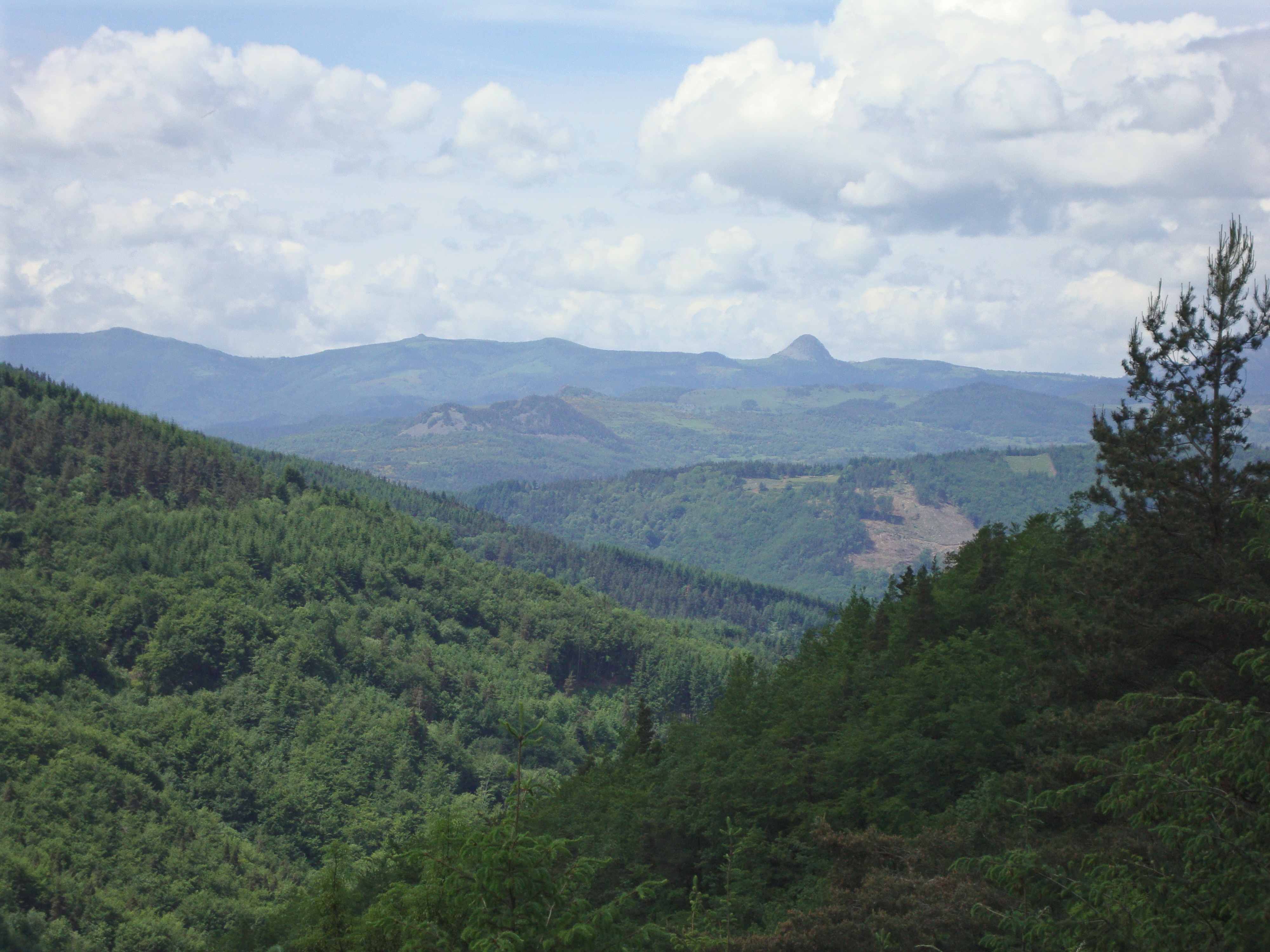
Secteur de Saint-Agrève, dans le nord-ouest.
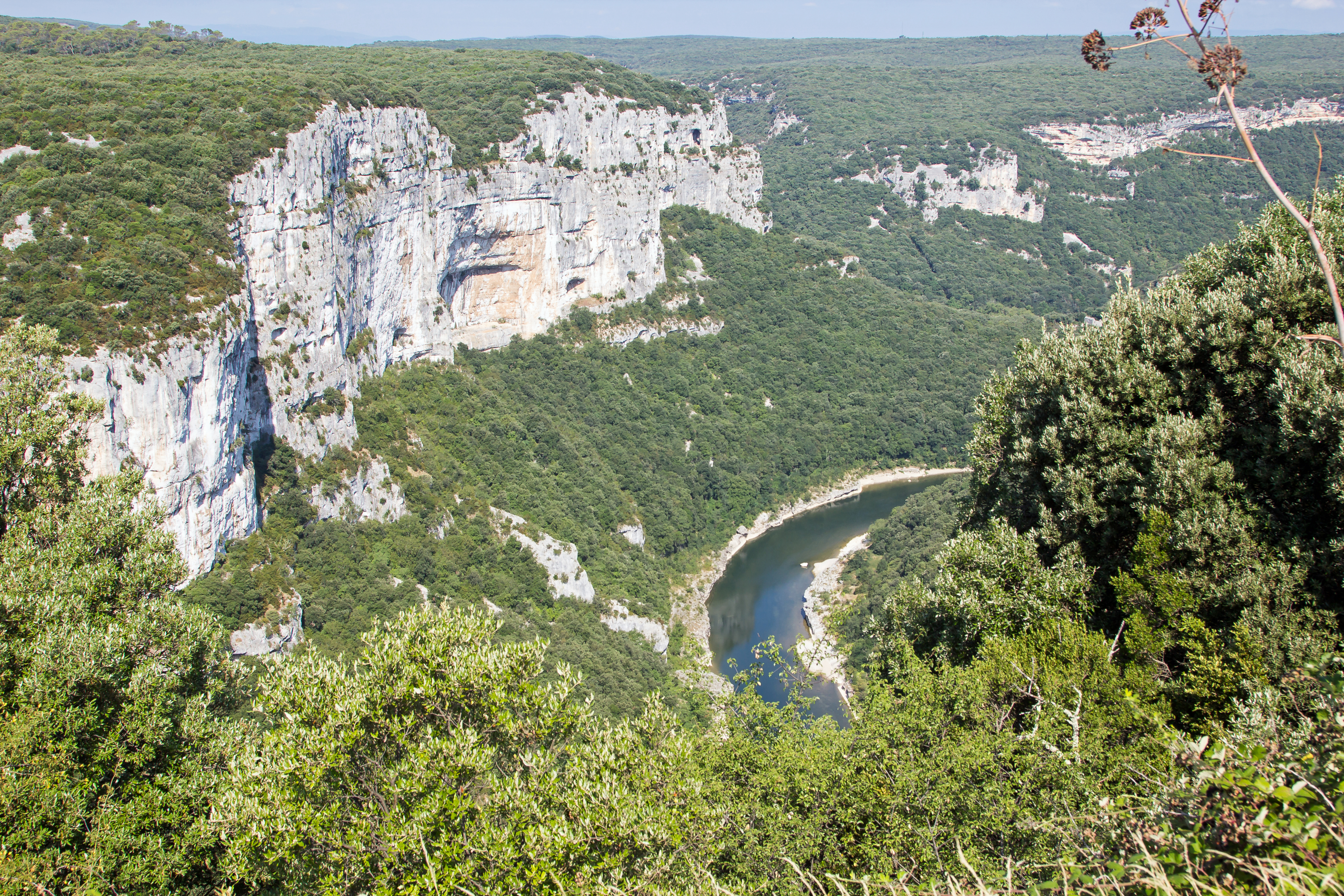
Gorges de l'Ardèche, dans le sud.

### Régions naturelles

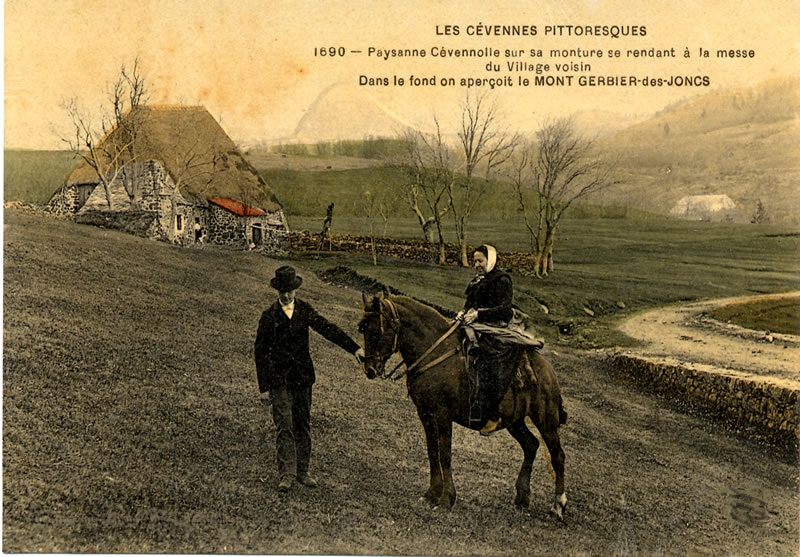
Cévenne ardéchoise au début du XXe siècle.

Les sols, le climat et la végétation de l'Ardèche sont bien différents entre le nord et le sud du département, qui est donc caractérisé par sa grande variété de milieux naturels et de paysages, tandis que le département s'étend sur un escarpement de plus de mille mètres de dénivelé, séparant le haut plateau du Massif central et la vallée du Rhône au droit de Valence.
- Le Nord-Ouest, nommé Haut-Vivarais, est plutôt cristallin, humide et vert. Ce pays de hautes collines et de moyennes montagnes appartient au Massif central. Le bassin de l'Eyrieux, jusqu'aux abords des sucs et du mont Mézenc (point culminant du département à 1 753 mètres), forme les Boutières.
- Le Sud (Bas-Vivarais) est marneux ou calcaire, plus sec, avec une végétation déjà méditerranéenne. Le bassin de l'Ardèche y creuse des gorges spectaculaires. Les eaux souterraines sont nombreuses, caractéristiques des milieux karstiques : aven d'Orgnac, aven Marzal, grotte de Saint-Marcel, aven de Noël, et l'Aven Grotte Forestière. Les collines et plateaux des Gras (ou Grads) se rattachent géomorphologiquement aux grands Causses.
- Au centre du département, les basaltes du plateau du Coiron et les marnes et calcaires du Moyen-Vivarais forment une sorte d'espace de transition, dont l'histoire géologique est fort complexe.
- La partie ardéchoise de la vallée du Rhône est plutôt étroite. C'est le Rivage, une plaine d'alluvions d'âges différents, ponctuée de villages et de petites villes, au centre de terroirs agricoles fertiles.

### Rivières et fleuves
Le territoire ardéchois est tributaire de deux des grands bassins hydrographiques français :
- le bassin du Rhône, via la rivière Ardèche, qui coule vers la mer Méditerranée. Les principaux cours d'eau ardéchois sont affluents directs du Rhône, ou sont tributaires du bassin versant de l'Ardèche et du Chassezac, son principal affluent.
- le bassin de la Loire, fleuve qui prend sa source au pied du mont Gerbier-de-Jonc et coule vers l'océan Atlantique. Ce bassin ne concerne que la frange ouest du département. Le cours de l'Allier, affluent de la Loire, marque la frontière de l'Ardèche et de la Lozère (située du côté sud-ouest de l'Ardèche) sur une vingtaine de kilomètres, peu après sa source.

| Affluents du Rhône | Affluents de la Loire | Ardèche et ses affluents |
| --- | --- | --- |
| - L'Ay - L'Ardèche - La Cance - La Déôme - Le Ternay - La Cèze - La Claysse - La Ganière - Le Doux - L'Escoutay - L'Eyrieux - L'Auzène - Le Boyon - La Dorne - L'Eysse - La Glueyre - La Rimande - La Saliouse - Le Talaron - L'Ouvèze - Le Mézayon - La Payre | - L'Aigue Nègre - L'Allier L'espezonette - - Le Masméjean La Mejanne - Le Gage - Le Tauron - La Padelle - Le Prat Sauvage - Le Vernason - Le Pradal - Le Mazan - Le Rance - Le Malecham - Le Veyradeyre | - L'Auzon - La Claduègne - La Beaume - Le Chassezac - La Borne - La Fontaulière - La Bourges - La Pourseille - L'Ibie - La Ligne - Le Lignon - Le Luol - La Volane - La Bézorgues |

### Forêt ardéchoise

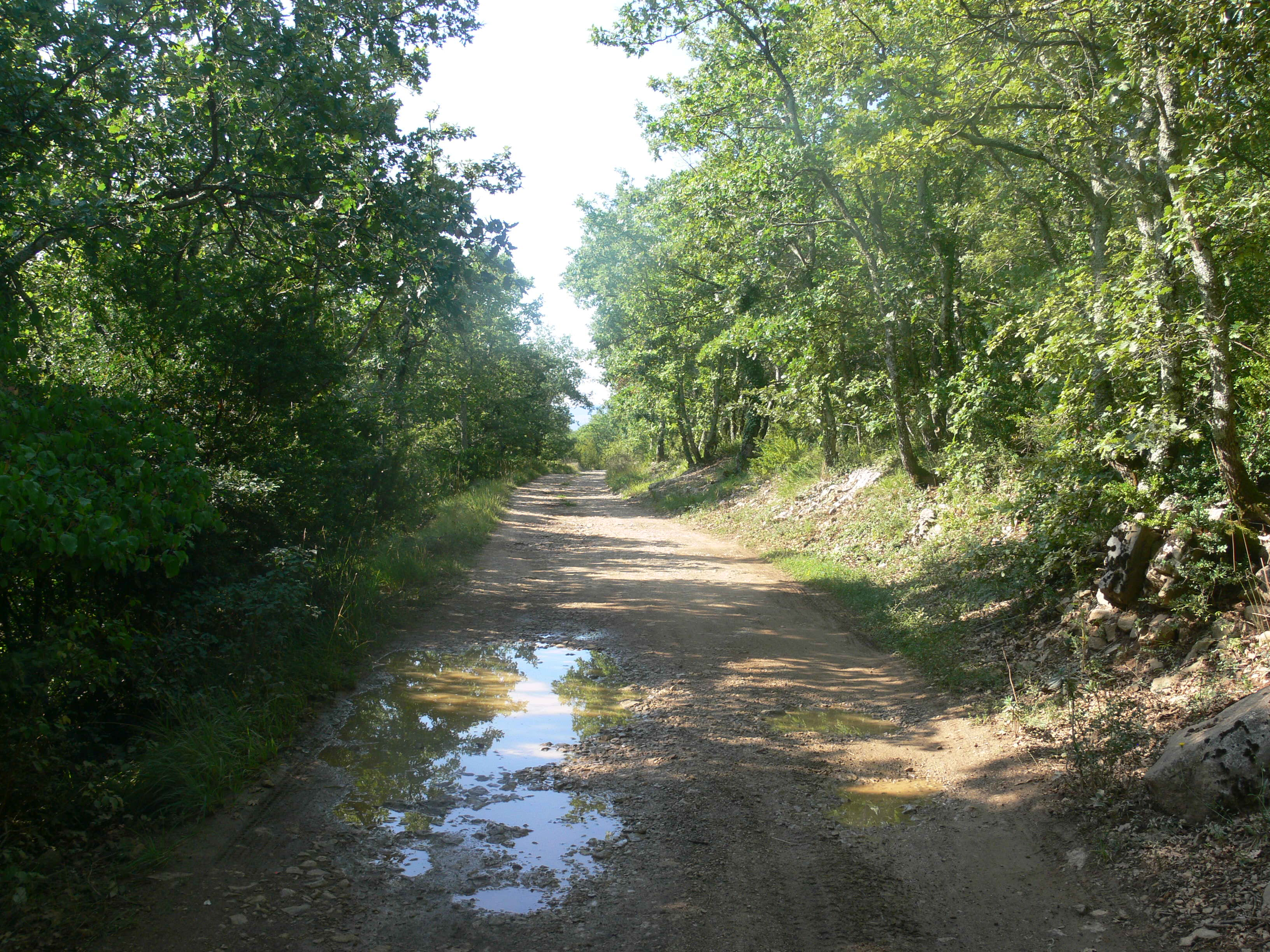
Forêt de Saint-Julien-en-Saint-Alban.

Le département de l'Ardèche est un des départements les plus forestiers de France,, puisque 45 % du territoire est couvert par des forêts, soit anciennes, soit reconstituées par suite de la déprise agricole. C'est une forêt très morcelée en nombreuses petites parcelles parfois enclavées, ce qui en complique l'exploitation mécanisée.
- Superficie totale : 220 000 hectares
  - Superficie en propriété privée : 200 000 hectares
  - Superficie en propriété publique : 20 000 hectares
  - Nombre de propriétaires privés : 60 000
  - Superficie moyenne des propriétés : 3 hectares
  - Taux de micro-parcelles (inférieures à 1 hectare) : 50 %

Le plan départemental en faveur de la forêt, adopté en 2006, inscrit les milieux forestiers parmi les grandes priorités de la politique départementale. Le conseil général et le CRPF ou centre régional de la propriété forestière Rhône-Alpes s'entendent pour encourager les projets de regroupements de parcelles, les opérations d'échanges amiables.

## Climat
L'Ardèche offre une forte diversité de climats. En effet, un climat tempéré sans saison sèche (parfois dit semi-continental) caractérise le Nord du département alors que le Sud offre un climat méditerranéen, bien qu'altéré par rapport au climat typiquement méditerranéen que l'on peut trouver dans les départements qui bordent la méditerranée. On peut citer par exemple :
- l'Ardèche verte ou haute Ardèche située au nord du département, comprise entre 350 m et 850 m d'altitude, est de climat tempéré semi-continental, à influence montagnarde. Les hivers peuvent être froids, les étés sont chauds, mais il pleut en toute saison ; la vallée du Rhône se différencie par des chutes de neige très rares et des orages moins violents ;
- le plateau ardéchois situé à l'ouest du département, d'une altitude moyenne d'environ 1 000 m, présente un climat froid en hiver, et doux en été. Les précipitations s'étendent toute l'année. Ce climat est aussi caractérisé par les nombreuses chutes de neige s’étalant de fin novembre au mois de mars. Un vent de nord, glacial, appelé la burle, souffle régulièrement pendant l'hiver et peut former des congères de plusieurs mètres de haut ;
- l'Ardèche méridionale est caractérisée par un climat doux et humide l'hiver, et chaud et sec l'été (Climat méditerranéen) ; la zone de culture de l'olivier s'étend jusqu'à Aubenas ;
- toute la diversité des climats ardéchois se reflète dans la vaste région du Coiron aux Boutières.

## Histoire

### De l'Antiquité à la Révolution

Drapeau du Vivarais.

L'installation des hommes préhistoriques dans le département remonte environ à 150 000 ans (grottes moustériennes de Soyons). De nombreuses traces subsistent encore, notamment dans le sud du département (grotte Chauvet, dolmens et menhirs).
Durant l'Antiquité, les deux tiers sud du département sont occupés par le peuple gaulois des Helviens (le site de Jastres à Lussas en est un vestige,), la partie nord des Boutières (entre Eyrieux et Doux) serait du ressort des Segovellaunes, et la partie septentrionale du département , au-delà du Doux, aux Allobroges.
Rome fonde certainement la cité d'Alba-la-Romaine. Les Helviens commercent alors avec les Grecs et les marchands d'Orient. Alba est désertée pendant les invasions et l'évêque local s'installe au bord du Rhône près de son vivarium, site qui prend le nom de Viviers. Le traité de Verdun (843), qui partage l'Empire carolingien, place le comté de Vivarais en Francia Media (domaine de Lothaire Ier à ne pas confondre avec la Lotharingie, future Lorraine, territoire de Lothaire II fils du précédent). Dans les soubresauts du Moyen Âge, le comte-évêque reste sous la suzeraineté du royaume de Provence puis du Saint-Empire en 1032, avant de passer à la couronne capétienne comme fief mouvant en 1308.
Une grande majorité du Vivarais devient protestante au XVIe siècle. S'ensuit un siècle et demi de guerres de Religion provoquant répressions et massacres. Le siège de Privas par Richelieu et Louis XIII a lieu en 1629, et Louis XIV après la révocation de l'édit de Nantes (octobre 1685), lance la répression des camisards au début du XVIIIe siècle (massacre du serre du Pal, du serre de Muans à Boffres).
Sous le règne de Louis XIV, en 1670, éclate la révolte de Roure, une jacquerie paysanne importante dont la répression ensanglante le Sud de la région : plus de 600 morts, 40 exécutions et 100 condamnations aux galères.

### De la Révolution auXXIesiècle

Carte de l'Ardèche (1790).

Les trois ordres se réunissent le 27 octobre 1788 à Annonay, le 28 octobre 1788 à Villeneuve-de Berg, une assemblée générale a lieu le 17 décembre 1788 à Privas dans l'église des Récollets.
Le département des Sources de la Loire est créé le 4 mars 1790, en application de la loi du 22 décembre 1789, à partir de la quasi-totalité de la province du Vivarais. La Révolution française n'est pas partout bien accueillie en Vivarais. Une partie de la noblesse s'exile. Des bandes de chouans se réfugient dans les montagnes. De 1790 à 1792, plusieurs rassemblements ont lieu au sud du département dans la plaine de Jalès. Lorsque le comte de Saillans tente de soulever le pays dans une contre-révolution royaliste, il est battu à Joyeuse par le général d’Albignac, le 11 juillet 1792.
Les troubles nécessitant l'intervention de forces armées régulières persistèrent jusqu'aux environs de 1800, qu'elles soient simple brigandage (la bande de Degout-Lachamp qui s'était fait connaître en 1783 lors de la révolte des Masques Armés sévit jusqu'en 1796) ou chouannerie résiduelle (Dominique Allier, frère de Claude, prieur de Chambonas et participant des Camps de Jalès), bandits et chouans s'associant parfois (Michel Riou).
Le département participe généreusement à la levée de volontaires nationaux en 1792 et 1793 et aux campagnes de l'Empire.
Après la victoire des coalisés à la bataille de Waterloo (18 juin 1815), le département est occupé par les troupes autrichiennes de juin 1815 à novembre 1818 (voir occupation de la France à la fin du Premier Empire).
Le XIXe siècle voit le département se développer, notamment grâce à l'industrie de la soie et du papier, de la mine (notamment les hauts fourneaux de La Voulte) et l'arrivée du chemin de fer. De nombreuses terrasses cultivées mettent en valeur le territoire. L'Ardèche atteint ainsi un pic de population sous le Second Empire, comptant 388 500 habitants selon le recensement de 1861. Département rural, elle ne compte alors aucune grande ville. Cependant, en raison, entre autres, du relief, l'Ardèche est touchée plutôt que d'autres départements par l'exode rural ; « comme dans beaucoup d'autres régions où prévalait un système analogue, le déclin des industries en milieu rural entraîna celui de l'agriculture, et réciproquement. En un siècle, l'Ardèche perdit ainsi plus de cent quarante mille habitants, par émigration ou par dénatalité, soit plus du tiers des Ardéchois du XIXe siècle, pour ne plus compter que 245 600 personnes au recensement de 1962 » (A. Frémont, 1997).
La guerre de 1870-1871 voit l'Ardèche lever un régiment de gardes mobiles qui participera à la défense de l'Eure.
À la fin du siècle, le sud viticole subit la crise du phylloxéra. Puis l'Ardèche paye un lourd tribut lors des deux guerres mondiales : en 1918, 12 000 soldats ne reviennent pas du front, et pendant la Seconde Guerre mondiale, plusieurs résistants prennent le maquis, ce qui provoque arrestations et exécutions, mais accélère également le départ des troupes nazies.
Après-guerre, la petite industrie se maintient (hautes vallées des Boutières) ou périclite (mines de Largentière) ; l'agriculture reprend ses droits avec un milieu de XXe siècle où les fruitiers (pêchers de l'Eyrieux, cerises au sud) connaissent la renommée. Depuis 1962, le nombre d'ouvriers de l'industrie en Ardèche dépasse celui des travailleurs de la terre. Le tourisme, de l'Ardèche verte au nord jusqu'aux zones toutes méditerranéennes entre Aubenas et l'embouchure de l'Ardèche dans le Rhône, est devenu un élément important de l'économie ardéchoise.
Au 1er janvier 2016, la région Rhône-Alpes, à laquelle appartenait le département, fusionne avec la région Auvergne pour devenir la nouvelle région administrative Auvergne-Rhône-Alpes.

## Langues régionales
Quelques communes de l'extrême-nord du département (canton de Serrières) sont dans l'espace francoprovençal. Le reste du département est de langue d'oc :
- auvergnat à l'ouest (Monts d'Ardèche) ;
- languedocien au sud (bas-vivarois) ;
- vivaro-alpin en Haut-Vivarais et Boutières.

À l'heure actuelle, l'usage de l'occitan est réduit aux classes d'âges les plus anciennes.
Les principaux mouvements de défense de la langue régionale sont l'Institut d'études occitanes et Parlarem en Vivarés.
Le français régional comporte des mots d'origine occitane :
- chamba, darbou chez les paysans (comprendre terrasse, taupe) ;
- un lycéen vous dira que sa boge est trop lourde (comprendre cartable, mot dérivé du gaulois *bulga, sac de cuir).

L'occitan est la langue utilisée pour le chant « patriotique » ardéchois, l'Ardecho.

## Armoiries

Blason de l'Ardèche.

Le blason ancien du Vivarais, repris par le département de l'Ardèche, est un blason de France ancien affecté d'une brisure : une bordure d'or. Cette bordure porte huit écussons d'azur qui représentent les huit places qui envoyaient des députés aux États du Vivarais :
1. Tournon-sur-Rhône ;
2. Viviers ;
3. Boulogne ;
4. Largentière ;
5. Joyeuse ;
6. Annonay ;
7. Montlaur ;
8. Bourg-Saint-Andéol.

## Politique

Cantons et arrondissements de l'Ardèche après l'arrêté préfectoral du 22 février 2007.

Le conseil départemental de l'Ardèche est acquis au Parti socialiste depuis 1998 : Michel Teston, sénateur du département de 1998 à 2014 et Pascal Terrasse, député du département depuis 1997, ont été avec Laurent Ughetto élu en 2017, les présidents du conseil départemental ces dernières années.
Il y existe une pluralité relativement importante dans le résultat des élections locales comme nationales.
Le Parti socialiste est localement bien implanté, avec Laurent Ughetto président du conseil départemental et y comptait trois députés en 2012 : Pascal Terrasse, actuellement aussi conseiller départemental dans le canton de Bourg-Saint-Andéol et membre du parti d'Emmanuel Macron « En Marche ! » ; Olivier Dussopt, maire d'Annonay jusqu'au 10 juillet 2017 et secrétaire d'État depuis le 24 novembre 2017 dans le gouvernement Philippe II ; Sabine Buis, actuellement aussi conseiller départemental dans le canton d'Aubenas-2 et ancienne conseiller régional.
Les législatives de juin 2017 ont élu Hervé Saulignac dans la première circonscription, Olivier Dussopt dans la seconde, tous deux PS avant que ce dernier ne rejoigne le gouvernement d'Édouard Philippe au poste de secrétaire d'État auprès du ministre de l'Action et des Comptes publics, et Fabrice Brun (LR) dans la troisième.

Circonscriptions législatives de l'Ardèche.

Quatre des 33 villes de plus de 2 000 habitants que compte le département sont actuellement gérées par le Parti socialiste (Annonay, Boulieu-lès-Annonay, Le Teil et Les Vans) et neuf au total pour la gauche. Le parti dispose de treize des 34 sièges du conseil départemental (24 au total pour la gauche) et de deux des dix conseillers régionaux (trois avec un élu PCF).
Le parti Les Républicains est aussi relativement bien implanté avec les deux sénateurs du département : Mathieu Darnaud, maire de Guilherand-Granges et ancien conseiller régional, et Jacques Genest, maire de Coucouron et notamment président de l'Association des maires ruraux de l'Ardèche.
Huit des 33 villes de plus de 2 000 habitants que compte le département sont actuellement gérées par le parti, dont les communes de Aubenas et de Vals-les-Bains, quatre par l'UDI et douze par des maires divers droite (DVD). Le parti dispose de quatre des 34 sièges du conseil départemental (dix au total pour la droite) et de deux des dix conseillers régionaux (cinq avec une élue UDI et deux élues Divers Droite).
Le Rassemblement national réalise quant à lui des scores importants depuis l'élection présidentielle de 2012, notamment dans le Sud-Est du département et sur le plateau ardéchois. La liste RN (ex-FN) arrive en tête dans le département aux élections européennes de 2014 (25,40 % contre 24.86 % au niveau national) et à celle de 2019 (23,49 % contre 23,34 % au niveau national). Il est également en tête au 1er tour des élections départementales de 2015 (24.60 %). Après un premier score important en 2012 (20,04 % contre 17,90 % au niveau national), Marine Le Pen y arrive en tête en 2017 avec 22,13 % (21,30 % au niveau national) et réalise 37,63 % au 2nd tour (33,90 % au niveau national). Le parti dispose de 2 des 10 conseillers régionaux du département, dont Céline Porquet, secrétaire départementale de la fédération RN de l'Ardèche et actuelle conseillère municipale à Viviers.
Le vote communiste (Front de Gauche et PCF) est quant à lui présent dans des secteurs plus localisés, notamment à Cruas (seule mairie communiste de plus de 2 000 habitants) ou dans certaines communes comme Antraigues-sur-Volane ou Jaujac.
Quant au vote écologiste, il reste très minoritaire mais non négligeable dans les Cévennes ardéchoises (sud-ouest).
Résultats de l'élection présidentielle de 2012, 1er tour :
François Hollande : 25,98 % (28,63 % en France ; -2,65 points) | Nicolas Sarkozy : 23,76 % (27,18 % ; -3,42 points) |
Marine Le Pen : 20,04 % (17,90 % ; +2,14 points) | Jean-Luc Mélenchon : 14,07 % (11,10 ; +2,97 points)
François Bayrou : 9,15 % (9,13 % ; +0,02 point) | Eva Joly : 2,80 % (2,31 % ; +0,49 point) | Nicolas Dupont-Aignan : 1,94 % (1.79 % ; +0.15 point)
Philippe Poutou : 1,37 % (1,15 % ; +0,22 point) | Nathalie Arthaud : 0,63 % (0,56 % ; +0,07 point) Jacques Cheminade : 0,26 % (0,25 % ; +0,01 point)
Tandis que le vote pour les deux principaux candidats, à savoir le président de la République sortant Nicolas Sarkozy et son concurrent François Hollande, est bien plus faible au niveau départemental que national (+ de six points d'écart cumulés), Marine Le Pen récolte quant à elle plus de 20 % des suffrages ardéchois. Jean-Luc Mélenchon récolte lui plus de 14 % des suffrages (trois points de plus que le score national), ce qui en fait la plus forte progression par rapport aux autres candidats.
Résultats de l'élection présidentielle de 2012, 2nd tour :
François Hollande : 53,45 % en Ardèche (51,64 % en France) | Nicolas Sarkozy : 46,55 % (48,36 %)
Le taux de participation est au 1er tour de 84,15 % contre 79,48 % au niveau national (+4,67 points), et au 2nd tour de 83,80 % contre 80,35 % (+3,45 points) au niveau national.
Résultat du référendum du 29 mai 2005 :
Le « non » l'emporte à 60,00 % dans le département ardéchois, soit plus de cinq points par rapport au niveau national (54,67 %).
Résultat du référendum du 20 septembre 1992 :
Le « oui » l'emporte à 50,97 % dans le département ardéchois de 2 722 voix supplémentaires (51,04 % au niveau national).
- Liste des députés de l'Ardèche
- Liste des sénateurs de l'Ardèche
- Liste des conseillers généraux de l'Ardèche
- Liste des préfets de l'Ardèche
- Élection présidentielle de 1848 dans le département de l'Ardèche
- Élections législatives françaises de 1932 dans le département de l'Ardèche
- Liste des cantons de l'Ardèche.

## Économie

### Agriculture
L'agriculture, qui s'est modernisée, est encore bien présente, mais avec des parcelles moyennes assez petites. Depuis 1962, le nombre d'ouvriers de l'industrie dépasse celui des travailleurs de la terre. En 1982, les agriculteurs représentent 14 % de la population active ardéchoise, loin derrière les ouvriers (38 %) et les professions du secteur tertiaire (48 %). L'Ardèche compte ainsi 12 000 agriculteurs en 1982, à peine plus que les chômeurs (11 000 en 1986). En 2020 la diminution est très importante : le nombre d'exploitations agricoles est de 3 745 et la population active familiale de 3 965. La taille moyenne des exploitations est de 33 ha. 1 001 exploitations sont  certifiées Agriculture Biologique.
Tous les acteurs de la filière châtaigne ou castanéiculture sont représentés en Ardèche, ce qui équivaut à plus de 1 000 emplois à temps plein entre la production, la transformation et la commercialisation. Le département dispose encore de plus de mille exploitations, dont 20 à 60 % des revenus sont issus de la filière châtaigne. En 2004, la production de châtaignes atteignait 5 400 tonnes, soit 50 % de la production française ; elle bénéficie d'un label AOC depuis juin 2006 et du signe AOP depuis 2014. L'AOC Châtaigne d'Ardèche est défendue par le SPCA (syndicat des producteurs de châtaignes d'Ardèche). Les bois de châtaignier sont encore au cœur de la vie rurale, dans la moyenne montagne, soit au-dessus de 450 à 500 m d'altitude : fruits, farines, bières, bois, confitures, etc. L'espoir de renforcer le secteur explique en partie la création du parc naturel régional des Monts d'Ardèche et le développement des fêtes Castagnades d'automne.
Le vignoble, en trente ans, est devenu réputé - des côtes-du-Rhône septentrionales autour de Cornas et Saint-Péray, notamment avec les appellations AOC du même nom et celle de Saint Joseph (qui s'étend sur plus de 60 km de Mauves (07) à Chavannay (42) - jusqu'aux Côtes-du-Vivarais et aux Côtes-du-Rhône méridionales, autour de Bourg-Saint-Andéol, et les Comtés-rhodaniens. Autour d'Aubenas, les efforts pour faire connaître le gamay nouveau se multiplient. Certains cépages, comme le viognier blanc, forment d'excellents vins de garde. On peut aussi noter une reprise du cépage typique des Cévennes ardéchoises, le Chatus, qui est cultivé par plus d'une douzaine de vignerons et caves coopératives dans le bas Vivarais.
Les arbres fruitiers (cerises, pêches) de la vallée du Rhône et des vallées des torrents descendus de la montagne bénéficient d'une image de qualité auprès des consommateurs ; cependant, le mitage périurbain a entraîné des arrachages, par exemple autour de Privas, ou le long de la vallée de l'Eyrieux.
Malgré les difficultés, l'élevage progresse, bénéficiant également d'une image de qualité : bovins (du plateau du Coiron, des abords du mont Mézenc (AOC Fin gras du Mézenc)), ovin, caprin, porcin ; autour de la castanéiculture et du tourisme se développe à nouveau l'élevage des ânes et des chevaux. L'Ardèche est un important producteur de fromages (par exemple l'AOC picodon, au lait de chèvre).
La céréaliculture n'est pas dominante, la superficie des terres à céréales ne dépassant pas 11 050 hectares. En 2006, a été produit pour 41 660 € de céréales, le rendement étant le plus faible de l'ancienne région Rhône-Alpes avec 38 quintaux à l'hectare. 
Le goût récent du public pour les variétés anciennes de produits du terroir ou les méthodes traditionnelles de culture a permis de relancer des cultures marginalisées. C'est le cas de la culture de pommes de terre primeur de la vallée de l'Eyrieux, dans le périmètre du parc. La production, limitée à deux cents tonnes, est reconnue pour sa qualité exceptionnelle (marque Les Échamps de l'Eyrieux).

### Industrie
Il existe en 2020, en Ardèche, plus de 3 000 établissements employant environ 20 000 personnes.

L'industrie est très tôt arrivée en Ardèche grâce à la culture du ver à soie développée par Olivier de Serres pour les ateliers de soie lyonnais. Jusqu'au début du XXe siècle, les fermes disposaient d'ateliers d'élevage des vers, les magnaneries. Mais cette activité a périclité dès la fin du XIXe siècle, même s'il reste encore plusieurs entreprises du textile - et, dans le Sud, de nombreux mûriers.

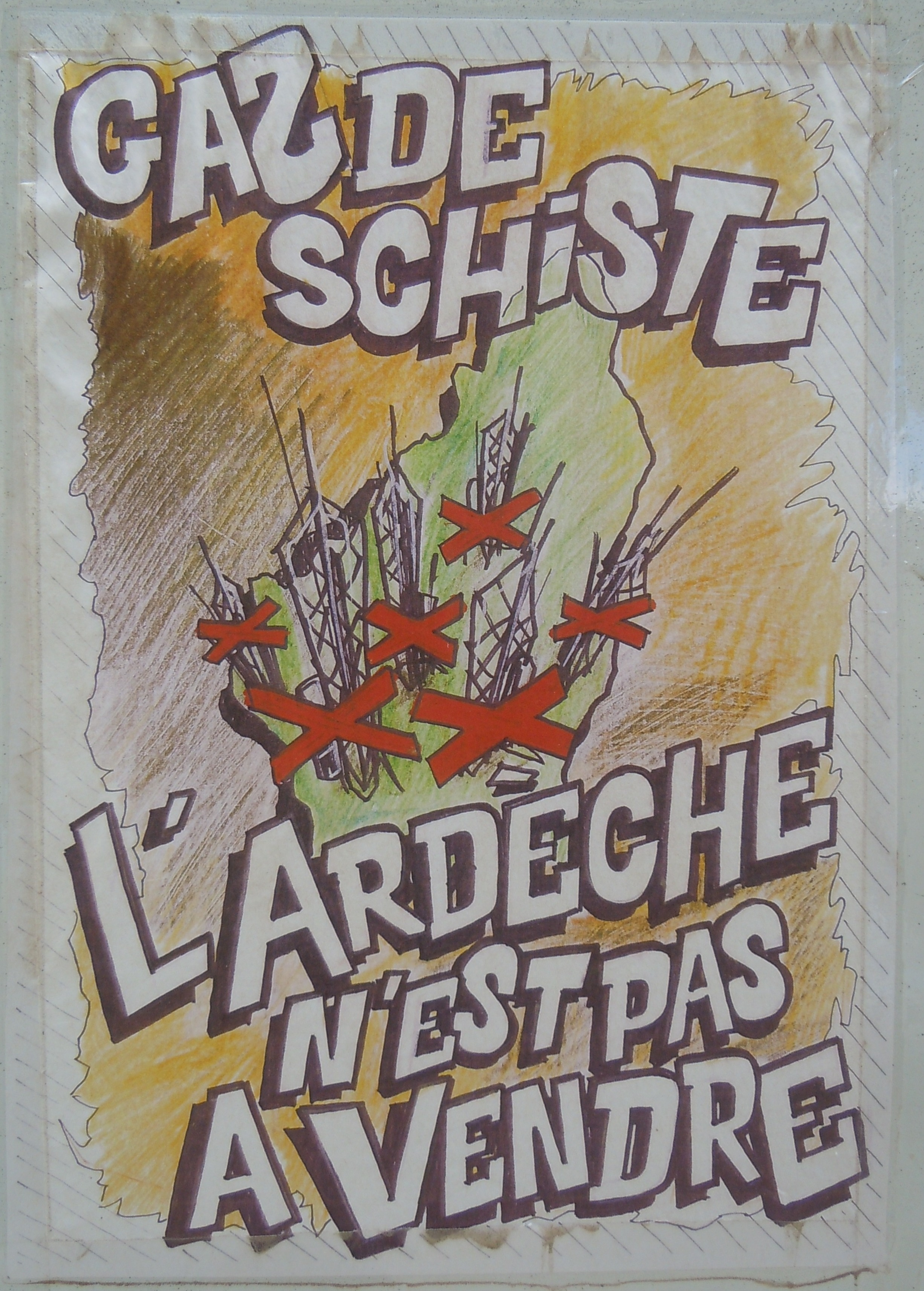
Photo d'affiche contre l'exploitation des gaz de schiste en Ardèche.

Le tissu industriel s'est développé au profit des petites et moyennes entreprises, notamment dans le domaine de la mécanique (Irisbus), du pesage (Precia), de la plasturgie, de la tannerie (Annonay), de la papeterie, de l'agroalimentaire et de la bijouterie (bassin du Cheylard). Quelques industries lourdes se sont également implantées (cimenteries, centrale nucléaire de Cruas, verreries), en particulier le long du Rhône (Le Pouzin par exemple).
L'industrie agroalimentaire est également présente, avec les salaisons, les fromages (picodon, saint-félicien, etc.), la confiserie (crème de marrons, marrons glacés), le miel, les alcools fins, bénéficiant d'un label reconnu.
De la diatomite est extraite du gisement de la montagne d'Andance à Saint-Bauzile depuis 1960 et valorisée dans une usine au village.
En 2011, les projets d'extraction de gaz de schiste ont soulevé une vive opposition de la part des populations concernées.

### Construction et travaux publics
Les 3 967 établissements existants au 3 décembre 2019 emploient environ 9 000 personnes dont 5 841 salariés. 2 868 établissements n'ont aucun salarié et 9 en ont plus de 50.

### Tourisme
L'Ardèche a obtenu en 2024 la première place du classement GreenGo de « l'écoresponsabilité » pour le tourisme durable, avec la note de 94/100, devant le Finistère et la Gironde, grâce à de bonnes notes sur « les questions de l'alimentation, des déchets, de la gestion de l'eau et de l'énergie ». Dans ce département, en 2023, 16 millions de nuitées ont été enregistrées, en progression de 6 % sur un an.
Le tourisme est le secteur le plus prometteur, avec 4 000 emplois directs ou saisonniers. En 2007, près de 16,6 millions de nuitées ont été enregistrées, soit 2,4 millions de séjours, pour un chiffre d'affaires de 408 millions d'euros. 53 % des nuitées se font entre juillet et août.
La capacité d'accueil de visiteurs, en 2020, comprend :  5 888 places dans l'hôtellerie ;  73 305 dans les campings) ; 3 134 dans les résidences de tourisme et résidences hôtelières, 4 453 dans les villages de vacances, chiffres auxquels il faut ajouter 36 786 résidences secondaires et logements occasionnels.
La grotte Chauvet 2 et les gorges de l'Ardèche sont les sites touristiques les plus visités du département[réf. nécessaire].

### Grandes entreprises
Le département compte plusieurs entreprises déclarant plus de deux millions d'euros de chiffre d'affaires hors taxes.

## Transports

### Transport ferroviaire

Le Mastrou, chemin de fer du Vivarais.

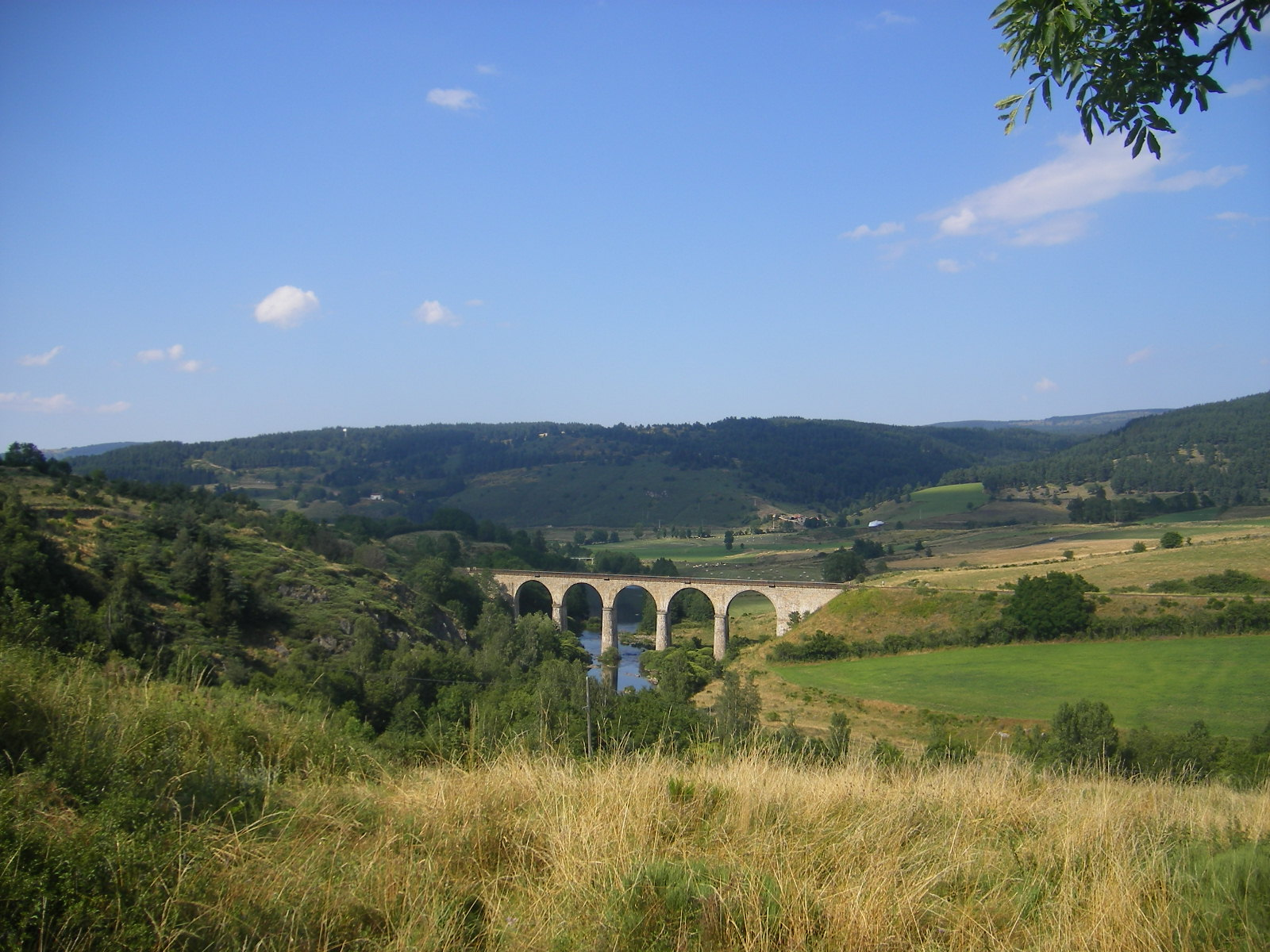
Le viaduc des Brasses sur l'Allier au sud-est de Langogne : en cet endroit, la ligne de Saint-Germain-des-Fossés à Nîmes-Courbessac quitte le département de la Lozère (à gauche) pour entrer dans celui de l'Ardèche.

Le département de l'Ardèche a la particularité d'être le seul département de France métropolitaine à ne compter aucune gare ferroviaire ou ligne voyageurs desservie par la SNCF sur son territoire, la dernière ligne ayant fermé en 1973 (Givors-Grezan : itinéraire Lyon-Nîmes via Villeneuve-lès-Avignon) ; ceci s'explique par sa faible densité et son relief,. Ainsi, pour se rendre à Paris depuis Privas, la préfecture, le trajet s'effectue par la route jusqu'à Montélimar ou Valence (gare de Valence ville ou gare de Valence TGV ouverte en 2001).
Dans l'est du département, depuis les années 1980, la ligne ferroviaire de la rive droite du Rhône, actuellement dévouée au trafic de fret, a fait l'objet de projets de réouverture au trafic voyageurs, régulièrement évoqués par les élus locaux. À chaque fois, le projet a été repoussé. Certains trains de voyageurs peuvent cependant être détournés vers Saint-Péray et Le Teil en fonction des nécessités de la SNCF. En 2014, Réseau ferré de France a estimé que la réouverture au trafic voyageurs de la ligne concernée coûterait 107,4 millions d'euros pour un revenu annuel de seulement 1,76 million d'euros, rendant le projet non rentable. En 2019, la réouverture aux voyageurs de la liaison ferroviaire Valence - Le Teil est prévue pour 2024.
Dans le sud-ouest du département, la ligne de Saint-Germain-des-Fossés à Nîmes-Courbessac — surnommée « ligne des Cévennes » — ouverte aux voyageurs pénètre en deux endroits en Ardèche lorsque la voie circule en rive droite de l'Allier : entre Langogne et Cellier-du-Luc et à Laveyrune. Le long de ce tronçon d'une vingtaine de kilomètres, trois gares sont desservies dans le département de la Lozère : Langogne, Luc et La Bastide - Saint-Laurent-les-Bains dans le bourg de la Bastide-Puylaurent. Cependant, même si ces gares sont parfois distantes de quelques mètres de l'Ardèche et que celle de La Bastide - Saint-Laurent-les-Bains fait référence au bourg ardéchois de Saint-Laurent-les-Bains-Laval-d'Aurelle distant d'environ huit kilomètres, aucune ne se trouve dans le département.

#### Trains touristiques
Le Mastrou, ce train touristique à vapeur de l'Ardèche verte, relie Lamastre à Tournon-sur-Rhône.
Le Velay Express, situé sur le plateau du Velay.
Le train touristique de l'Ardèche méridionale reliait Vogüé à Saint-Jean-le-Centenier jusqu'en 2011.

#### Anciennes liaisons ferroviaires
L'abandon de ces voies ferrées ouvre des opportunités de développement du réseau cyclable ardéchois.
- CFD Réseau du Vivarais
- Ligne transcévenole
- Ligne du Pouzin à Privas
- Ligne de Saint-Sernin à Largentière
- Ligne de Vogüé à Lalevade-d'Ardèche
- Tramways de l'Ardèche
- Tramway de Vals-les-Bains à Aubenas
- Tramway de Valence à Saint-Péray

### Transport en commun routier

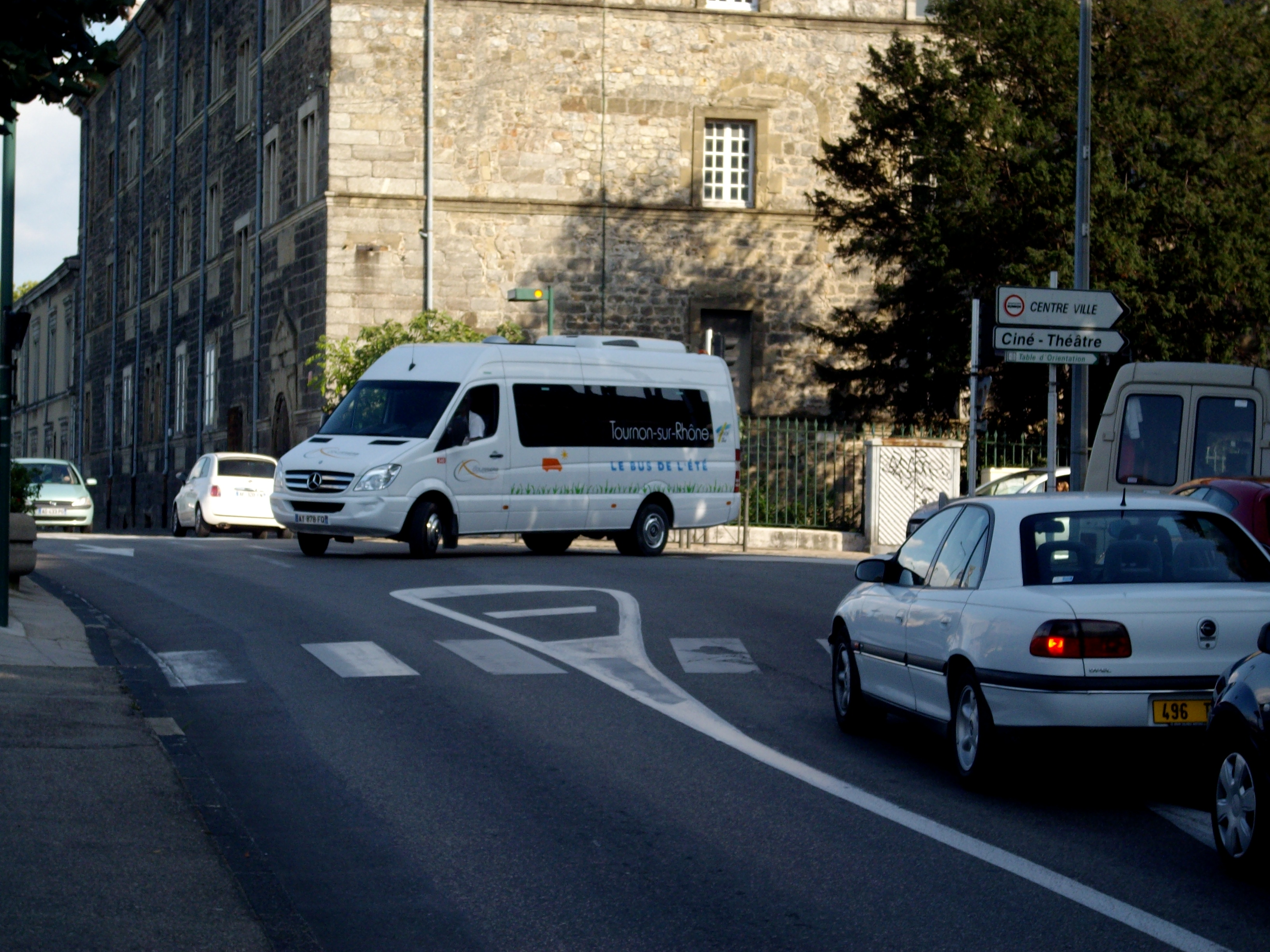
Minibus à Tournon-sur-Rhône.

Le conseil général de l'Ardèche a réorganisé le réseau de transport en commun routier, avec une tarification unique depuis 2009, et un nom et un logo unique depuis mai 2011 : « Le SEPT : service express public de transport ».
Cette nouvelle identité est complétée par l'adoption de la carte de transport en commun OùRA!, compatible avec la plupart des réseaux urbains et interurbains de la région Rhône-Alpes, ainsi que les TER.
La carte OùRA! est également compatible avec les réseaux de bus urbains d'Aubenas (Tout'enbus) et les réseaux de Valence (Citéa) et Montélimar (Montélibus).

## Spécialités culinaires
- Caillette

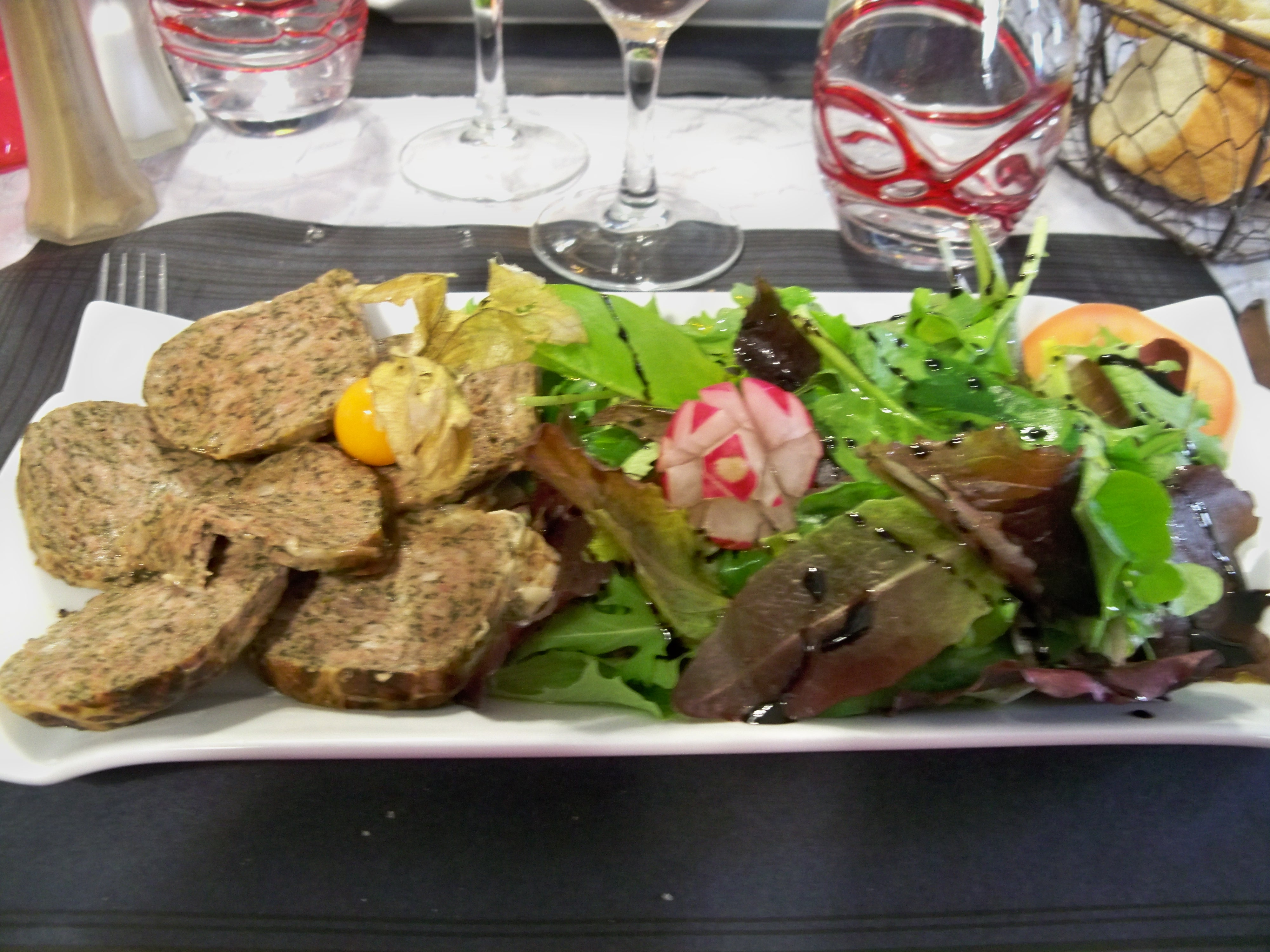
Caillette et mesclun.

- Castagnou (apéritif à base de liqueur de châtaigne et de vin blanc)
- Crème de marrons (confiture de châtaignes)
- Crique
- Cousina (soupe à la châtaigne)
- Foudjou
- Bosson macéré
- Fin gras du Mézenc
- Picodon (fromage de chèvre AOC)
- Maôche
- La Bombine (plat)
- Marquisette (boisson)
- La Gueuse (saucisse)

## Tourisme

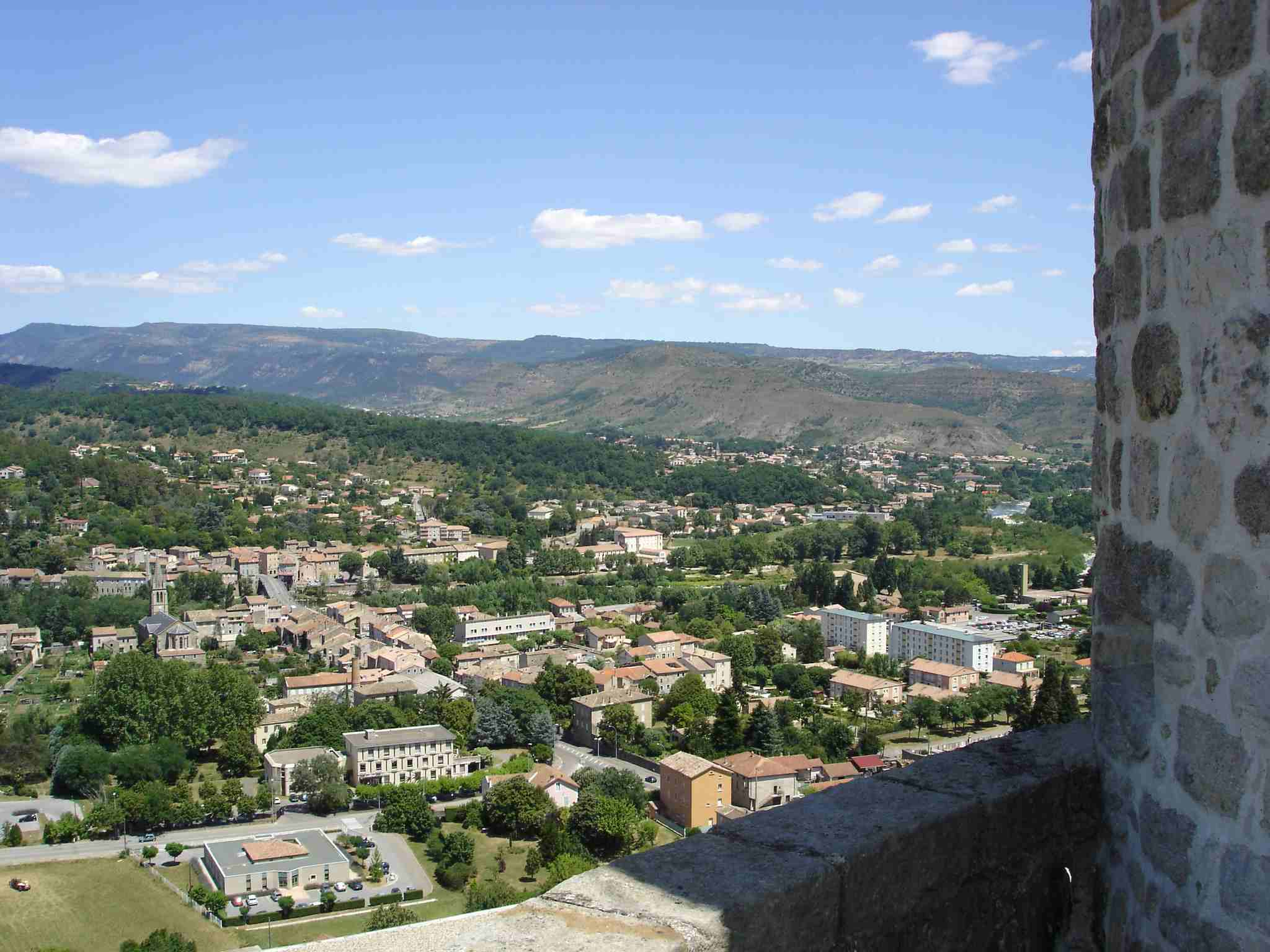
La vallée de l'Ardèche vue des remparts d'Aubenas.

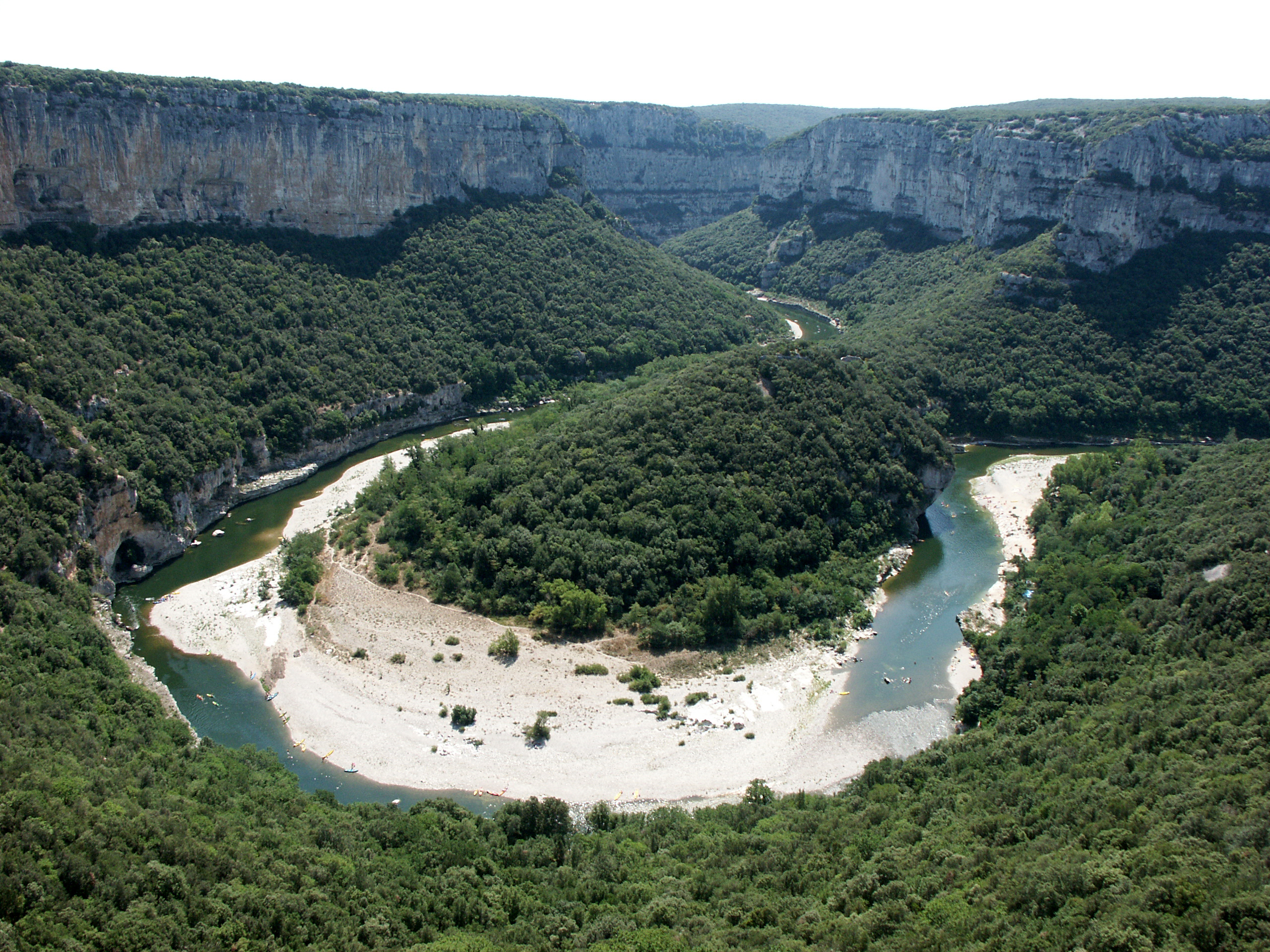
Le cirque de la Madeleine.

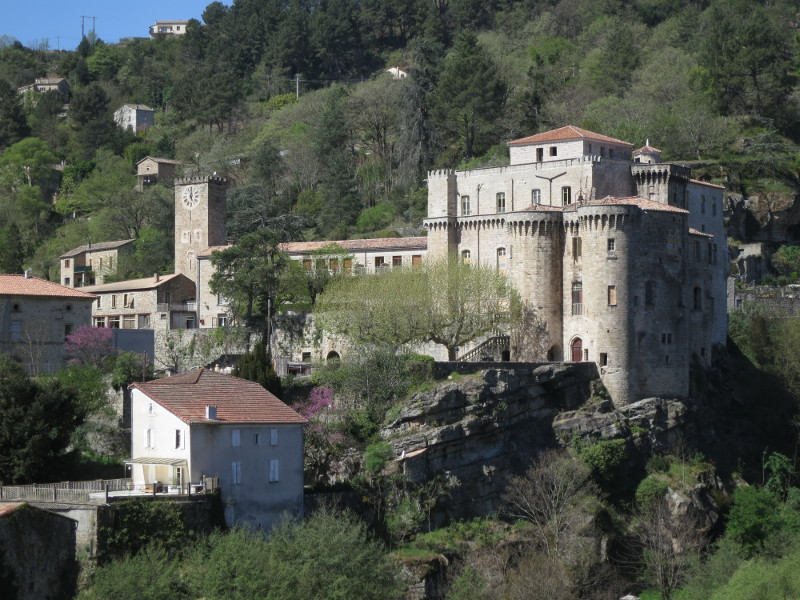
Château de Largentière.

Le tourisme est très développé en Ardèche. Le département est divisé en quatre grandes zones :
- L'Ardèche méridionale, également appelé Bas-Vivarais, qui s'étend de la vallée du Rhône au piémont cévenol. Cette zone est de loin la plus touristique lors de la période estivale. Les attractions sont :
  - Vallon-Pont-d'Arc, commune marquant le début des gorges de l'Ardèche jusqu'à Saint-Martin-d'Ardèche ;
  - La grotte Chauvet, découverte en 1994, dont on peut visiter la réplique à la caverne du Pont-d'Arc ;
  - Le site archéologique d'Alba-la-Romaine et son musée (MuséAL),
  - Le bois de Païolive, près des Vans et des rives du Chassezac ;
  - L'aven d'Orgnac, Grand Site, musée ;
  - Le village médiéval de Balazuc, labellisé parmi les plus beaux villages de France, et le Muséum de l'Ardèche,
  - Le village médiéval de Saint-Montan, élu plus beau village de l'Ardèche en 2022[35] ;
  - Le village médiéval de Joyeuse avec le musée de la Châtaigneraie ;
  - Le village de Saint-Alban-Auriolles, son dolmen et le musée Alphonse-Daudet[36] ;
  - Le village de Lanas avec son aérodrome et le parc de loisirs Parc Avenue ;
  - Le site remarquable des gorges de La Beaume à proximité du village de Joyeuse. Gorges préservées et uniquement accessibles à pied ou en canoë au printemps ;
  - La route touristique des gorges de l'Ardèche à travers sa réserve naturelle et sa garrigue ;
  - Les nombreux sites mégalithiques (environ 750 dolmens en Bas-Vivarais, et une dizaine de menhirs) ;
  - Les églises romanes de Larnas et de Bourg-Saint-Andéol, près de demeures Renaissance ;
  - Viviers, sa cathédrale et sa vieille-ville ;
  - Les châteaux de Largentière, Vogüé et de Labastide-de-Virac ;
  - Les villages labellisés comme Balazuc, Saint-Montan, Labeaume.
  - Le village type Renaissance de Rochemaure, son château médiéval et sa passerelle himalayenne sur le Rhône.
  - Le Festival Aluna, l'un des plus importants du Sud de la France à Ruoms.
- La Cévenne ardéchoise, pays des serres, qui s'étend des Vans au col de Mézilhac, comprend les lieux d'intérêts suivants :
  - Les villages de caractère comme Thines, Jaujac et Antraigues-sur-Volane.
  - Le pont du Diable à Thueyts. Construit en pierres de basalte, il enjambe d'une seule arche l'Ardèche, très mince à cet endroit, à plus de 15 mètres de hauteur ;
  - Le massif du Tanargue, propice aux randonnées cyclistes et pédestres ;
  - Station de ski alpin de la Croix de Bauzon ;
  - Gorges de la Borne et du Chassezac ;
  - La cascade du Ray-Pic, sur la commune de Péreyres.

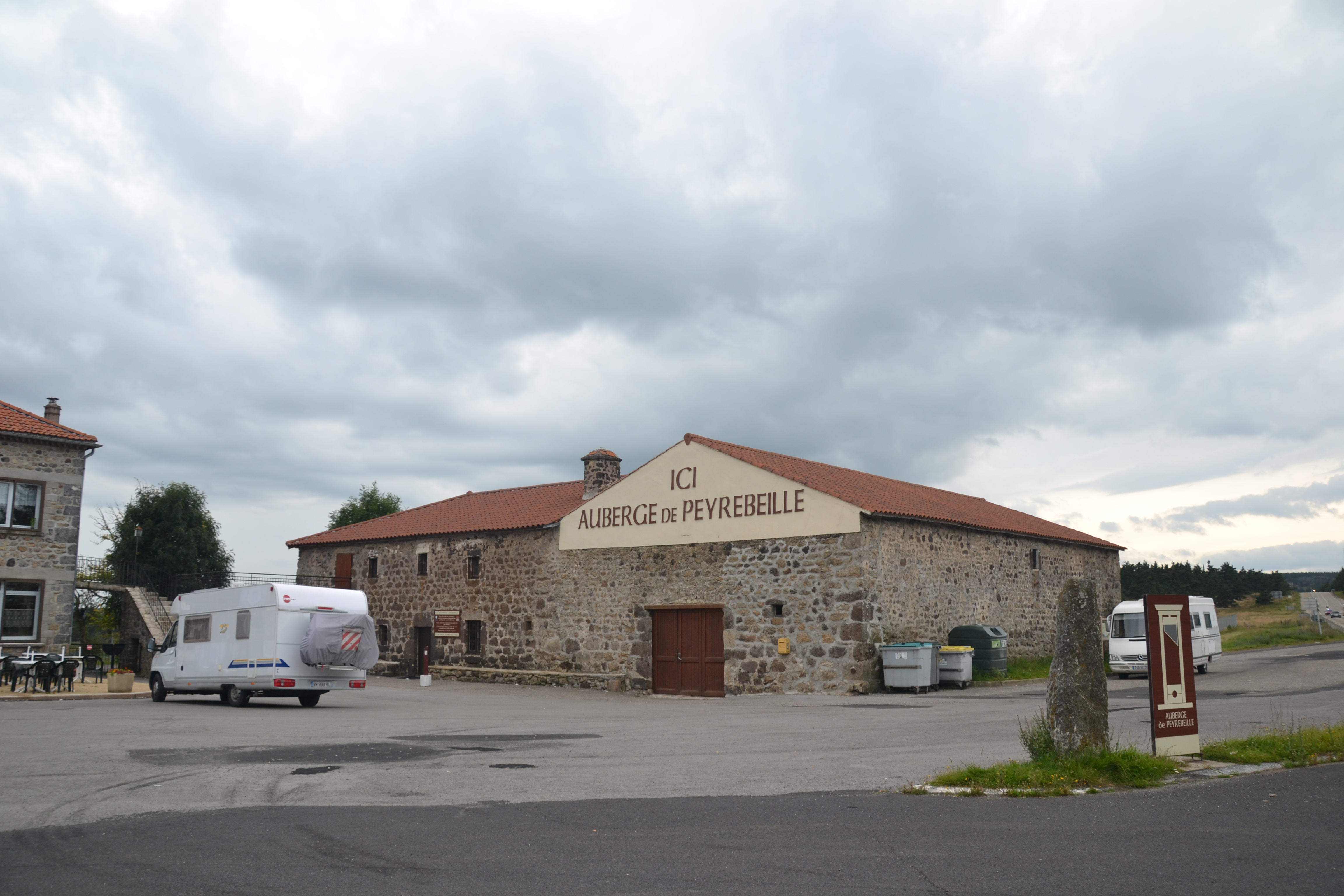
Auberge de Peyrebeille.

- La montagne ardéchoise, rude plateau à plus de 1 000 mètres d'altitude, faiblement peuplé et sauvage :
  - Le mont Gerbier-de-Jonc, où la Loire prend sa source ;
  - Le mont Mézenc ;
  - L'auberge de Peyrebeille, sise sur la commune de Lanarce ;
  - La station de ski nordique de La Chavade - Bel-Air ;
  - Le lac d'Issarlès, et d'autres lacs d'altitude, comme ceux de Saint-Martial ou de Coucouron ;
  - La station thermale de Saint-Laurent-les-Bains.
- L'Ardèche verte, au nord du département :
  - Annonay, berceau de l'aérostation, ville d'origine des frères Montgolfier ;
  - Le pays de Saint-Agrève, porte du parc naturel régional, avec sur son territoire le lac de Devesset ;
  - Le village de Lalouvesc, pour ses randonnées et les traces qu'a laissées saint Jean-François Régis ;
  - Peaugres et son safari ;
  - Le château de Crussol, un château (maintenant en ruines) construit en pierres calcaires au début du XIIe siècle sur une hauteur dominant la vallée du Rhône, juste en face de la ville de Valence (Drôme) ;
  - Le château et le lycée de Tournon-sur-Rhône ;
  - Les locomotives à vapeur du chemin de fer du Vivarais, nommé Le Mastrou, qui relie Tournon-sur-Rhône à Lamastre via Boucieu-le-Roi, et qui empruntent depuis 1891 une étroite voie ferrée qui serpente dans les gorges du Doux ;
  - L'Eden-Parc, ancien parc du couvent Notre-Dame à Tournon-sur-Rhône ;
  - Les villages de caractère de Desaignes et Boucieu-le-Roi.

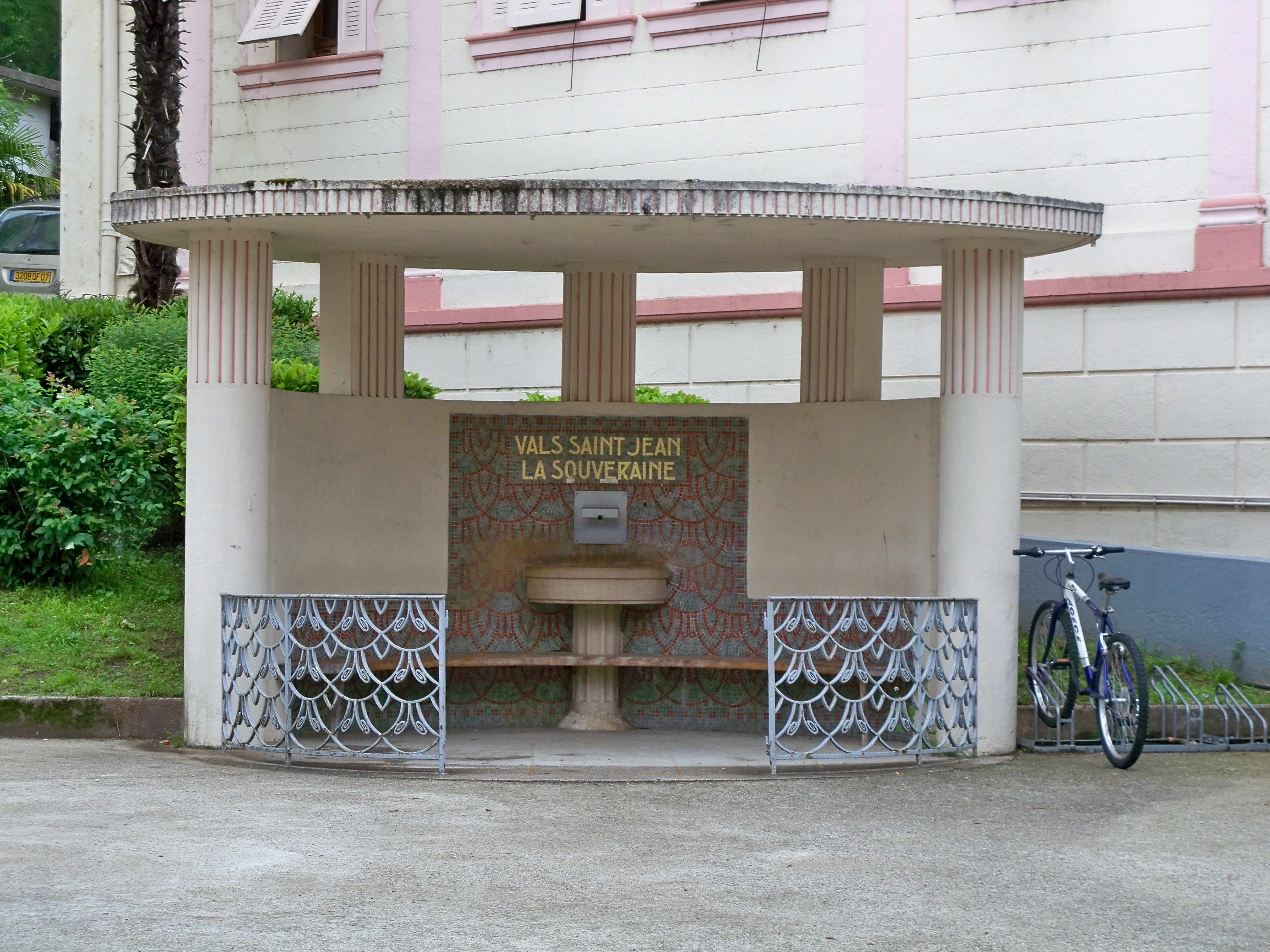
Source à Vals-les-Bains.

- Le pays d'Aubenas-Vals, carrefour de l'Ardèche.
  - Aubenas, porte du parc naturel régional des Monts d'Ardèche possédant un riche patrimoine (le château d'Aubenas, le dôme Saint Benoît et l'église Saint Laurent notamment) ;
  - Vals-les-Bains, ville thermale de la route des villes d'eaux du Massif central, représentent le premier parc hôtelier d'Ardèche, à la rencontre entre le Massif central et le Bas-Vivarais.
- Le vocable des sources et volcans d'Ardèche désignent le territoire d'accueil touristique composé par les 15 offices de tourisme allant de la vallée du Rhône aux frontières des départements de la Haute-Loire et de la Lozère.

### Galerie
(indiquez la date de pose grâce au paramètre date).

#### Sites

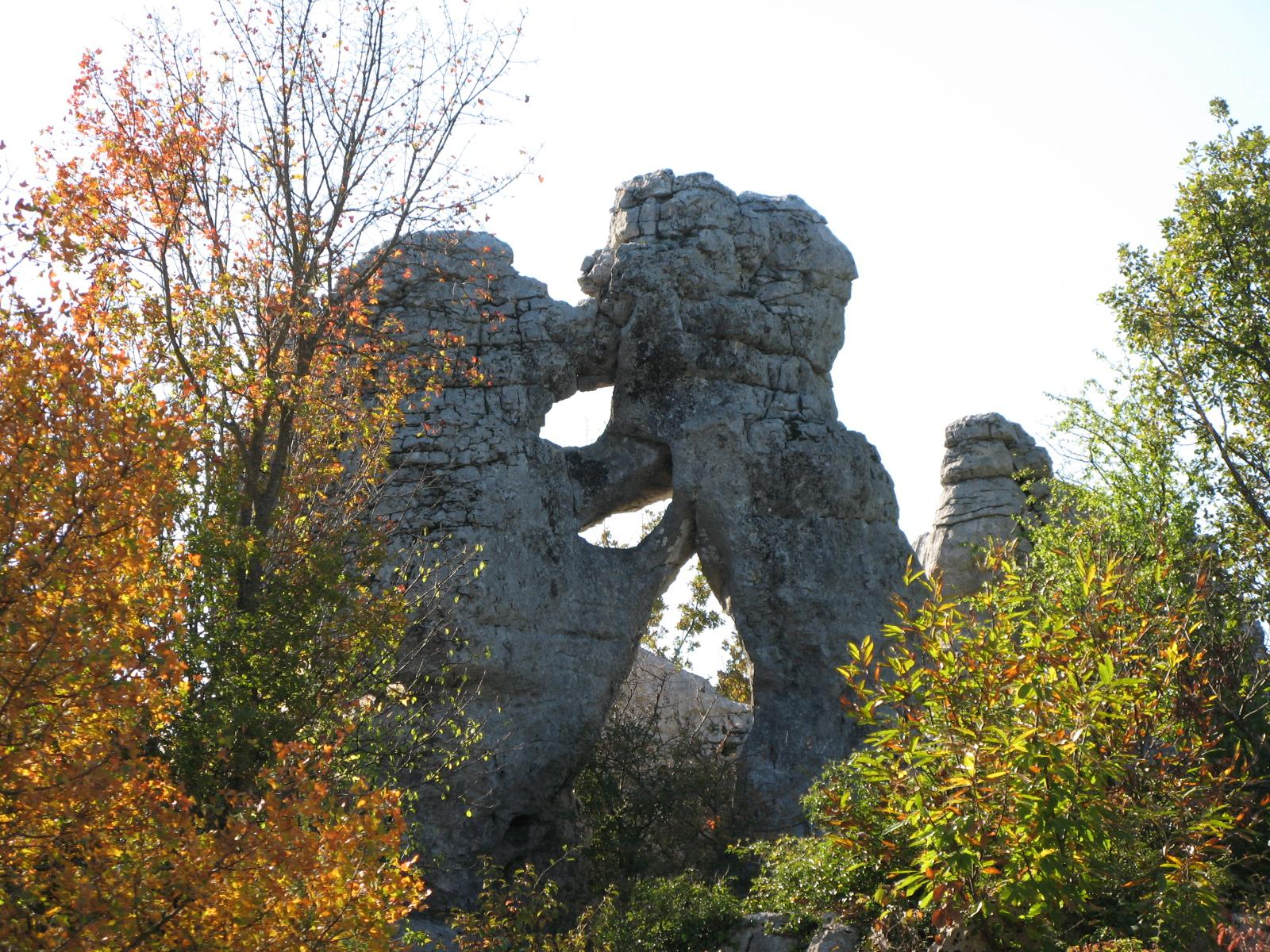
Bois de Païolive.
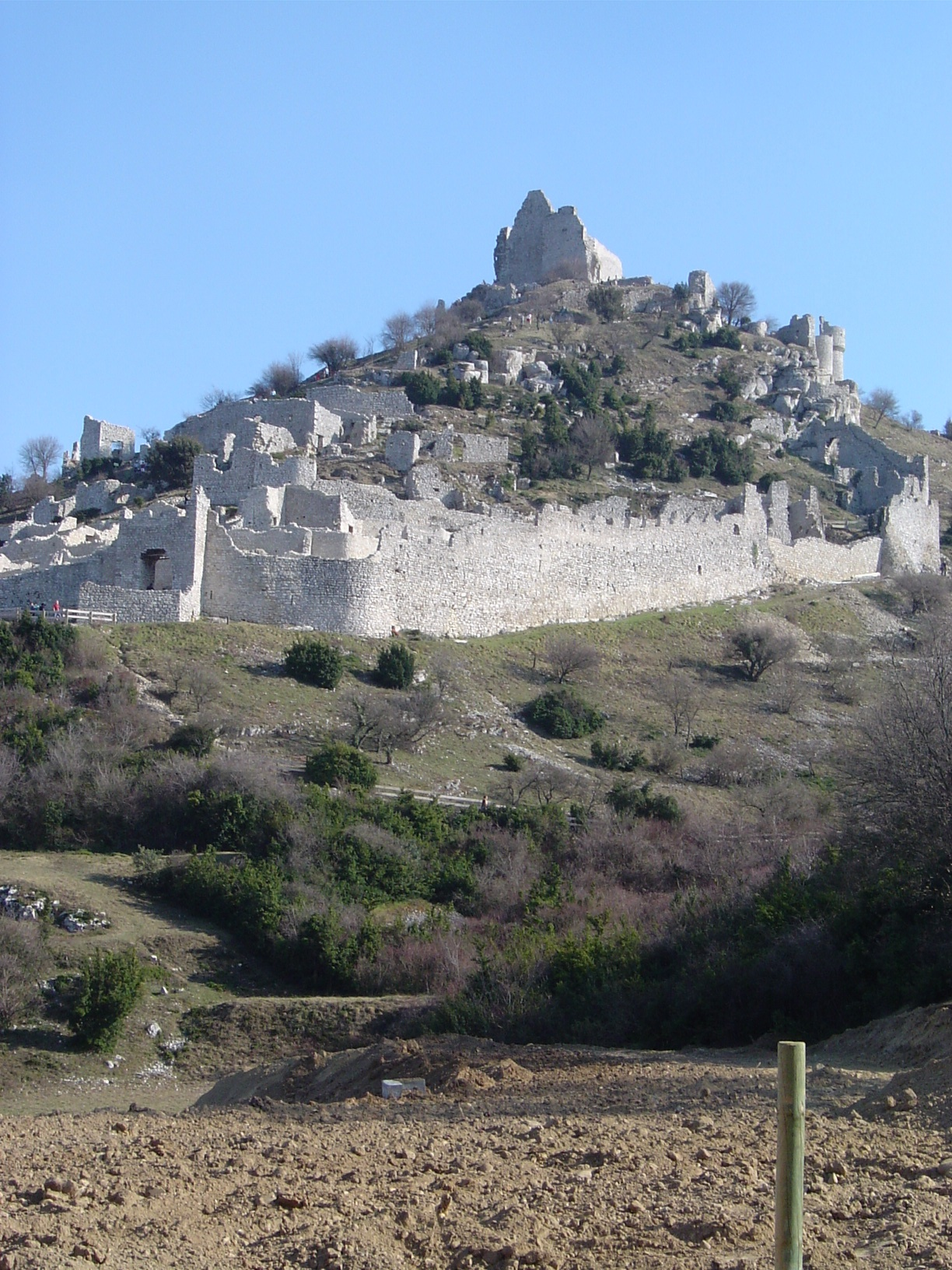
Château de Crussol.
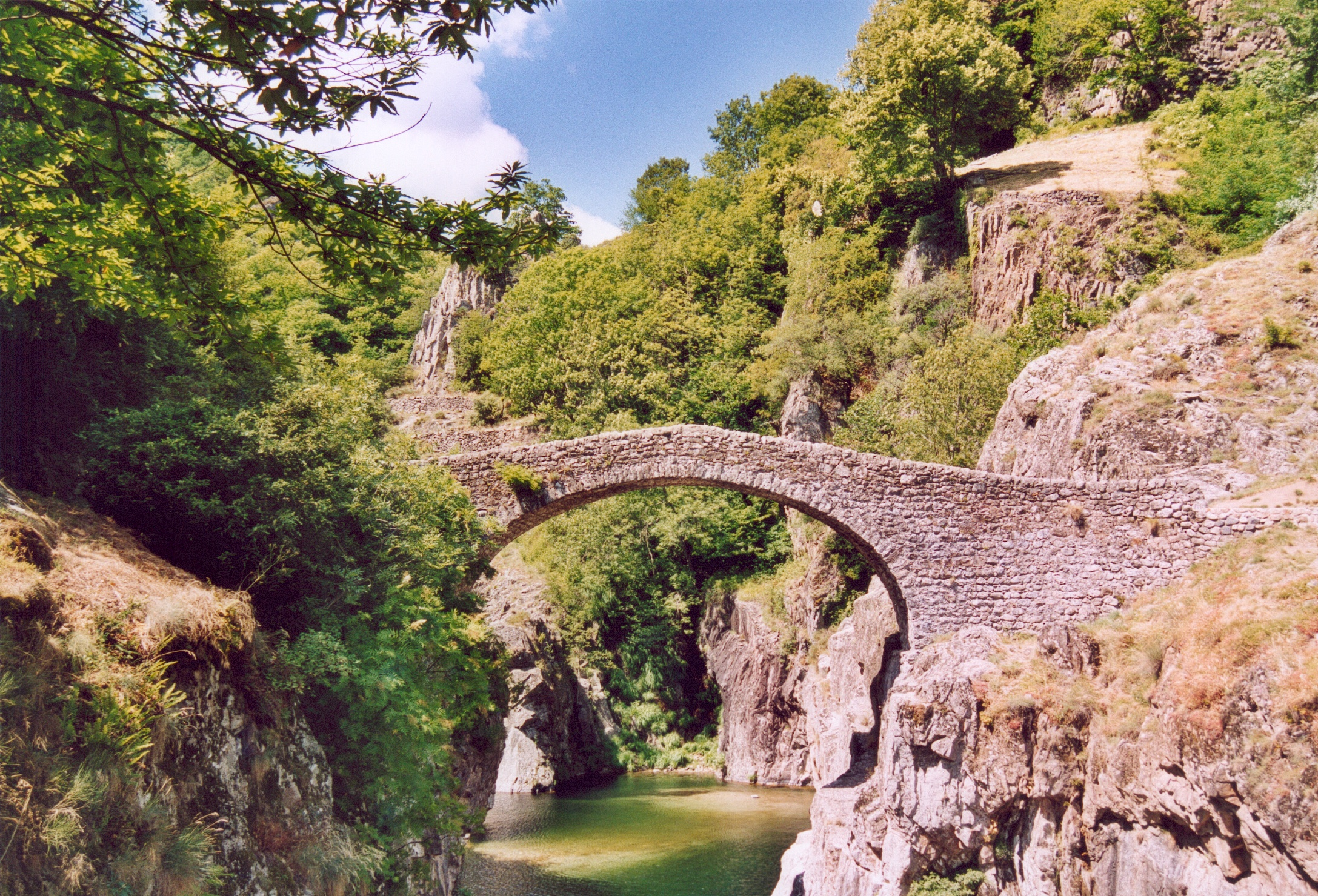
Le pont du Diable à Thueyts.
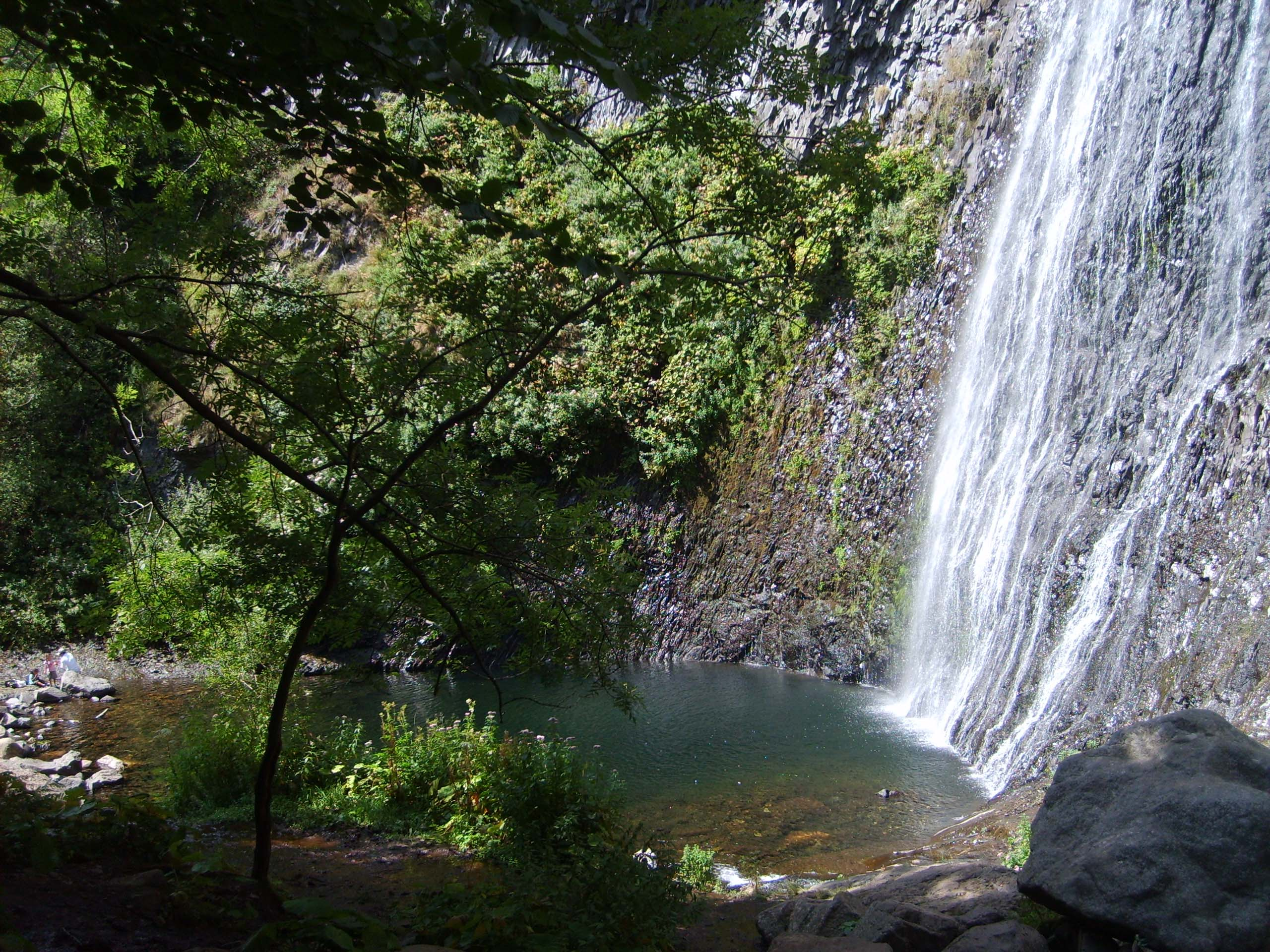
Cascade du Ray-Pic.
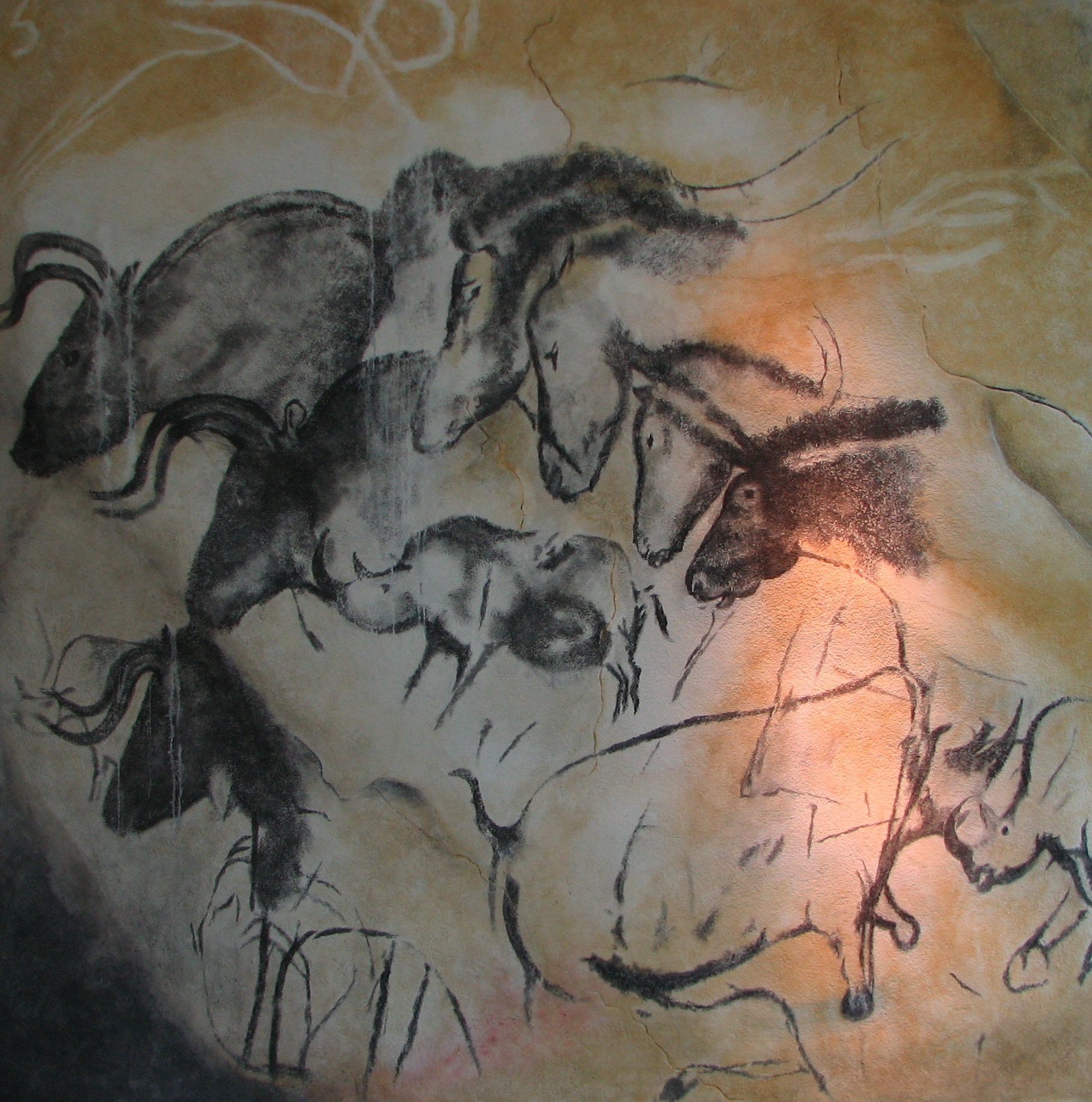
Réplique de peintures de la grotte Chauvet.
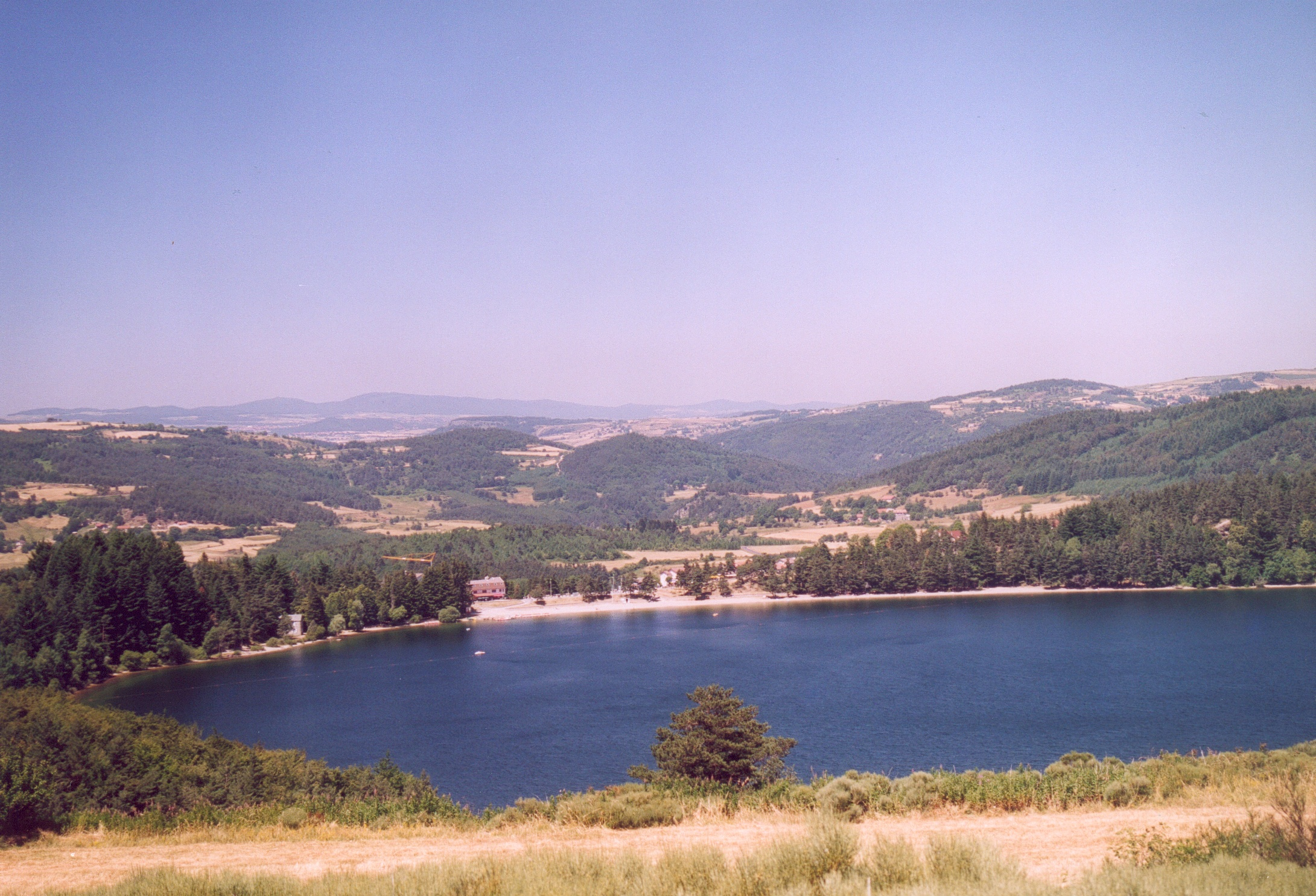
Lac d'Issarlès.
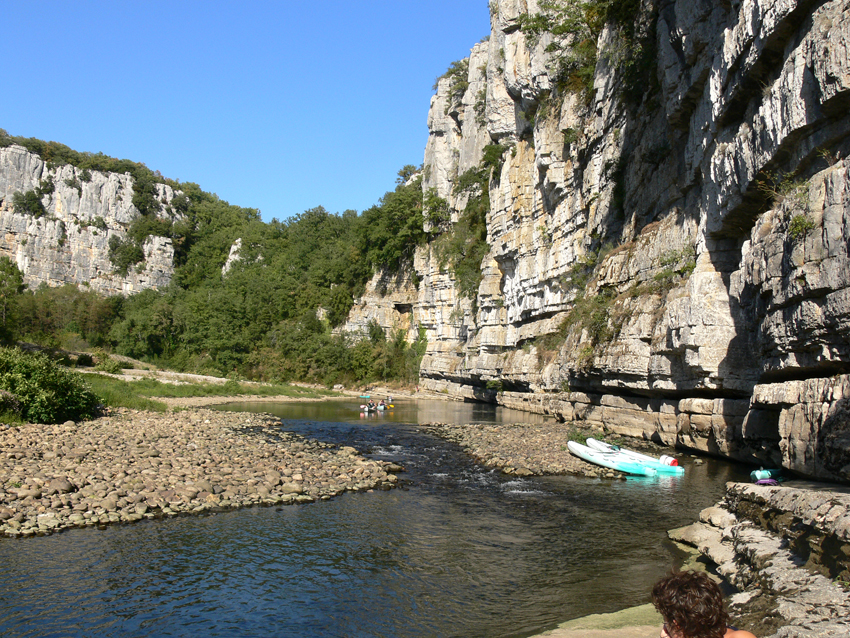
Les gorges du Chassezac.
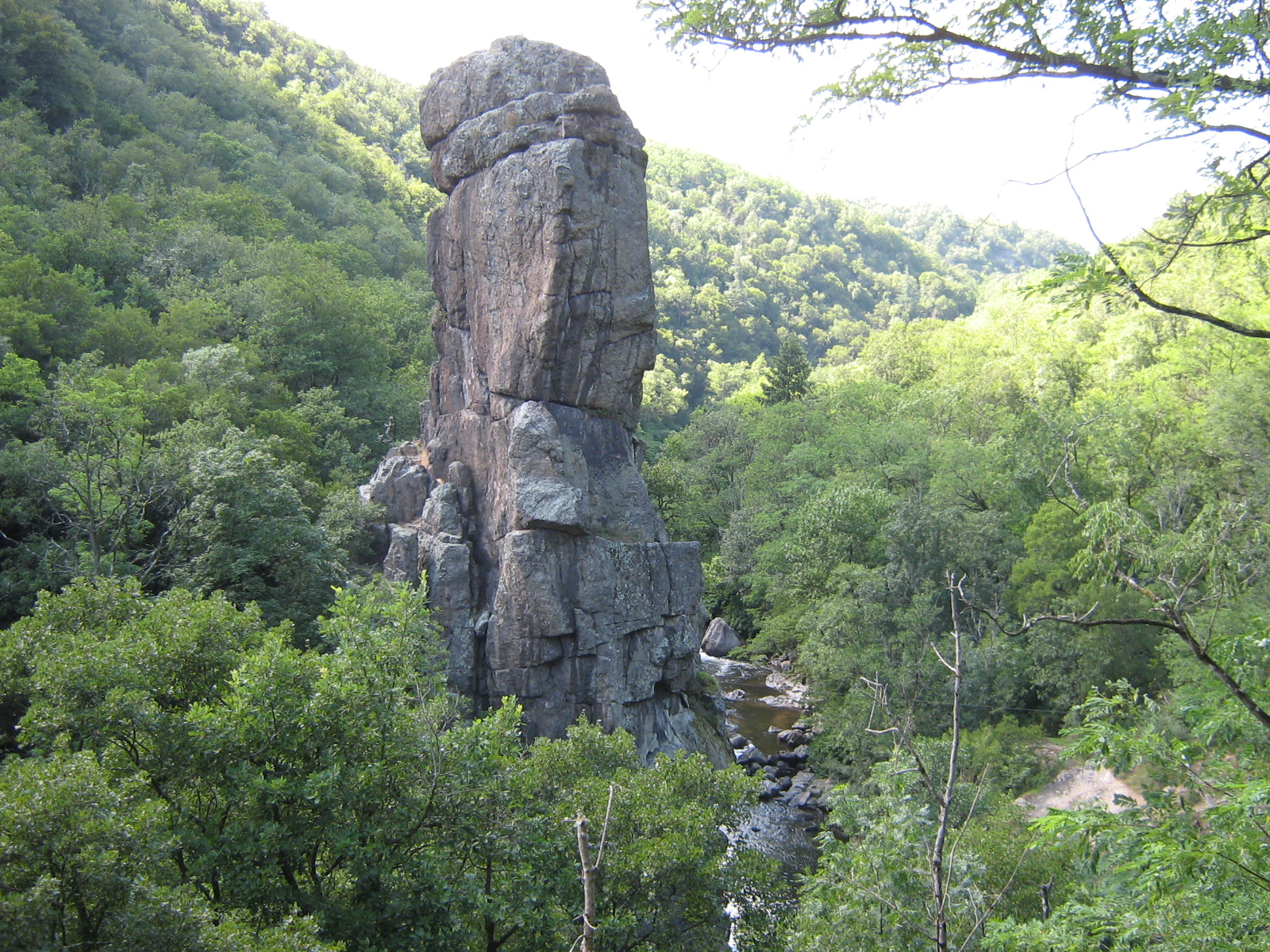
Roche « Péréandre » dans la vallée de la Cance.
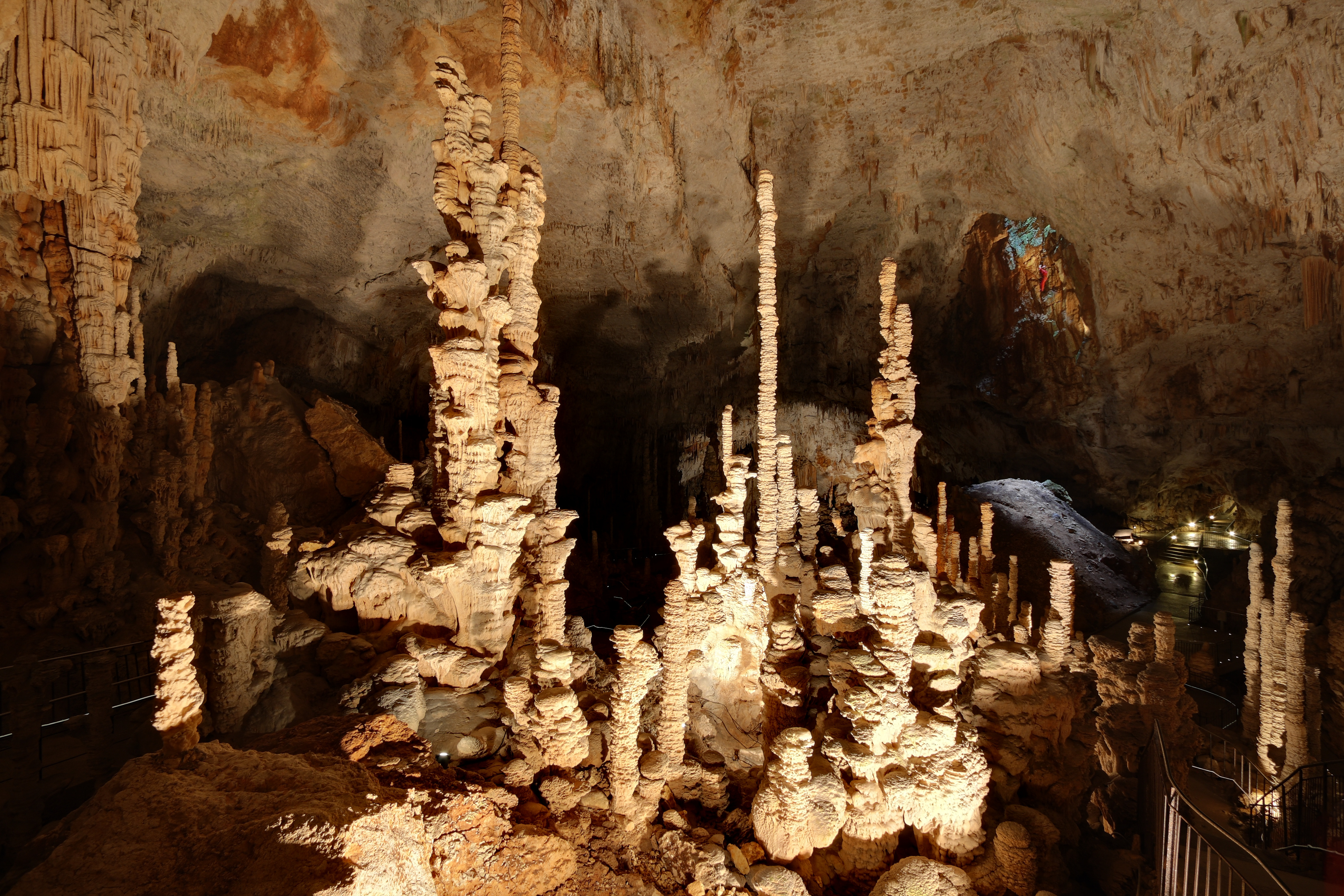
Salle supérieure de la grotte de l'aven d'Orgnac.
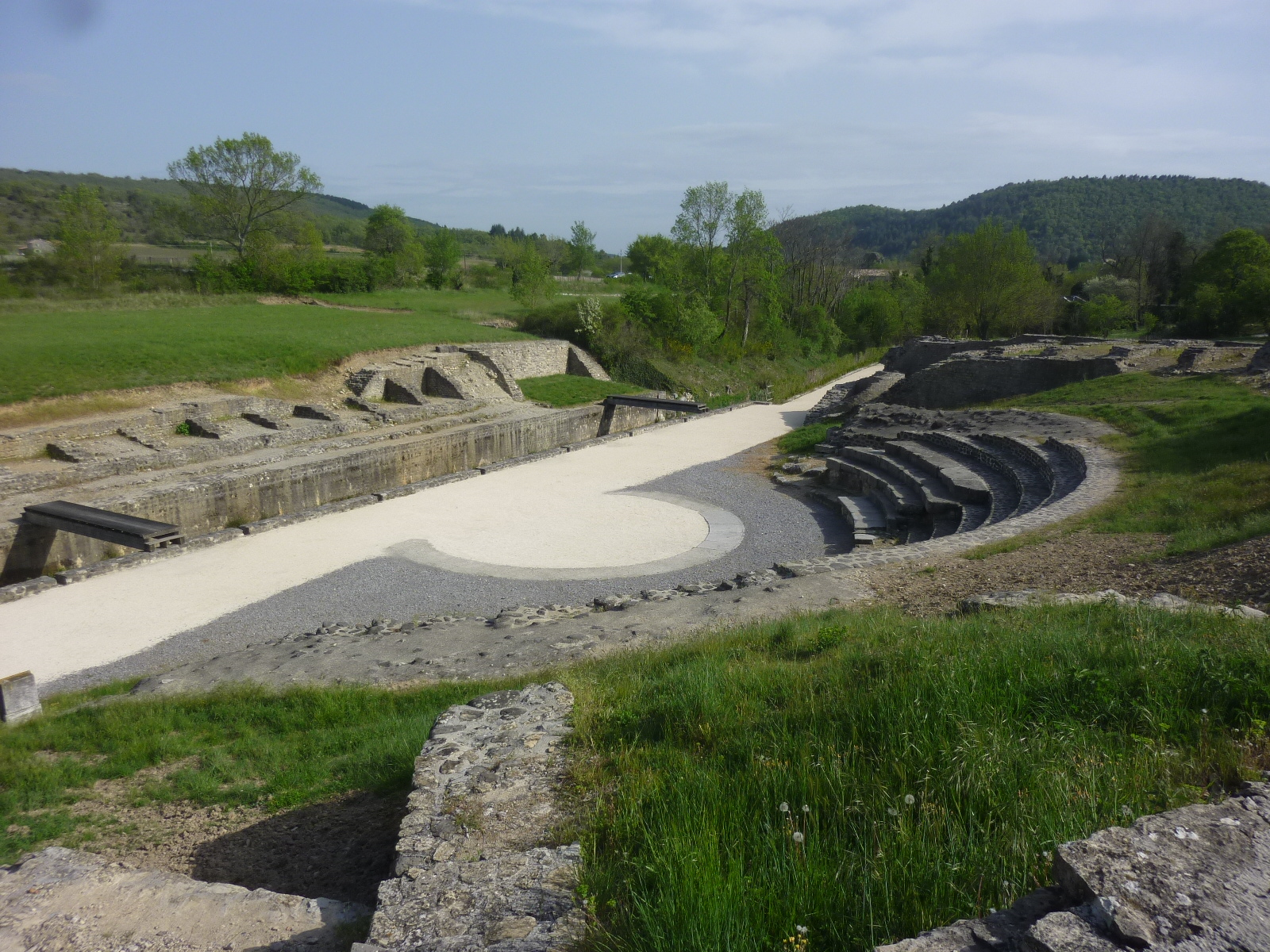
Théâtre du site archéologique d'Alba-la-Romaine.
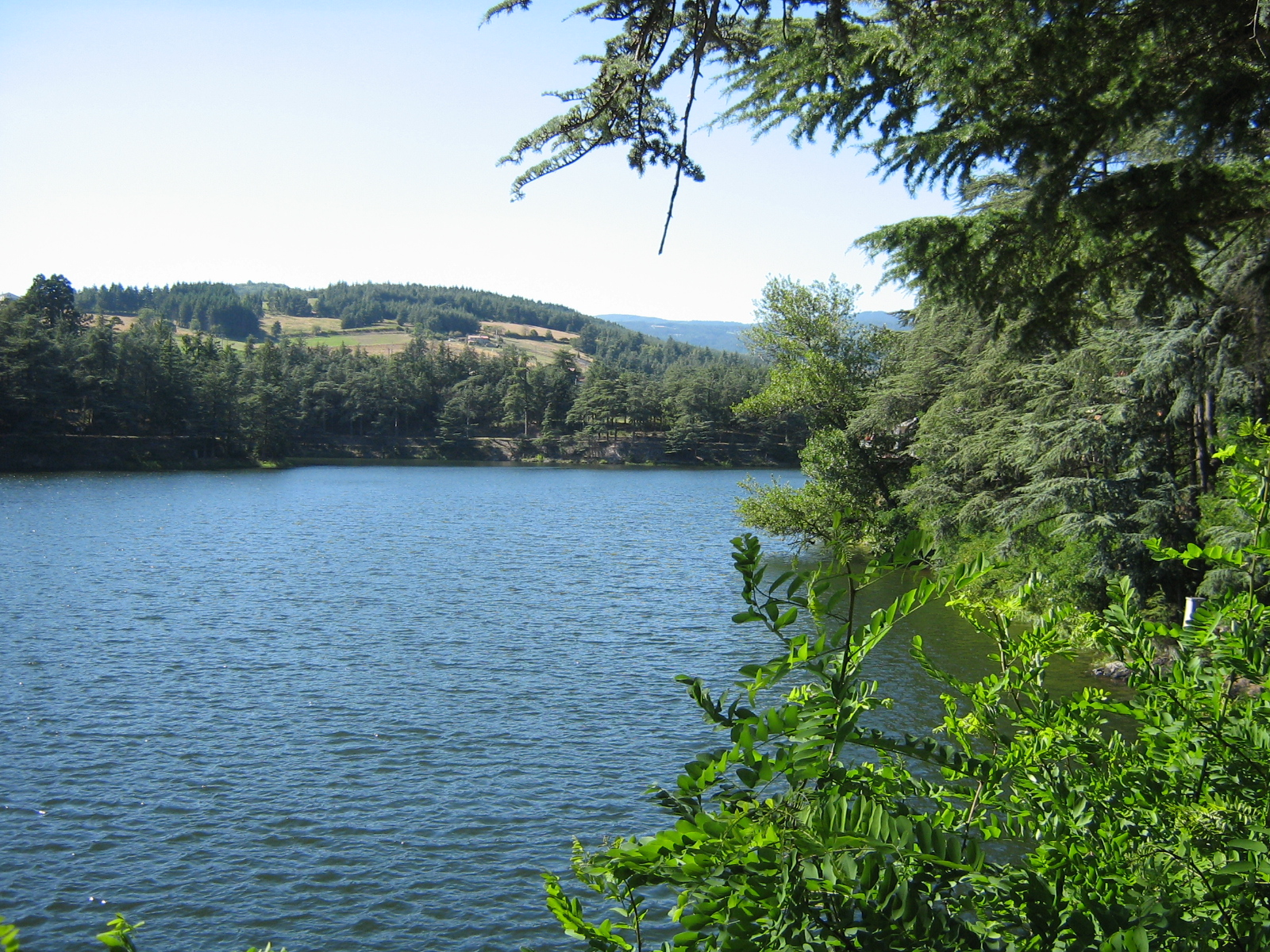
Lac du Ternay.
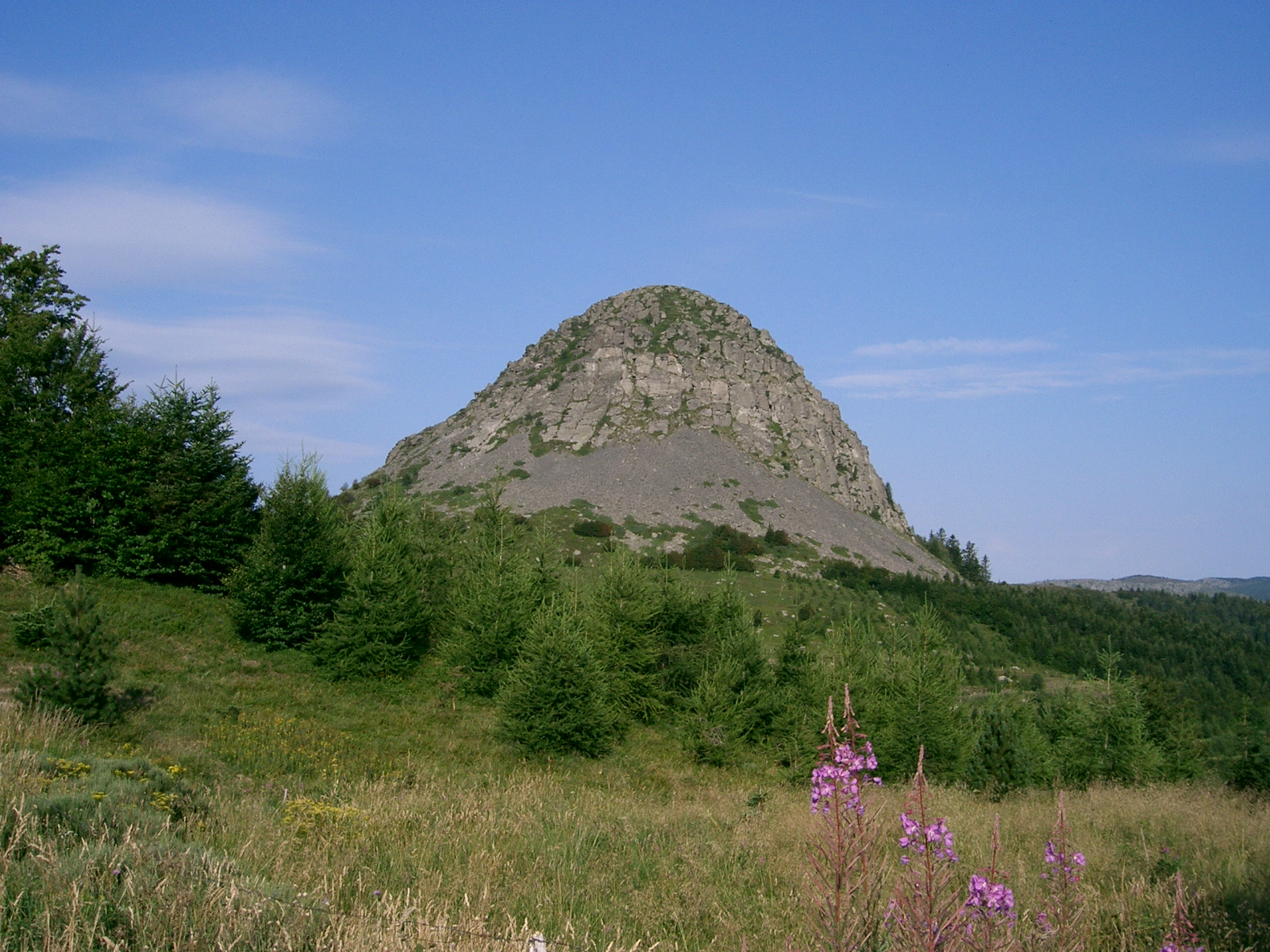
Mont Gerbier-de-Jonc.
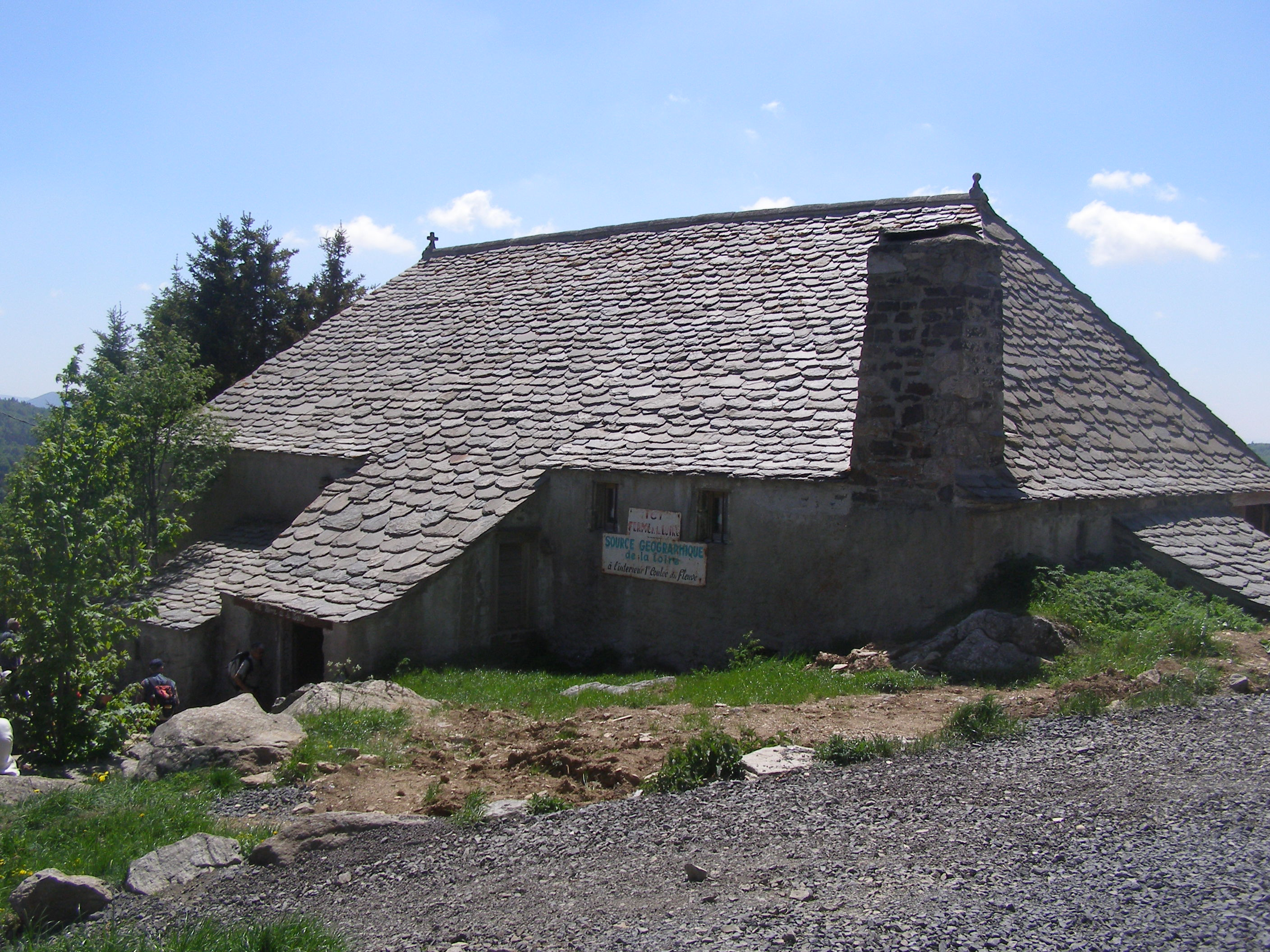
Ancienne ferme qui abrite la source géographique de la Loire (mont Gerbier-de-Jonc).
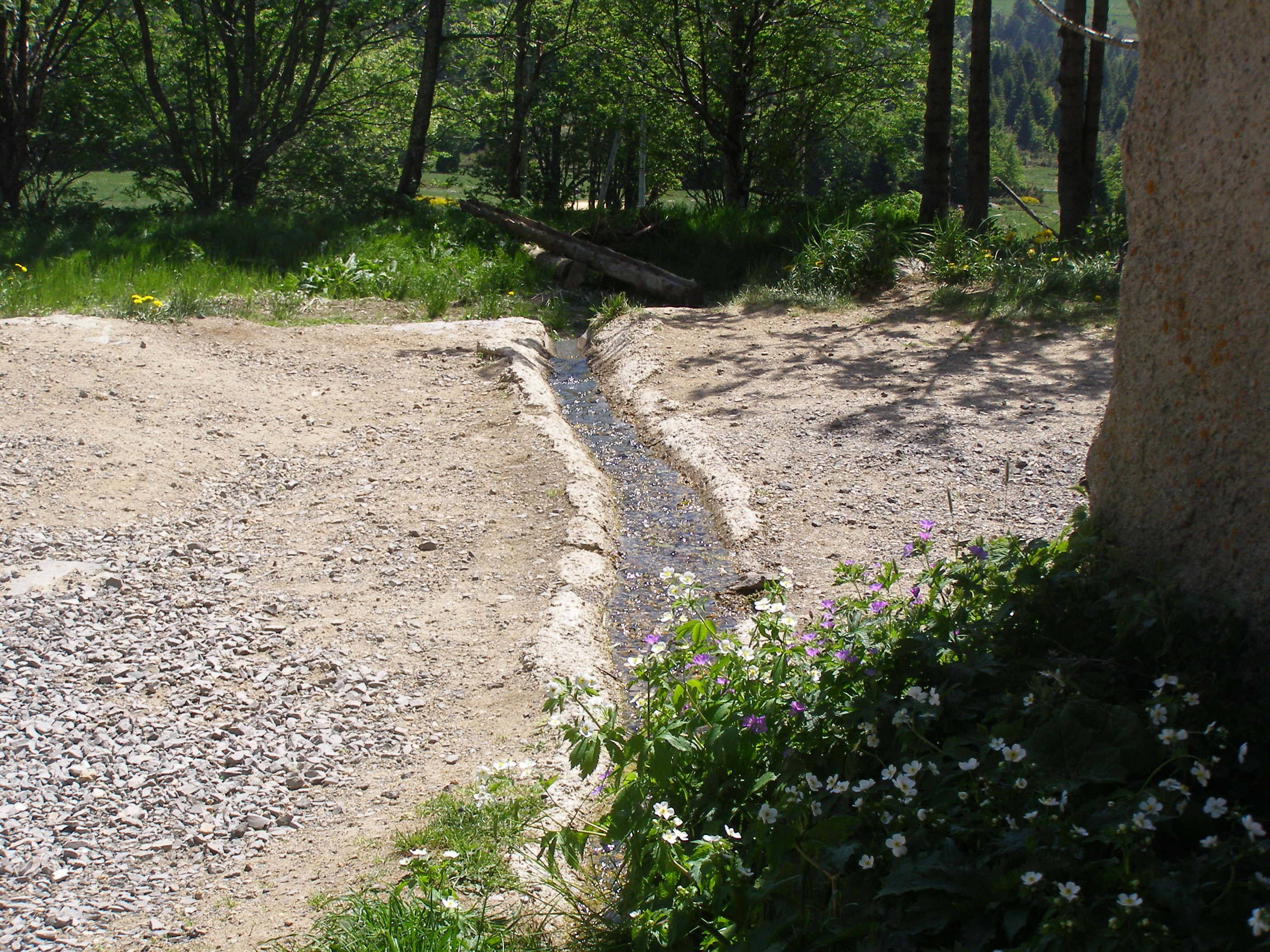
Les premiers mètres à l'air libre de la Loire vers l'océan (mont Gerbier-de-Jonc).
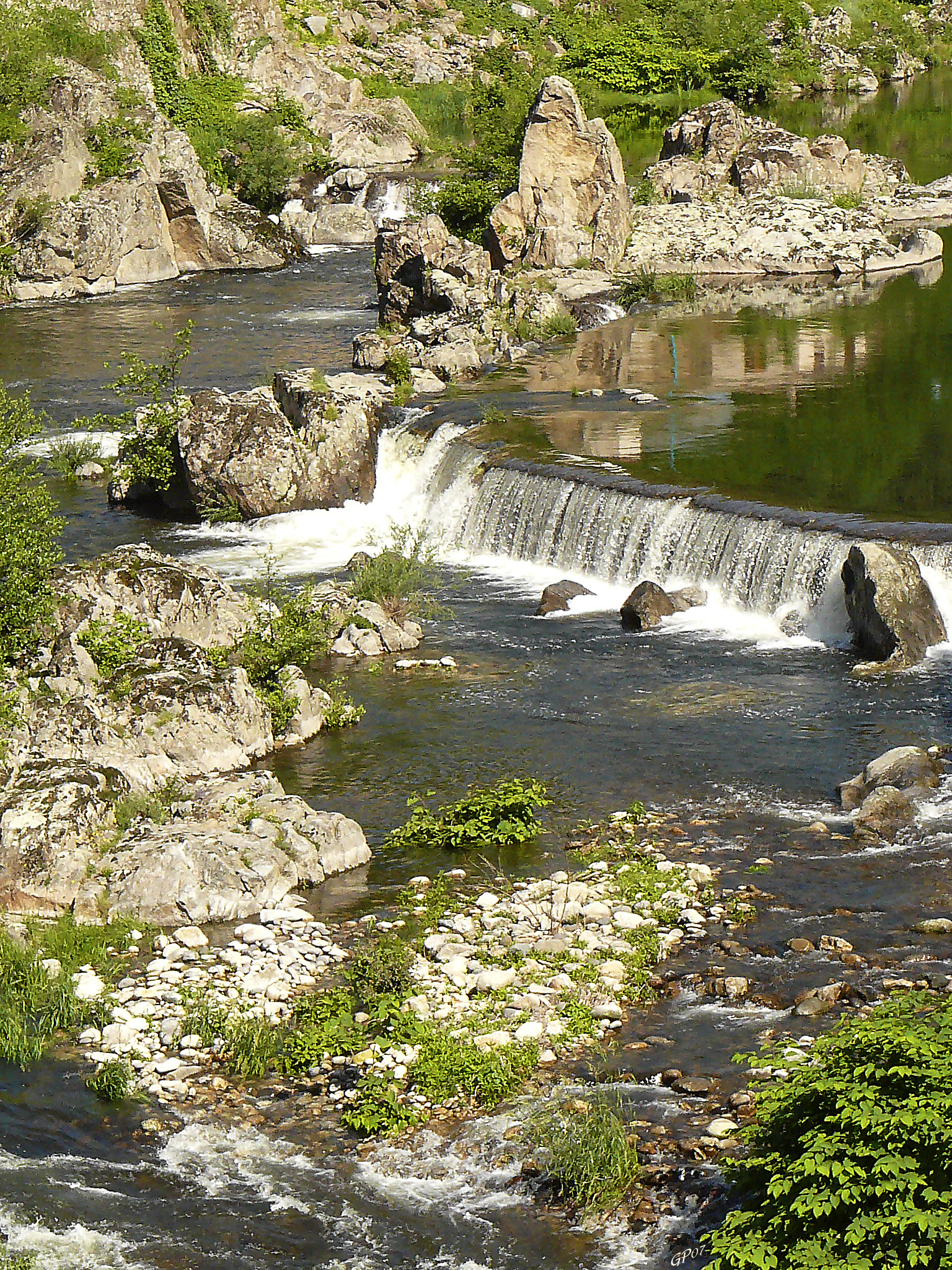
L'Eyrieux depuis le pont de Saint-Sauveur-de-Montagut.
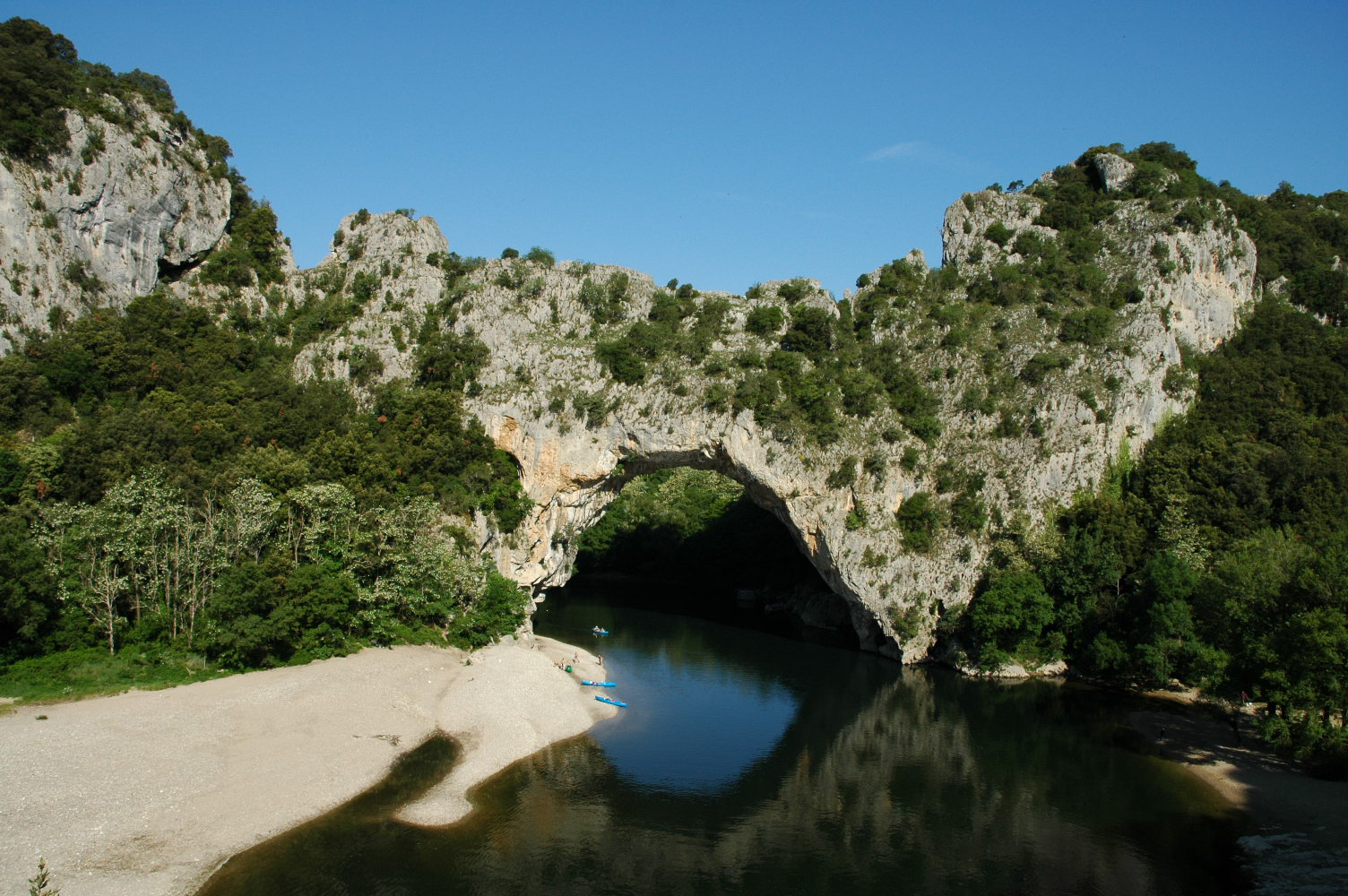
Pont d'Arc.
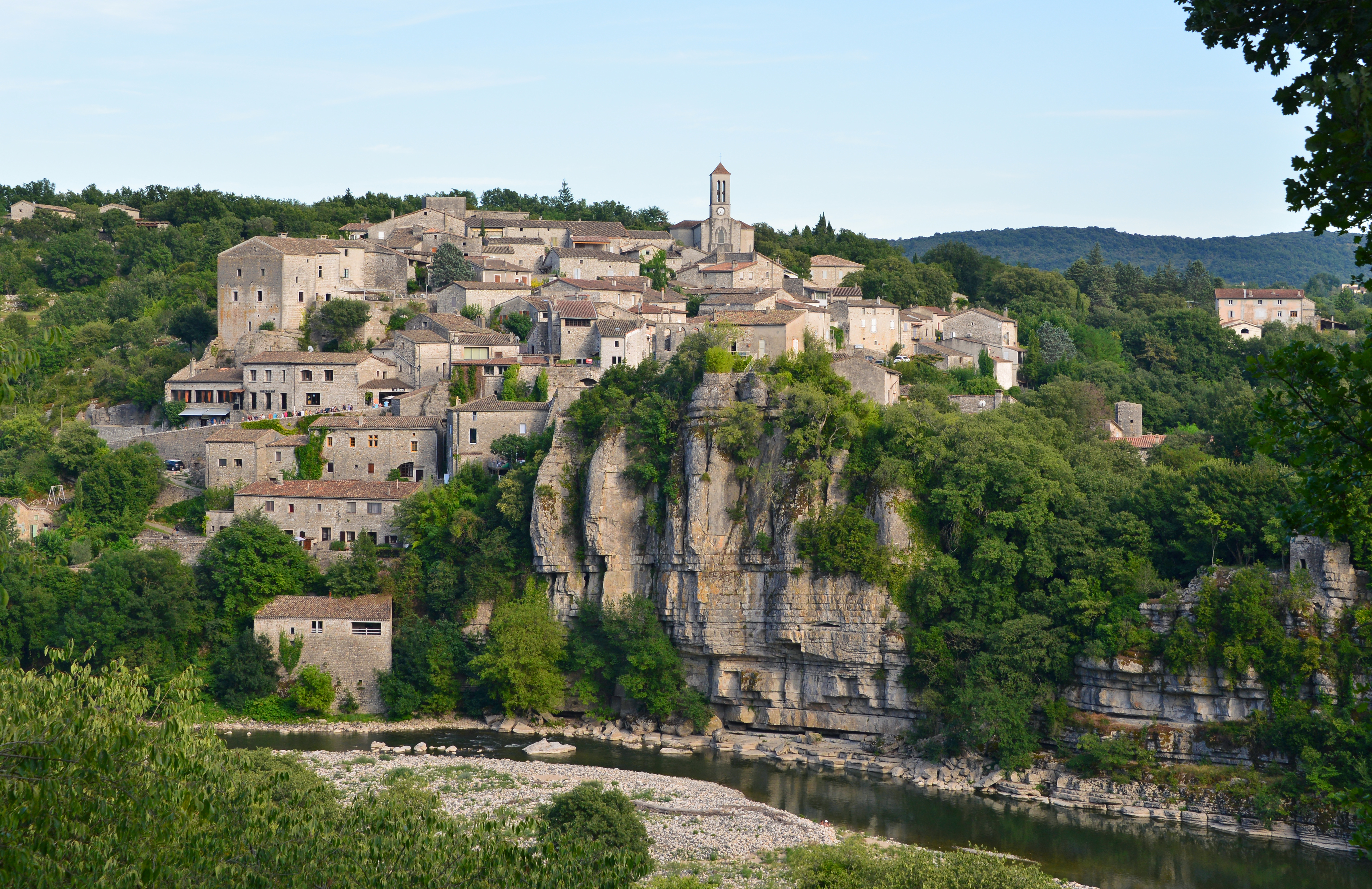
Balazuc.
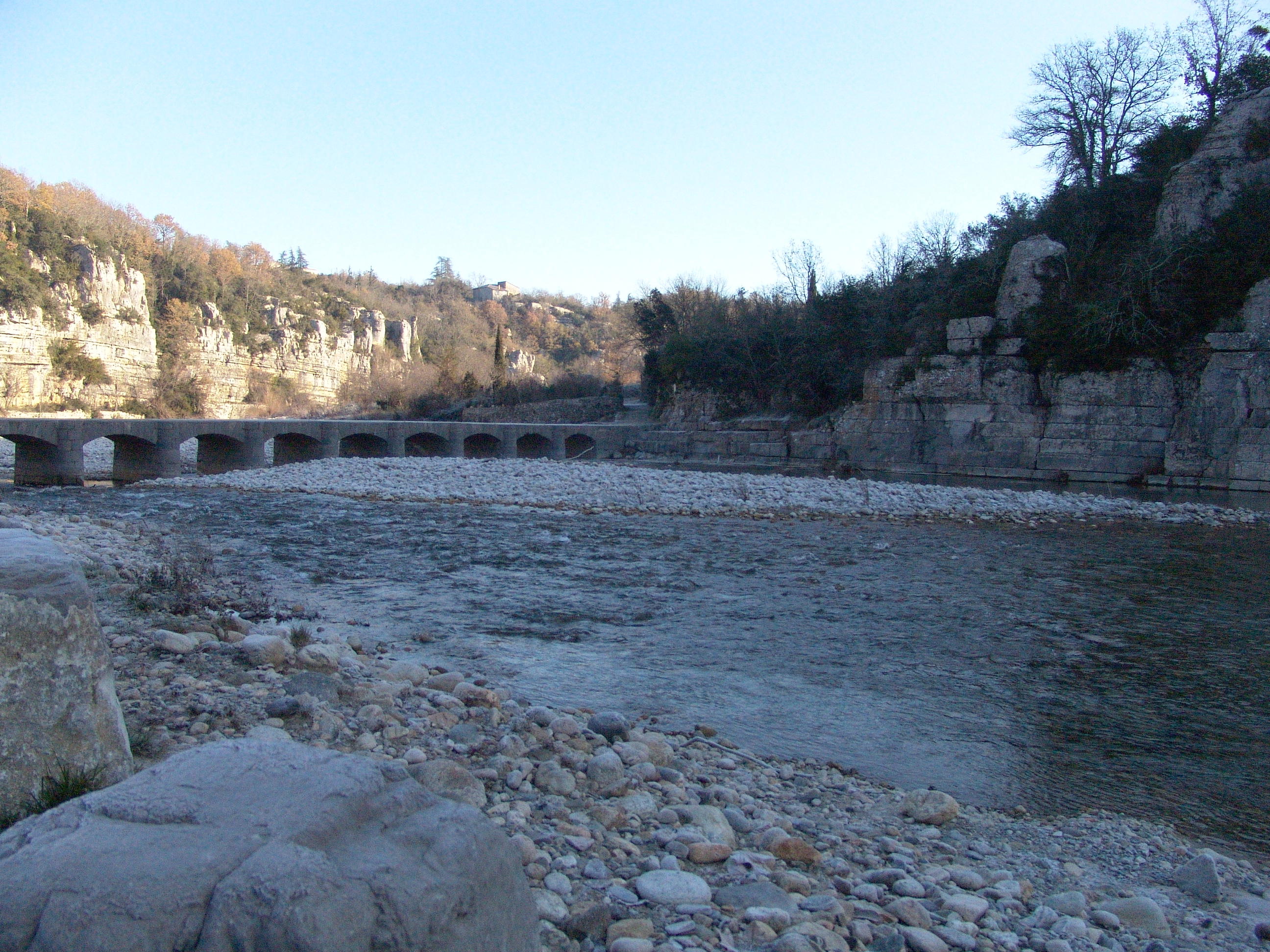
La Beaume.

#### Villes et villages

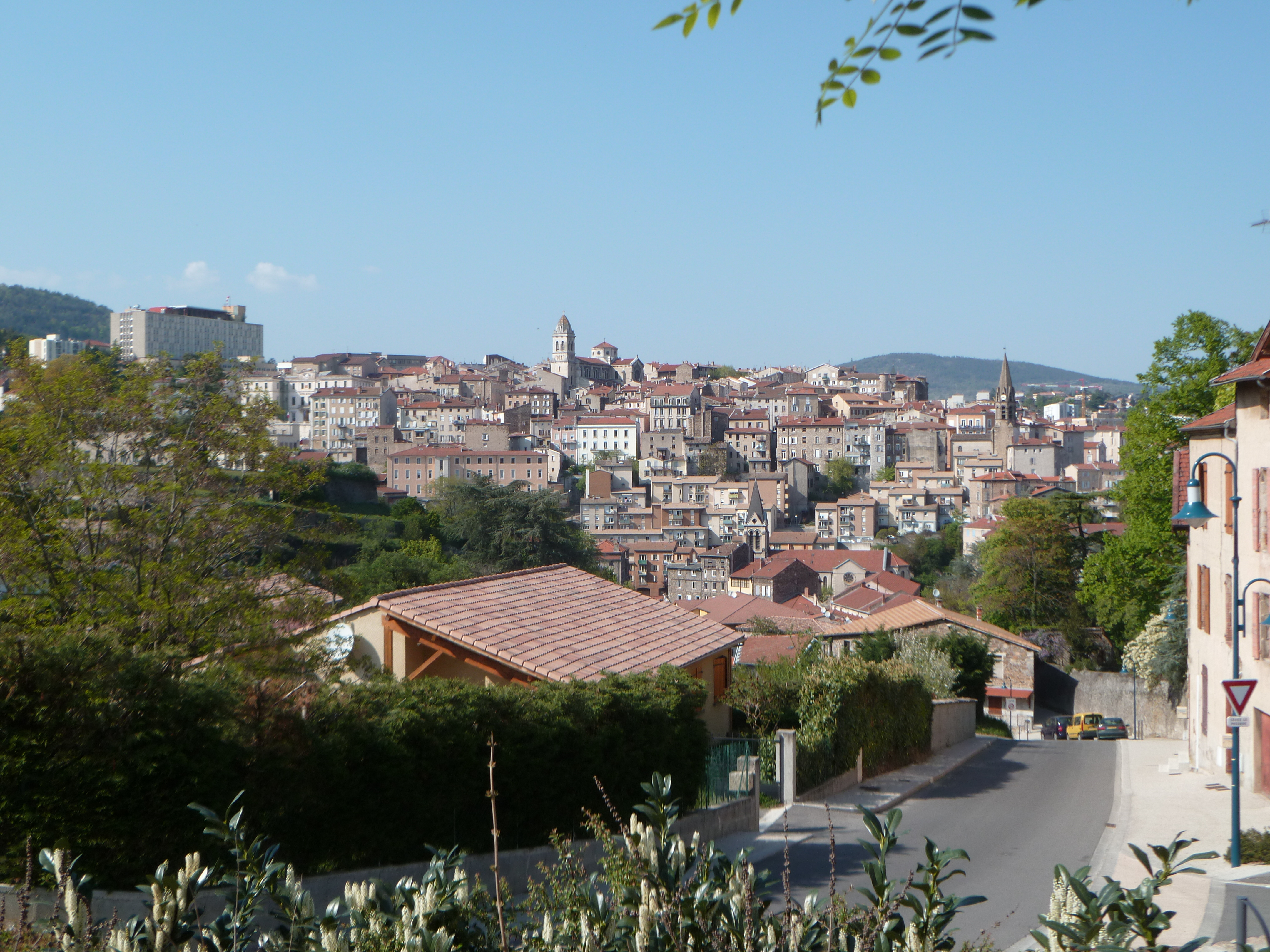
Annonay.
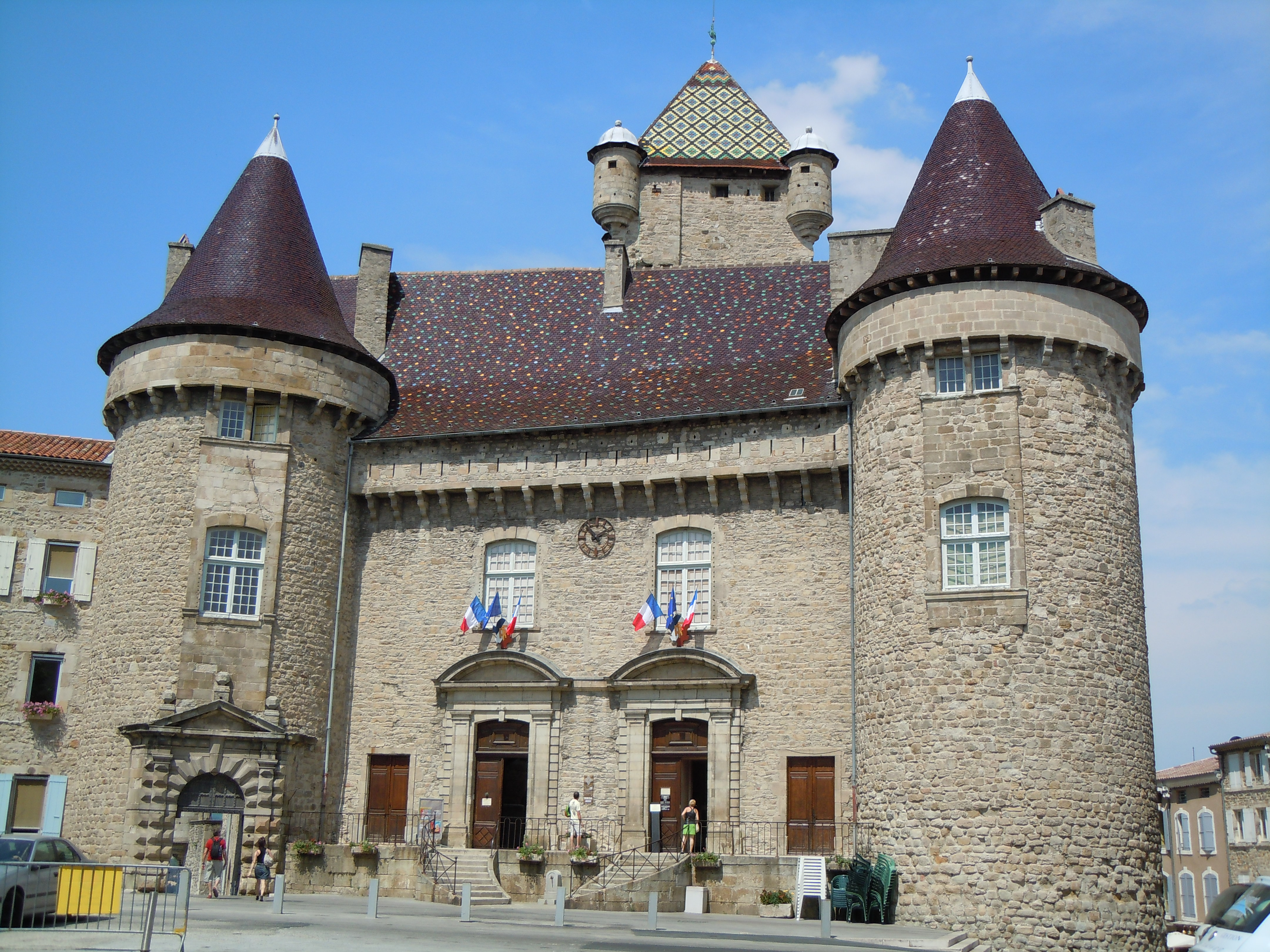
Aubenas.
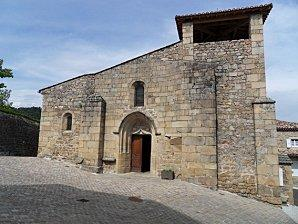
Boucieu-le-Roi.
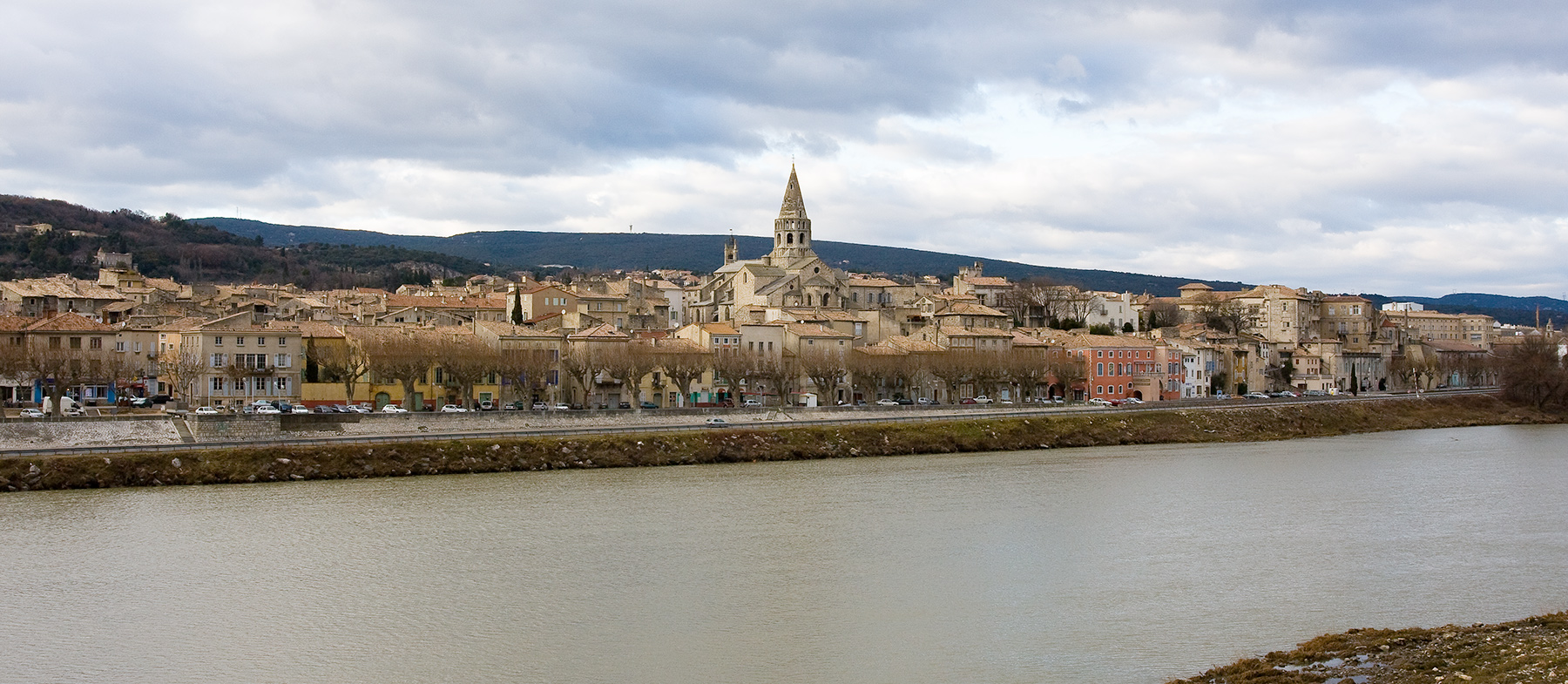
Bourg-Saint-Andéol.
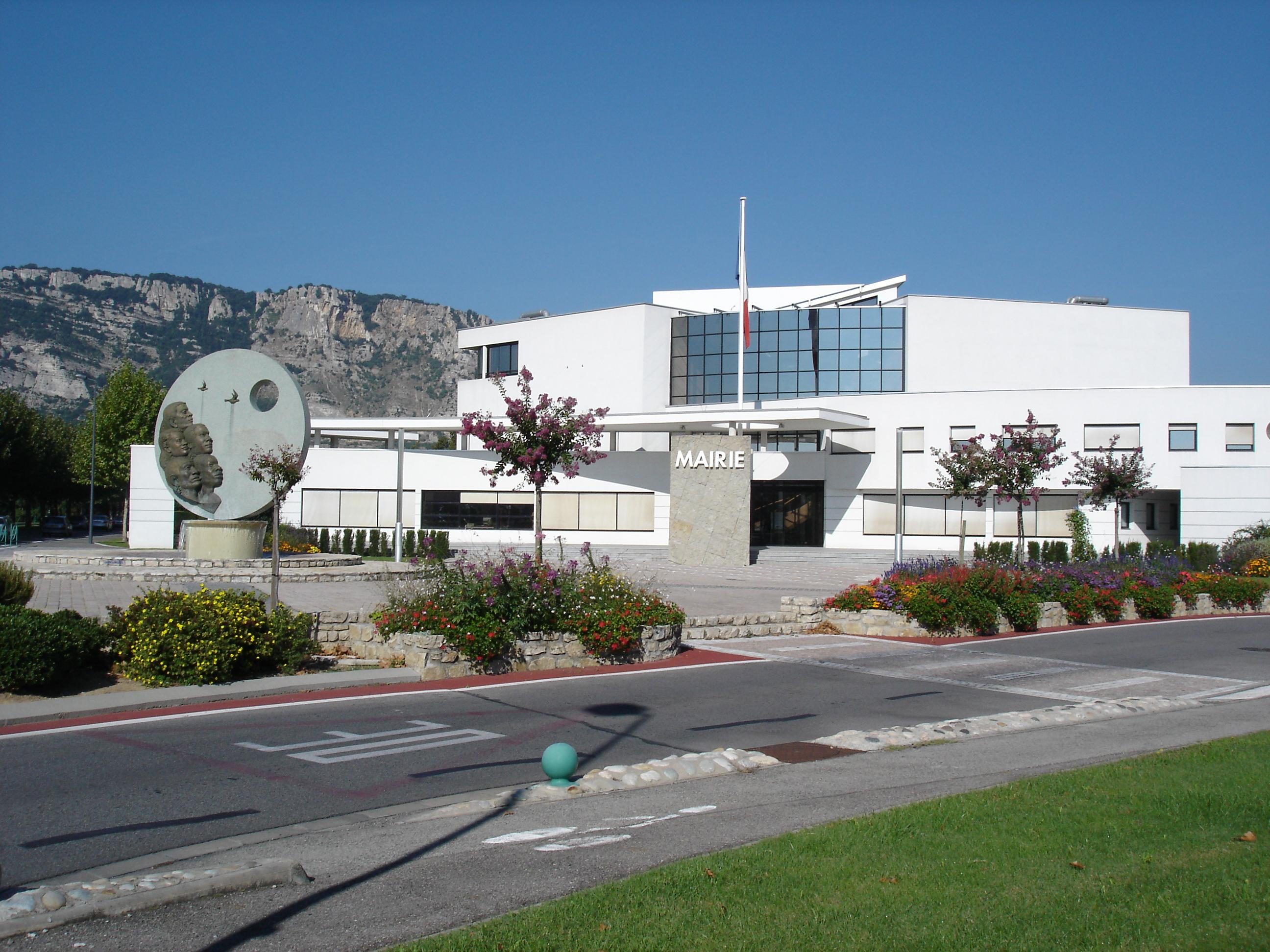
Guilherand-Granges.
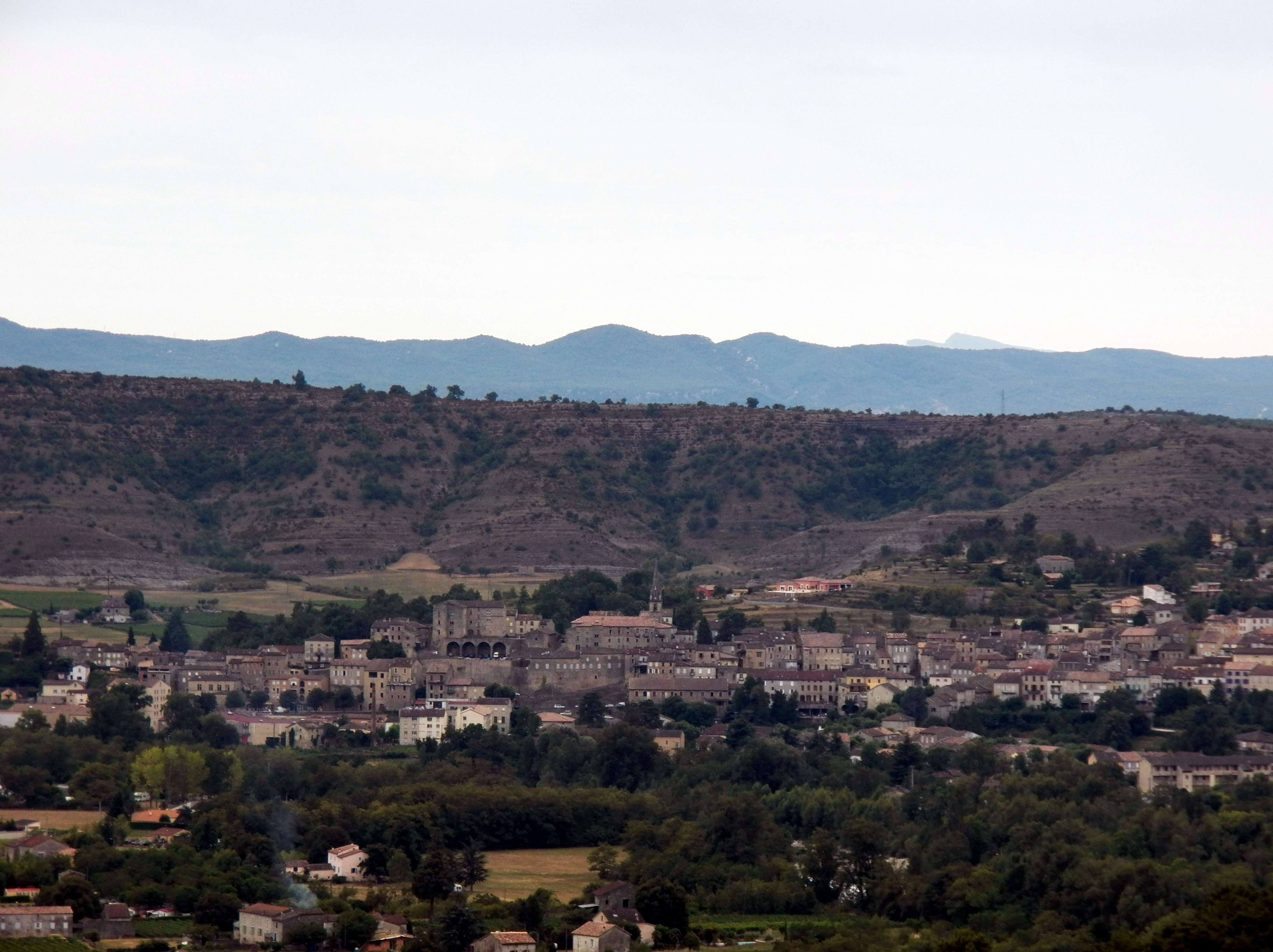
Joyeuse.
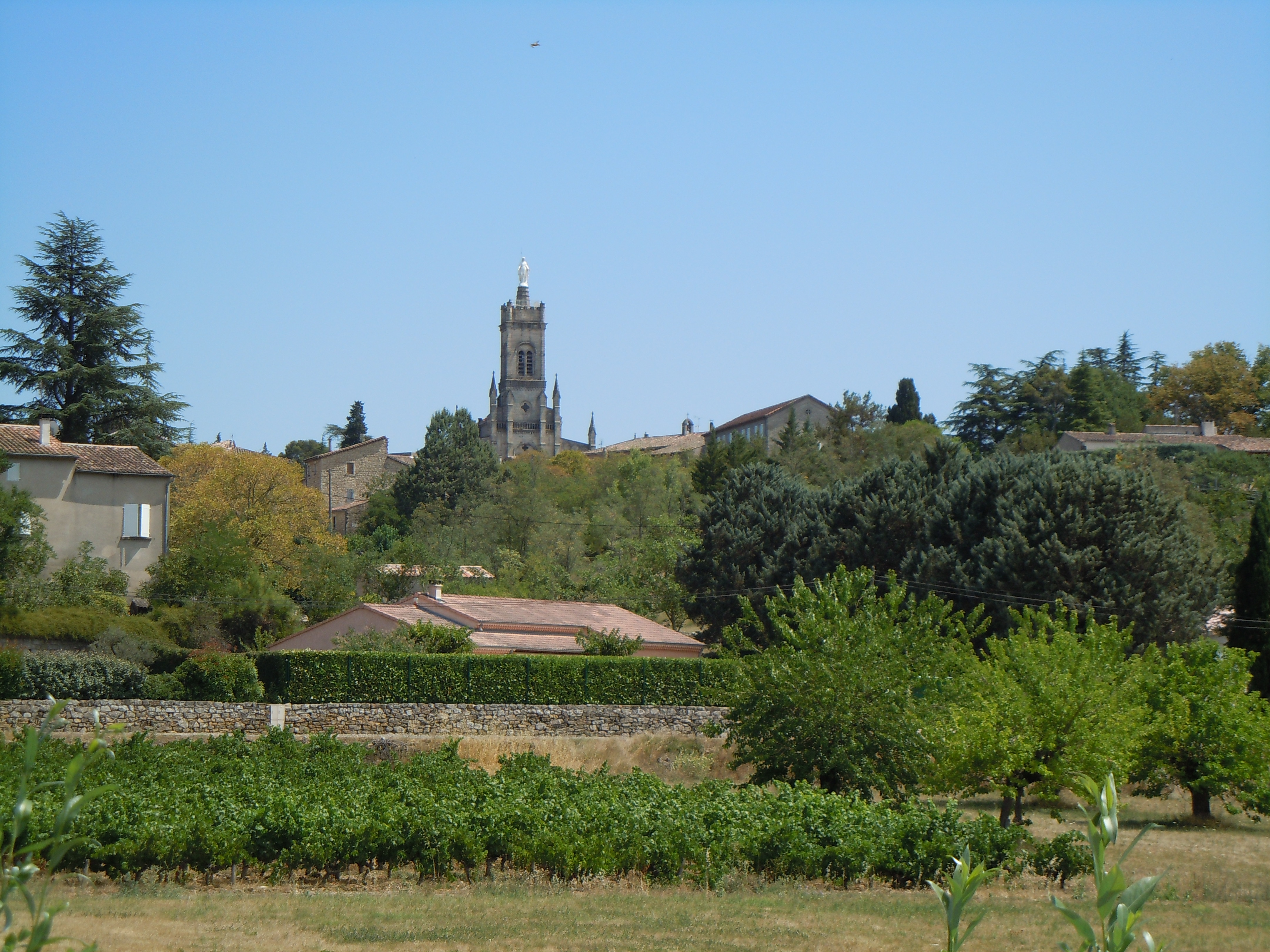
Lablachère.
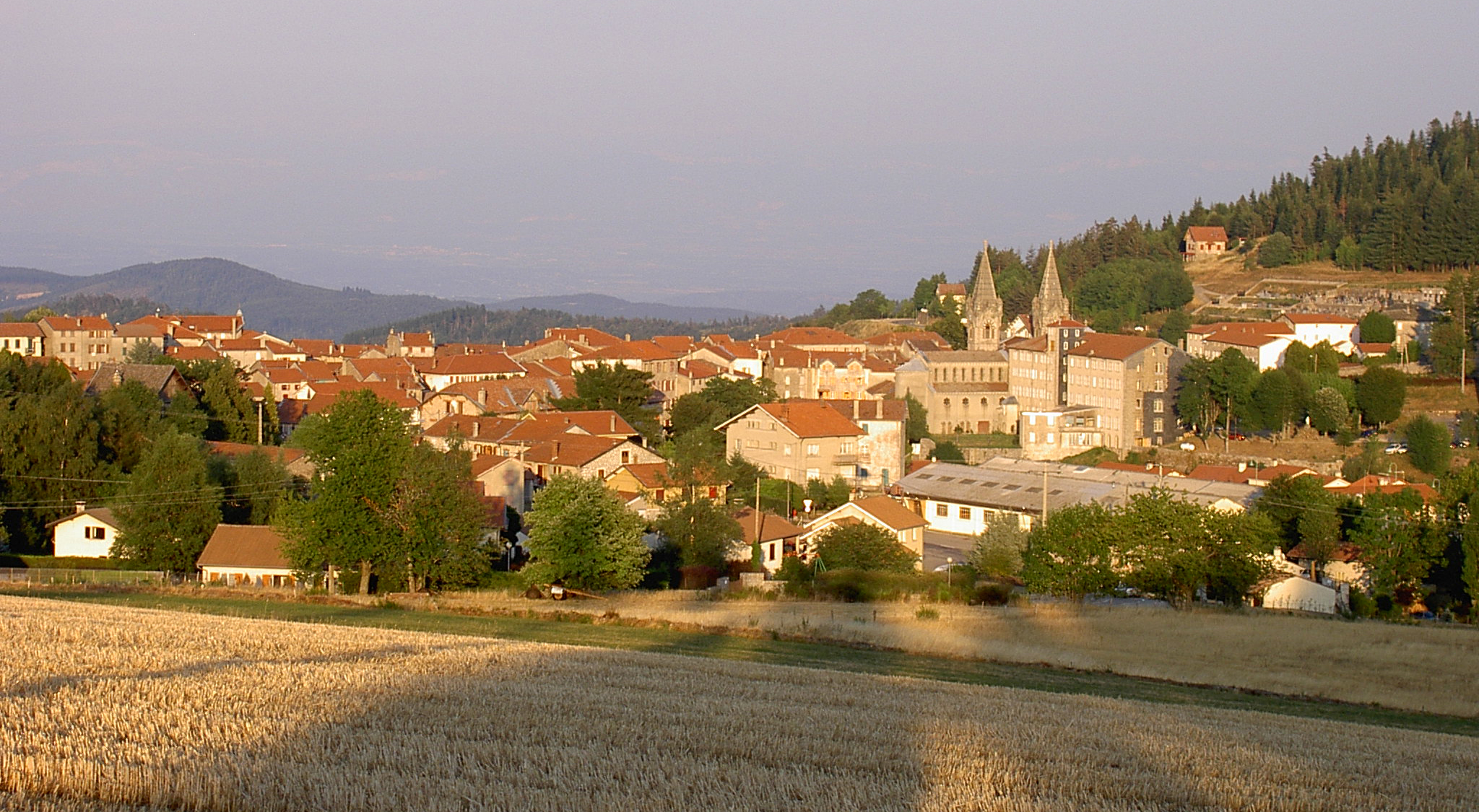
Lalouvesc.
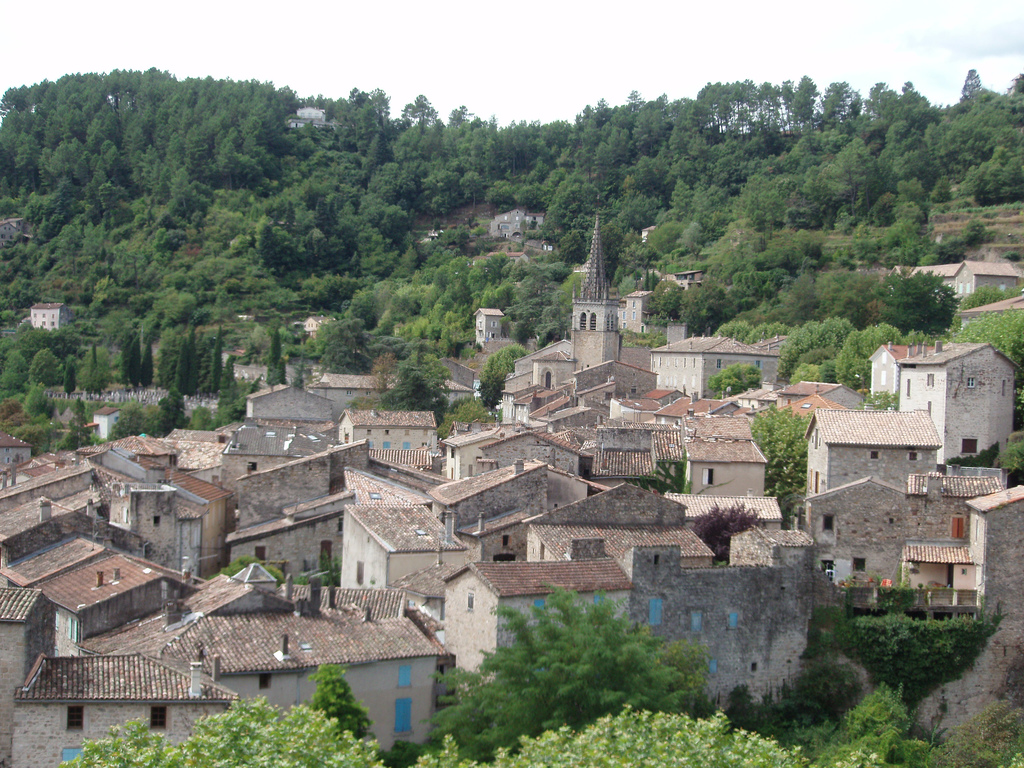
Largentière.
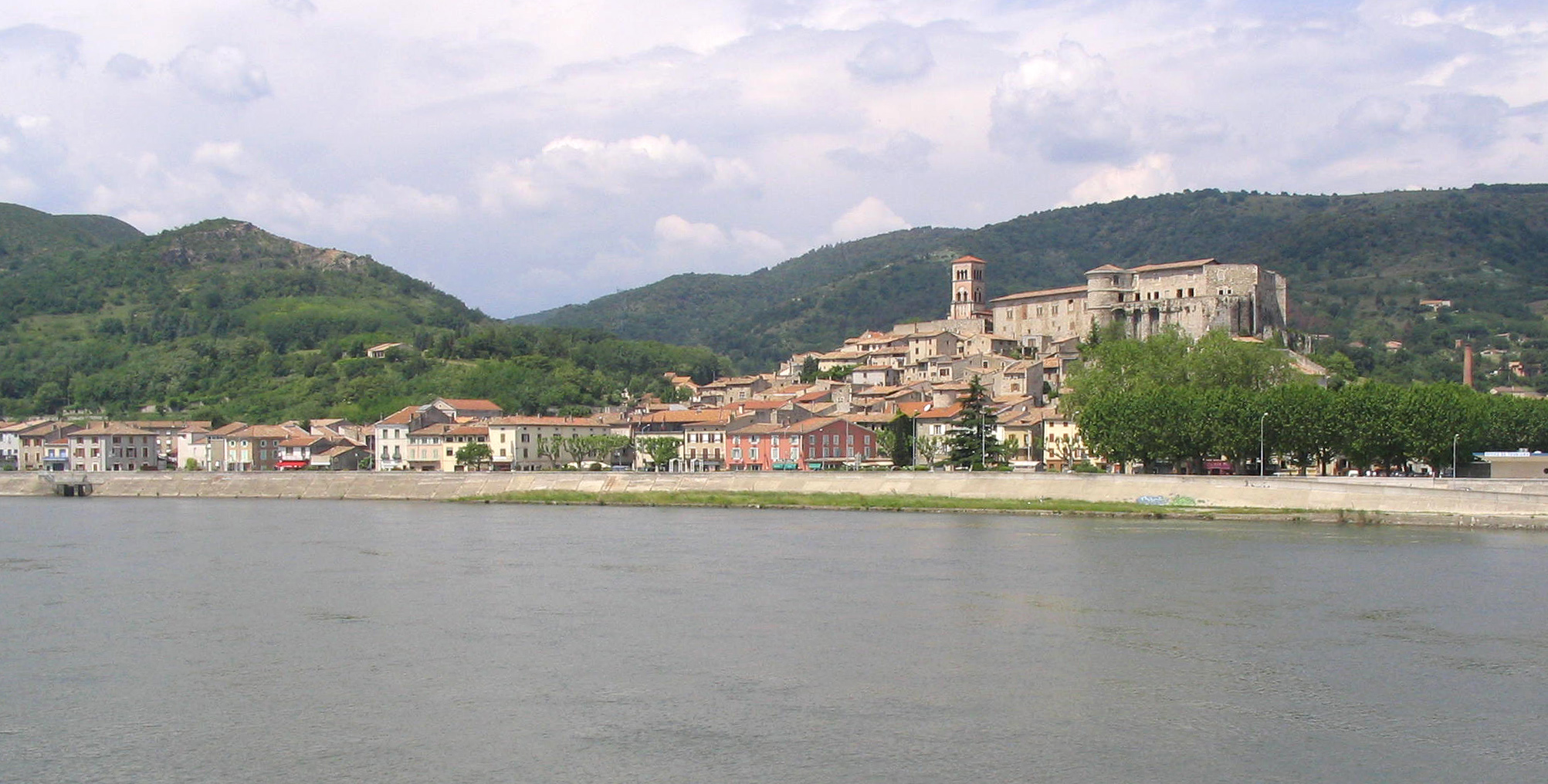
La Voulte-sur-Rhône.
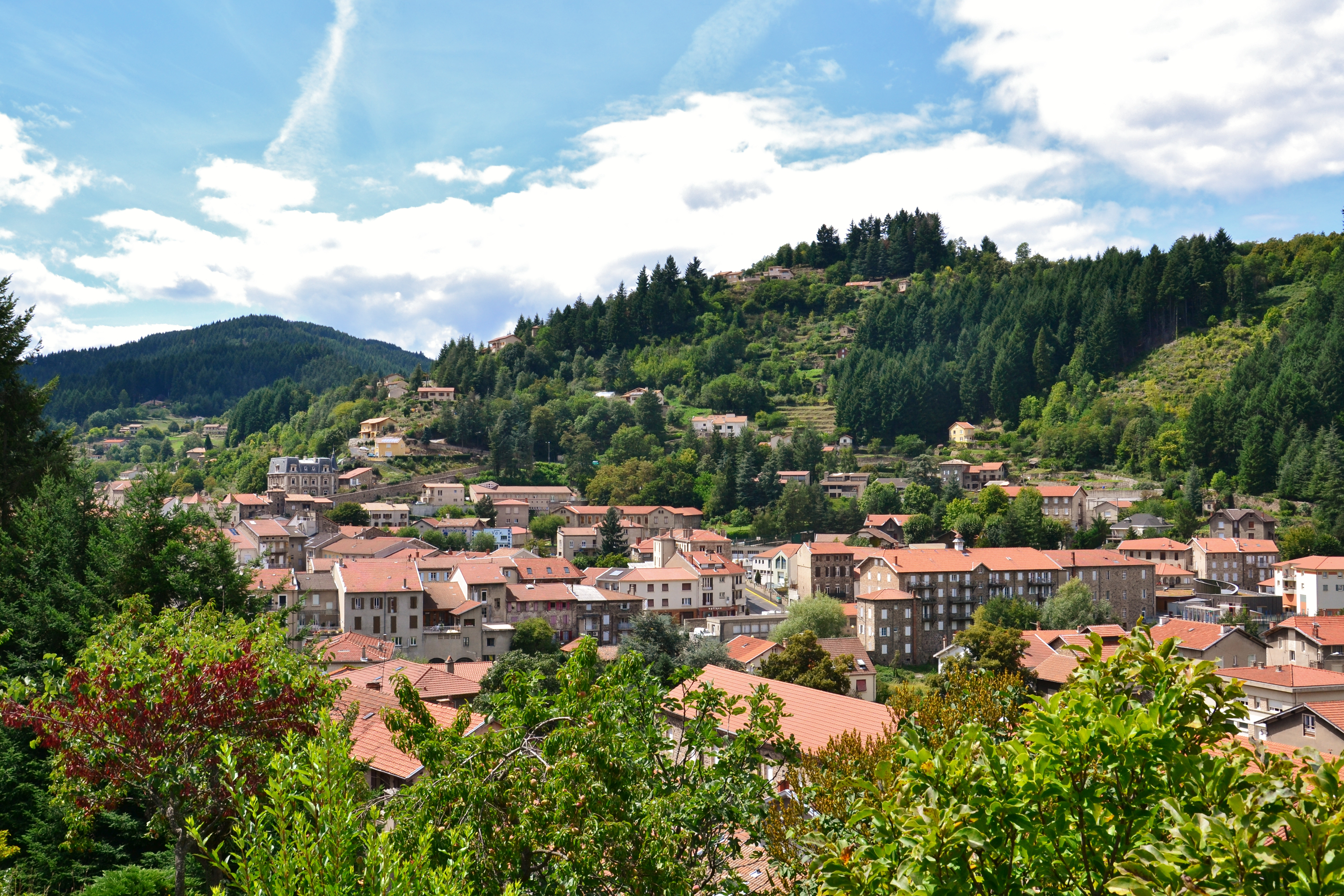
Le Cheylard.
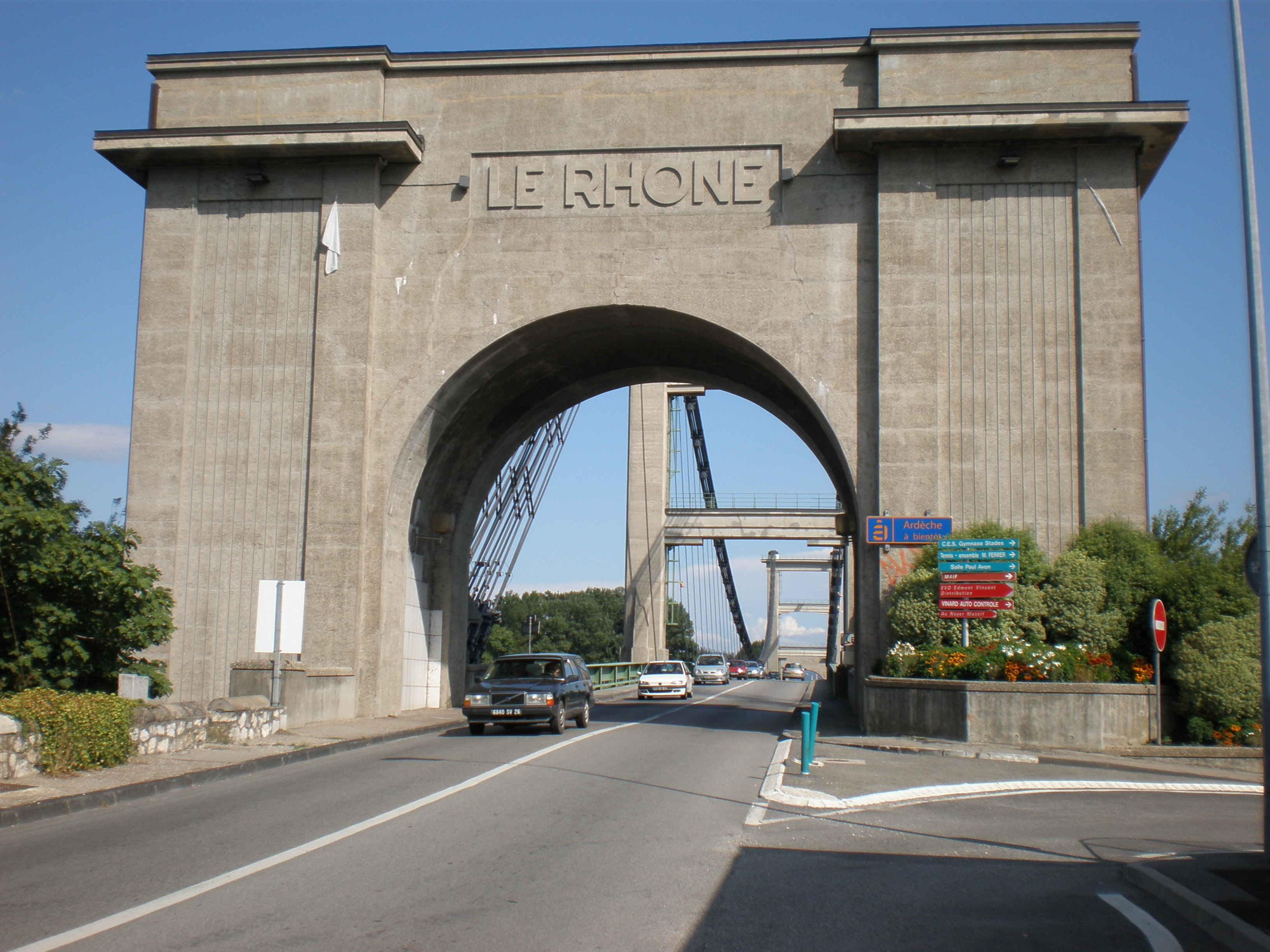
Le Teil.
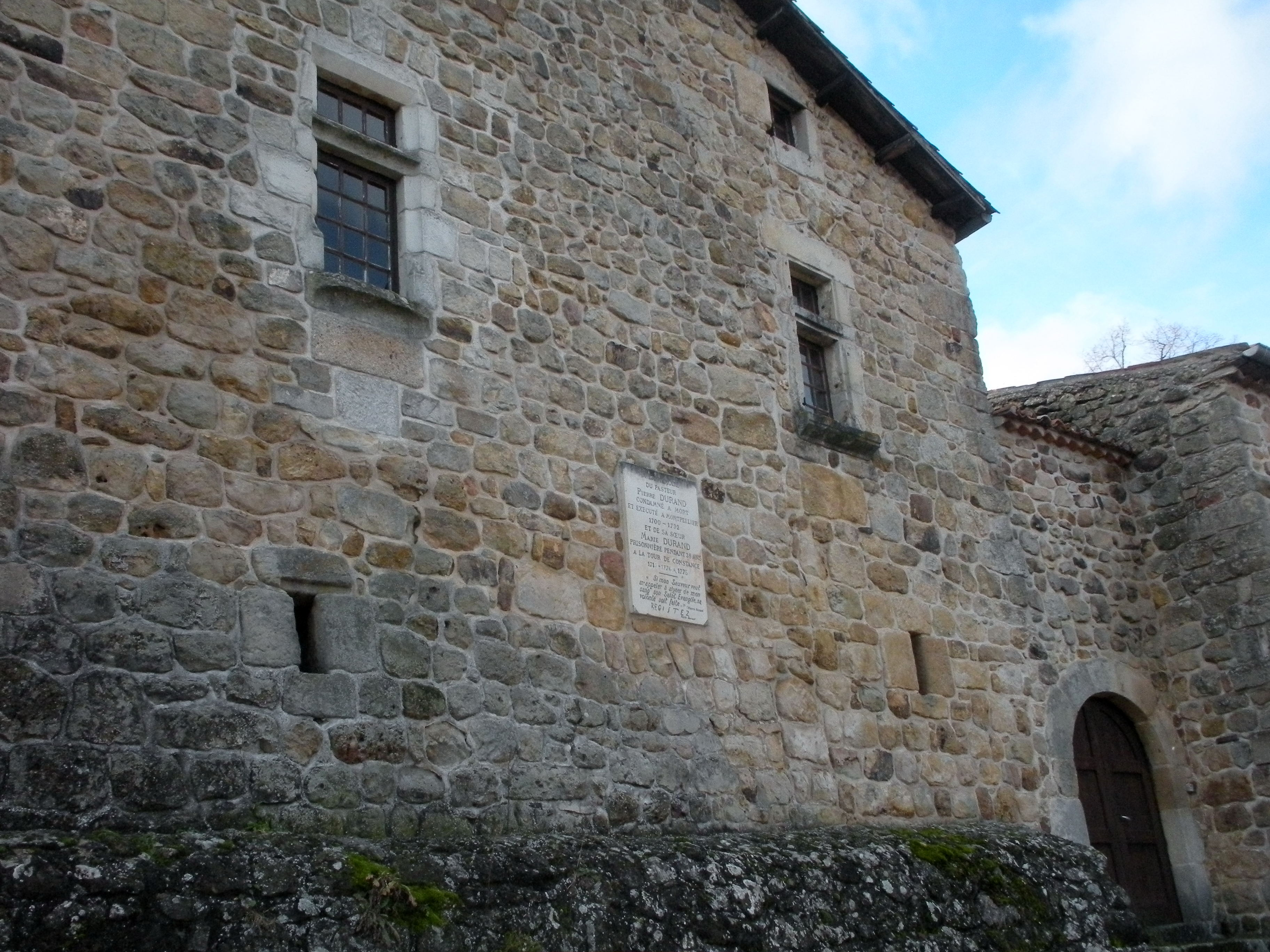
Pranles.
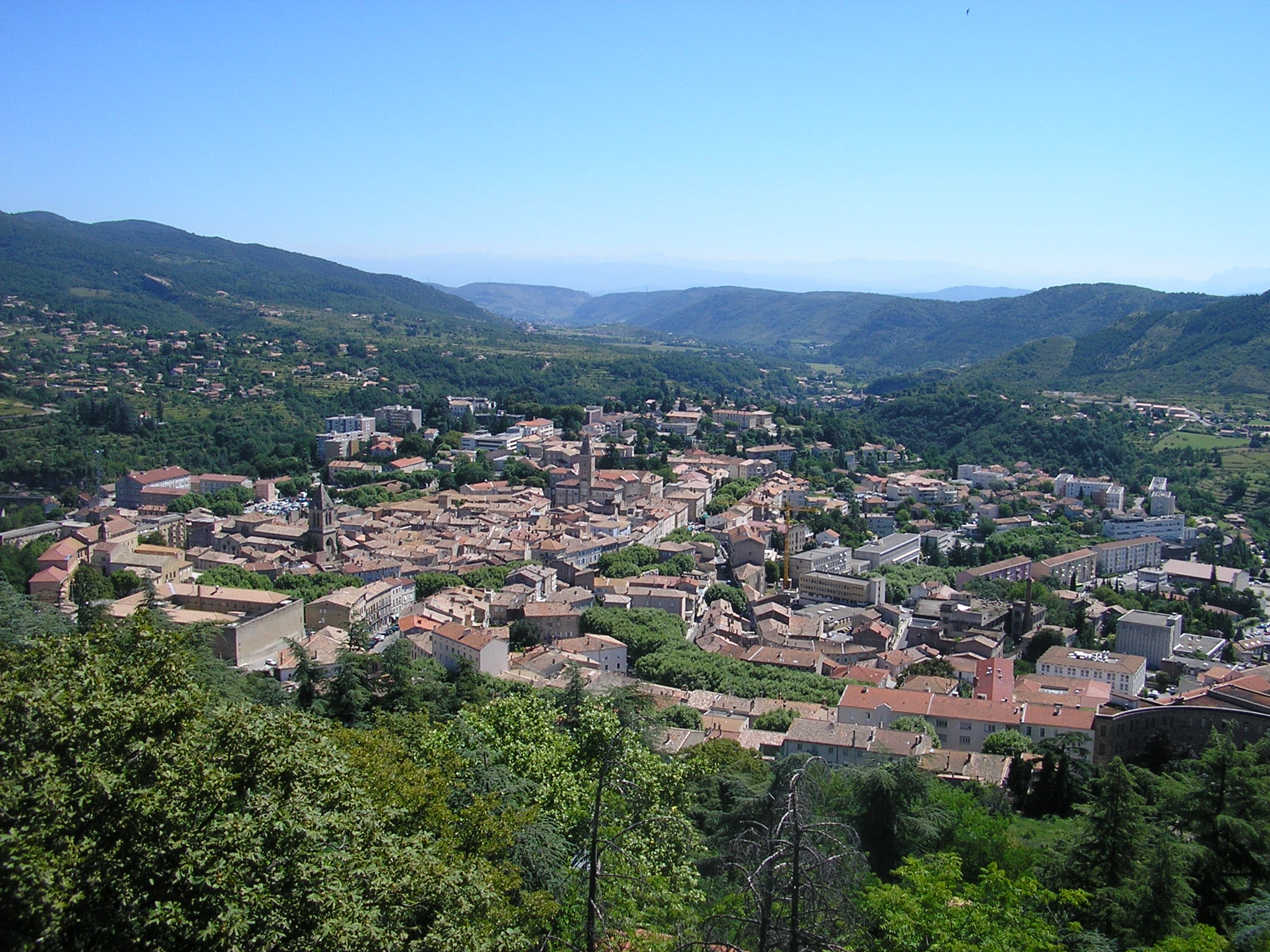
Privas.
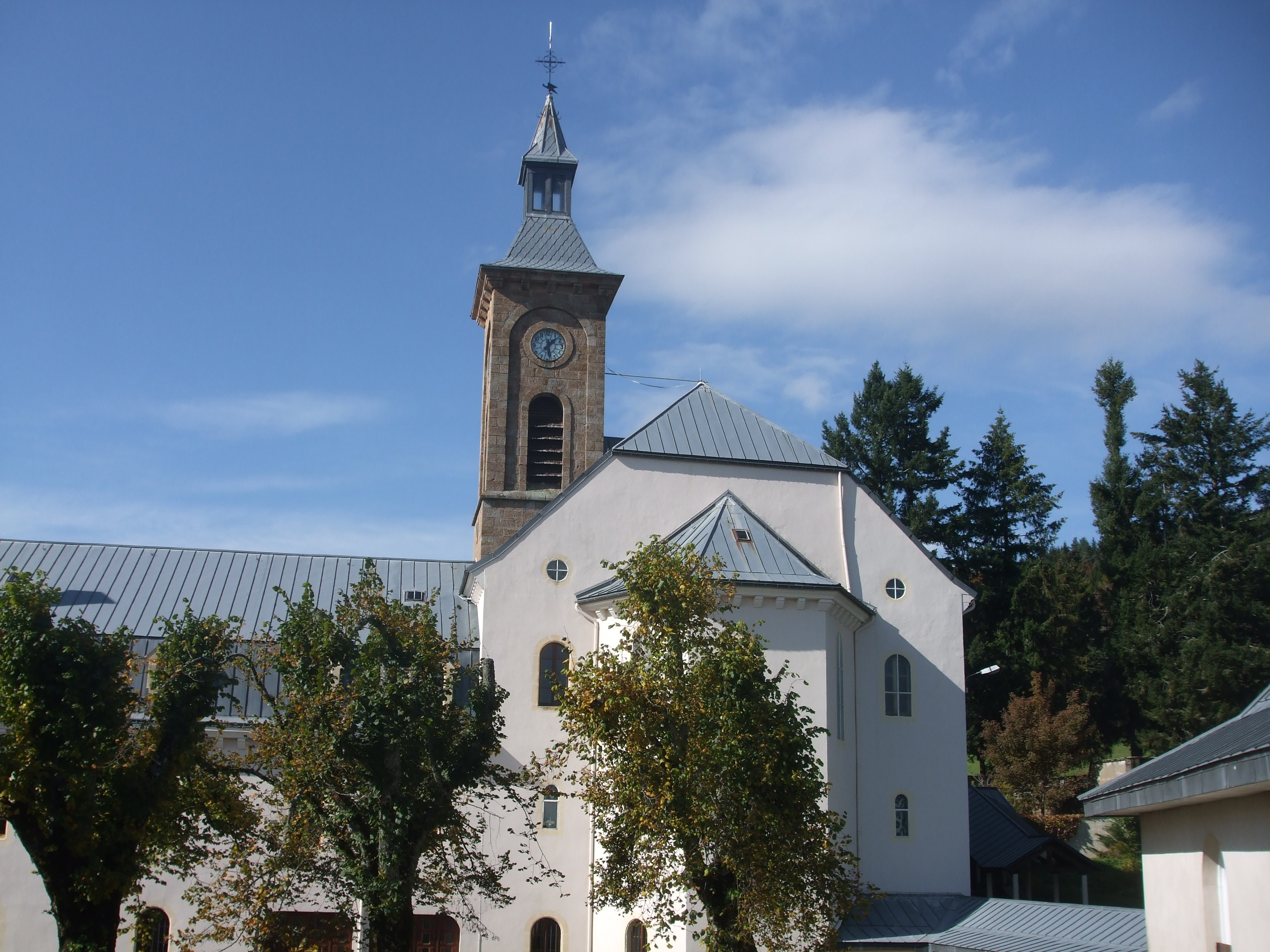
Saint-Laurent-les-Bains.
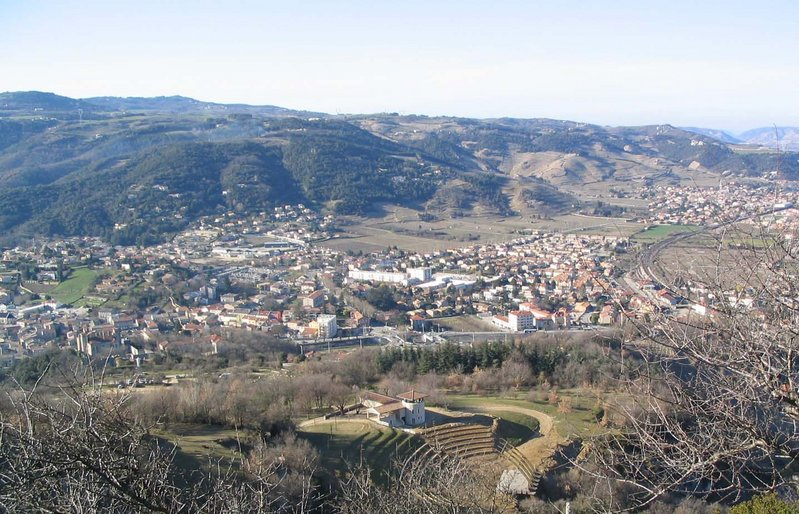
Saint-Péray.
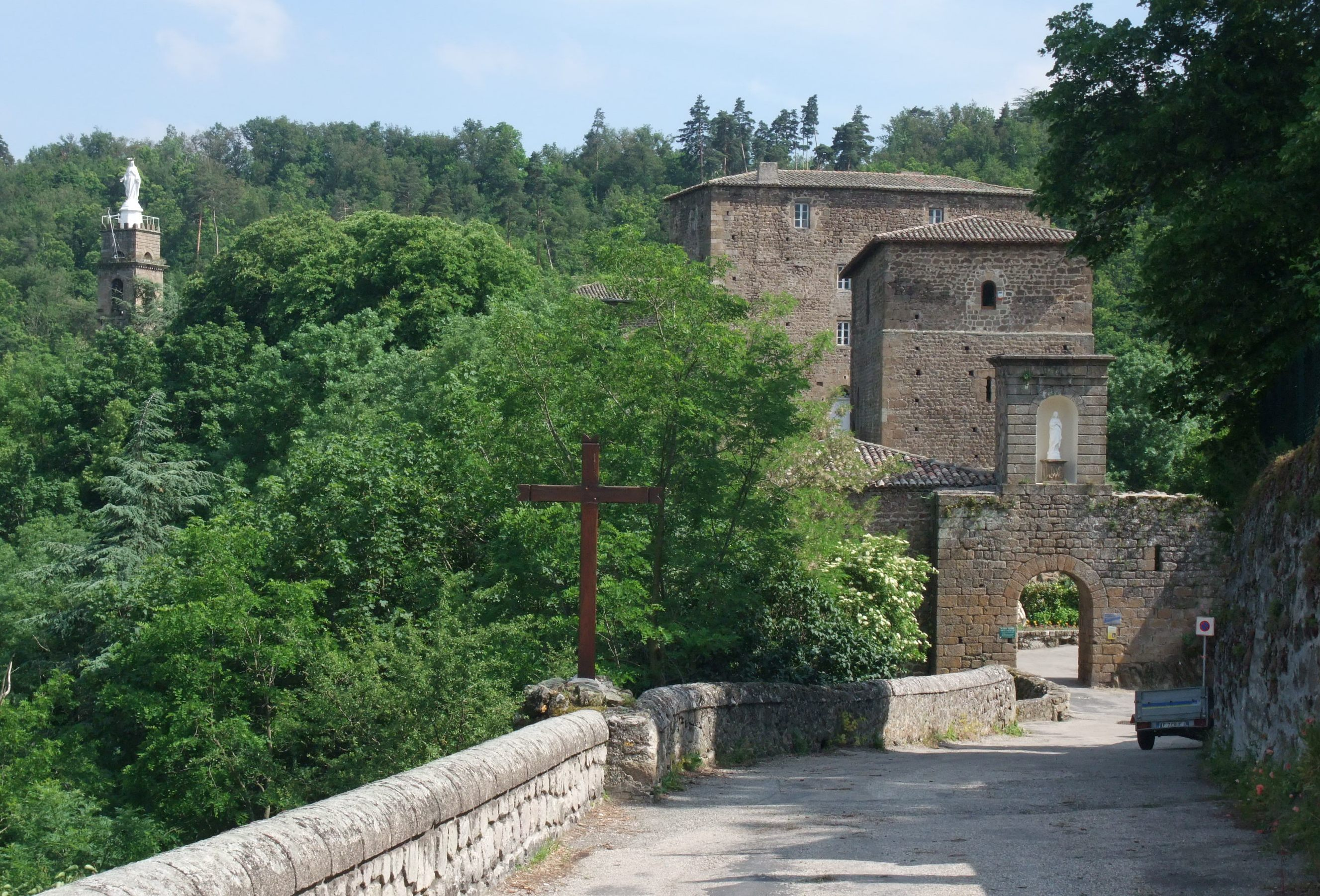
Saint-Romain-d'Ay.
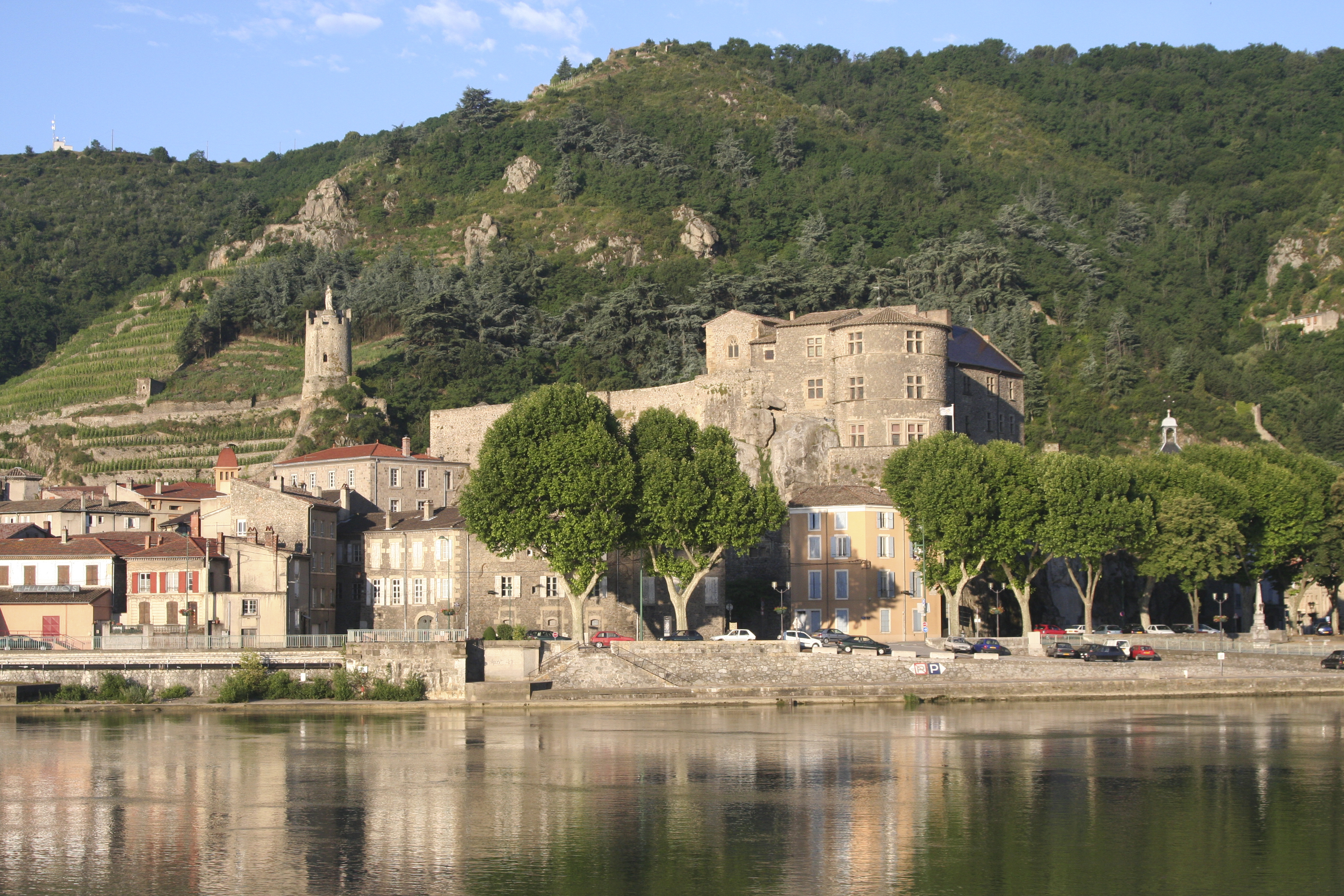
Tournon-sur-Rhône.
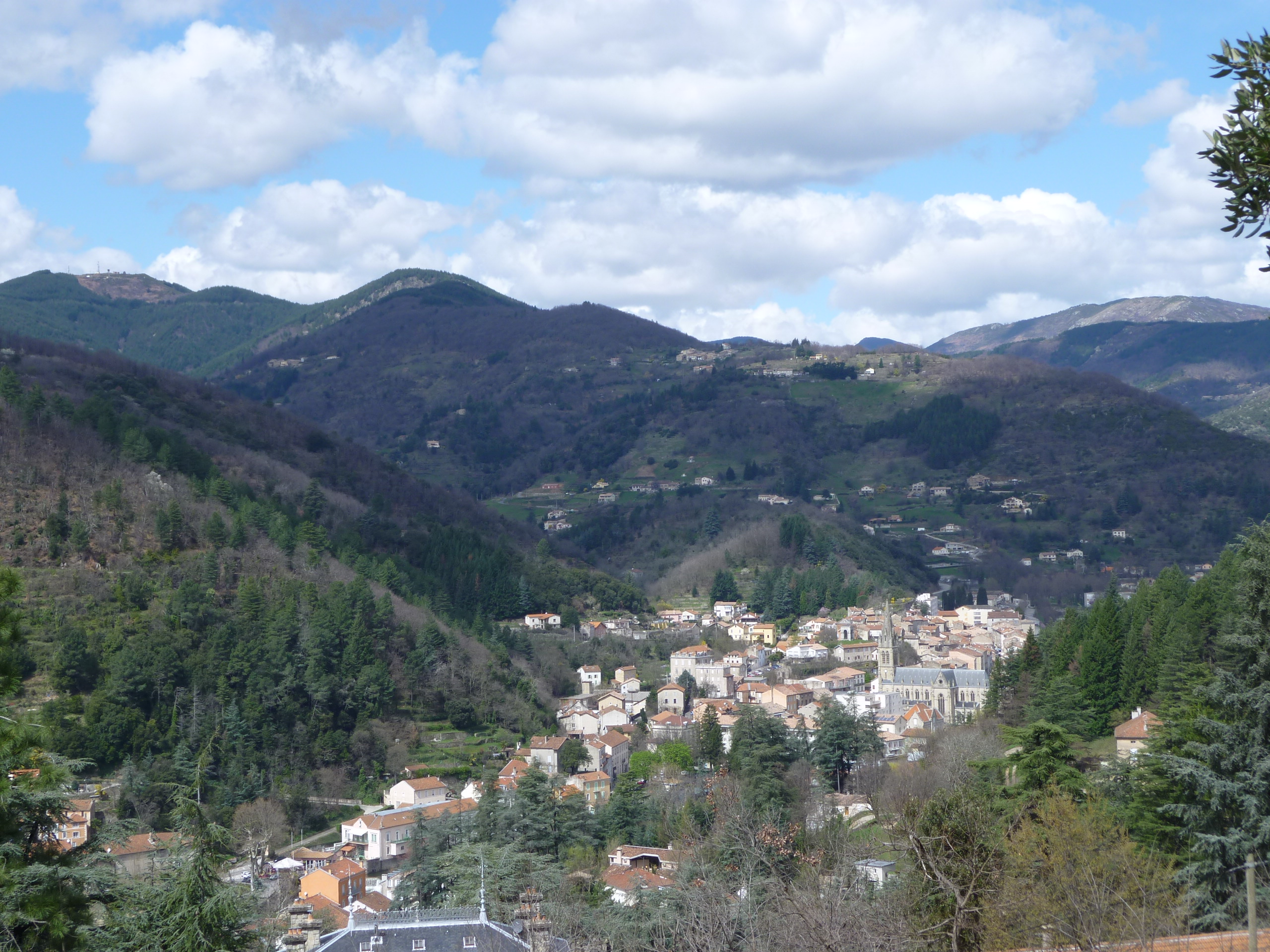
Vals-les-Bains.
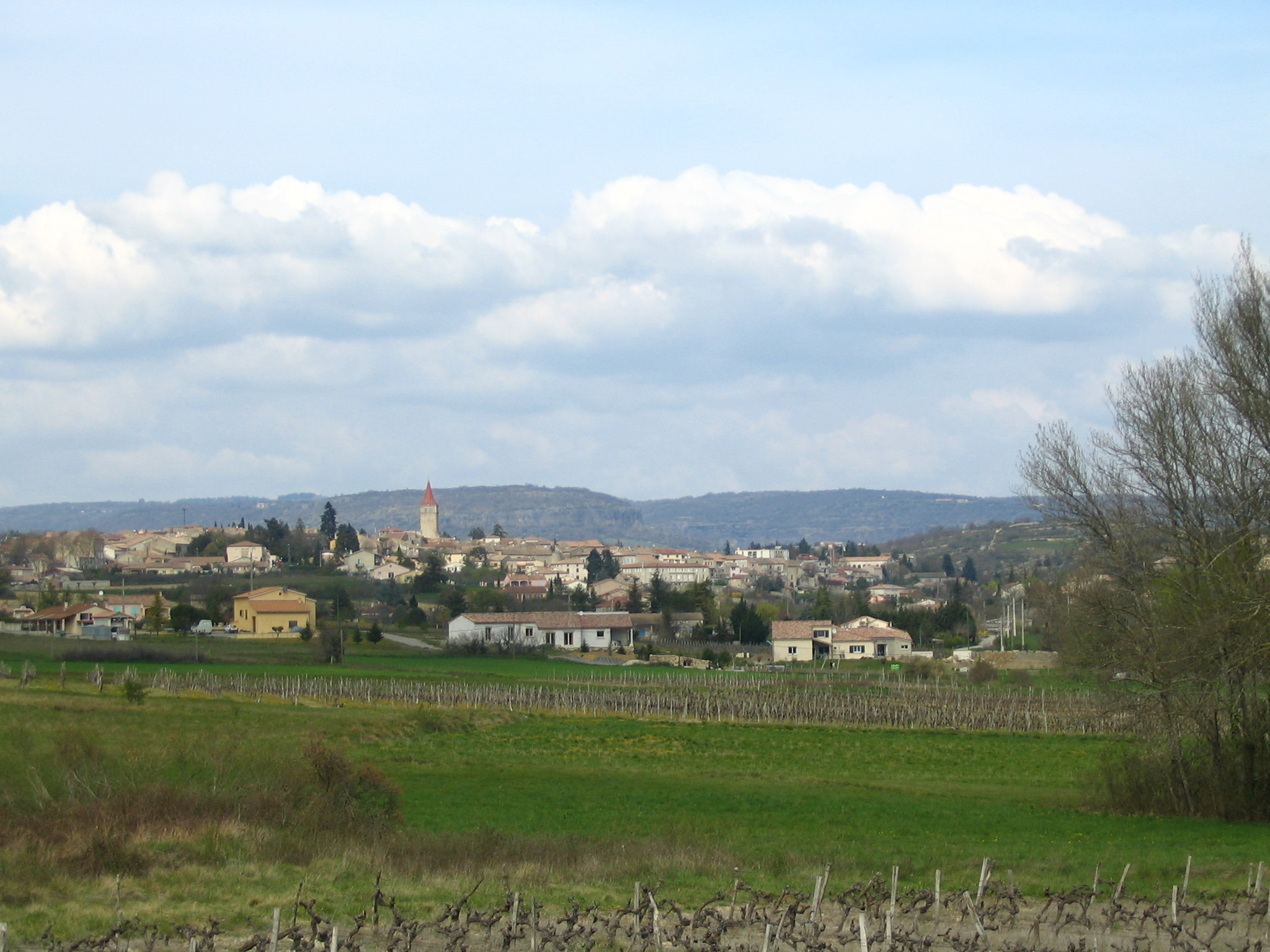
Villeneuve-de-Berg.
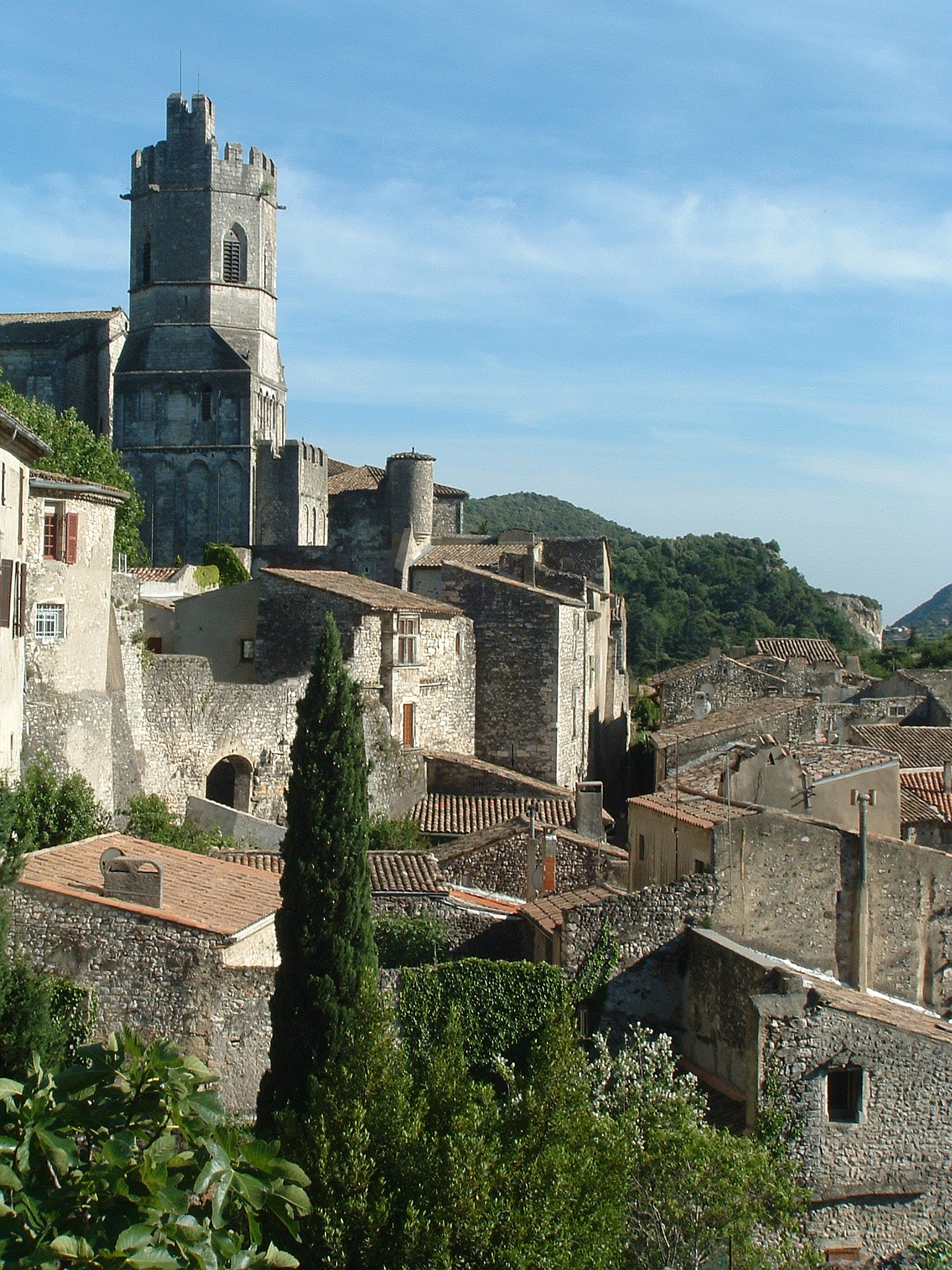
Viviers.

#### Personnalités

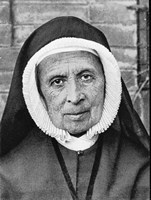
Thérèse Couderc.
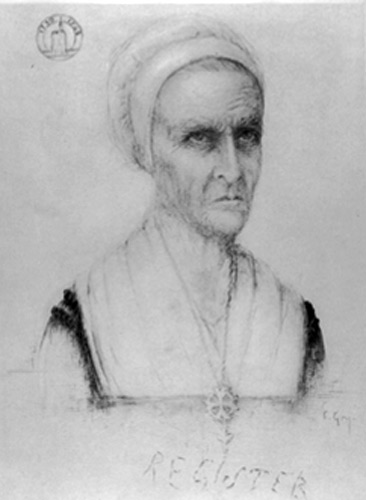
Marie Durand.
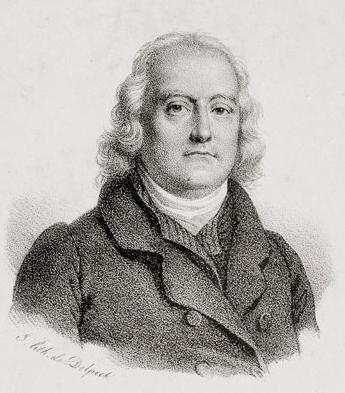
François-Antoine de Boissy d'Anglas.
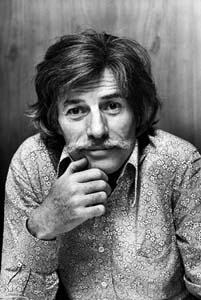
Jean Ferrat.
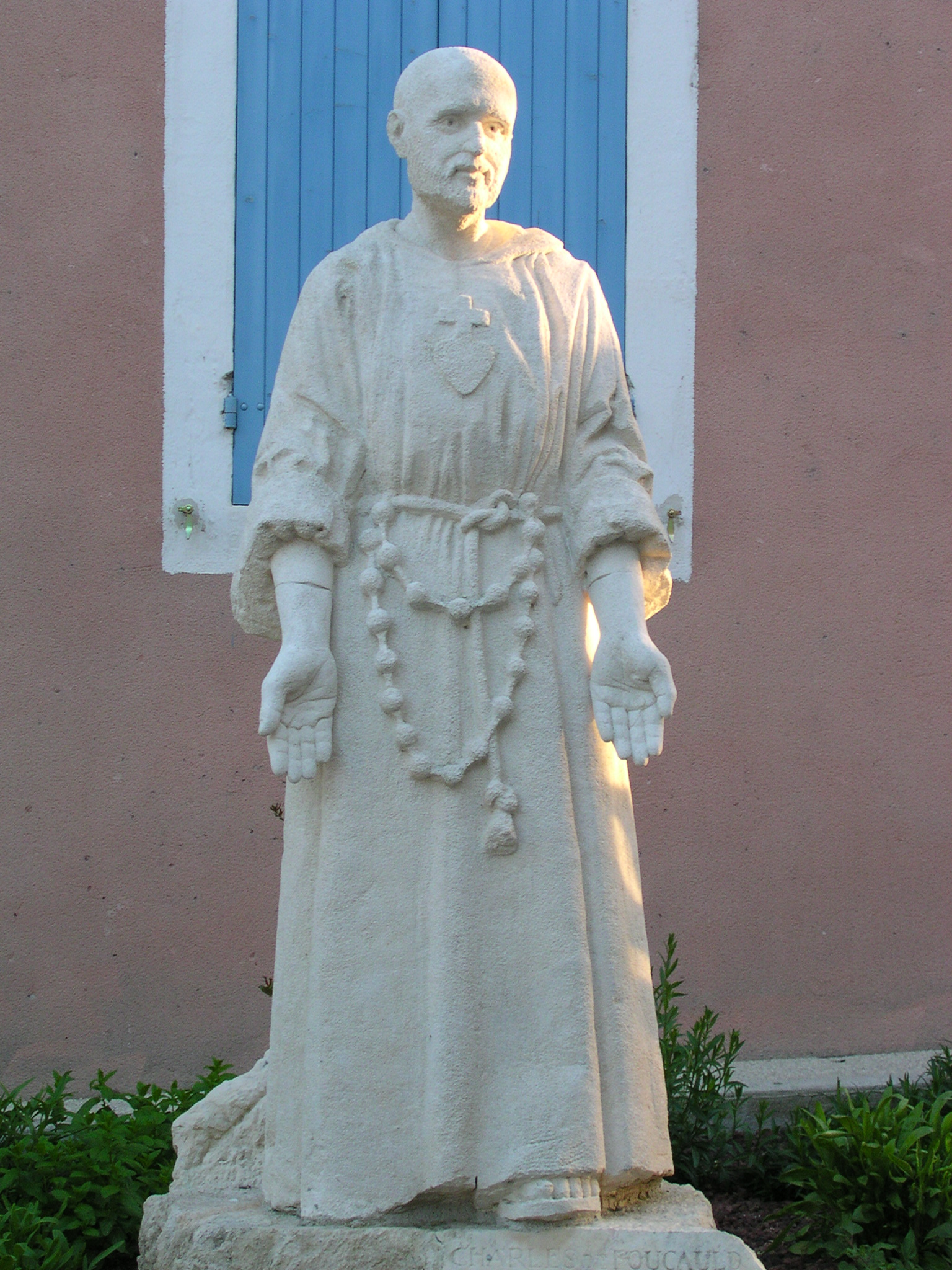
Charles de Foucauld.
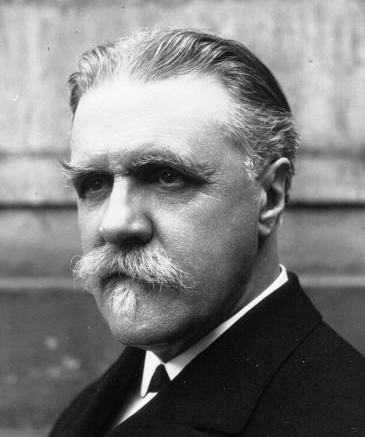
Vincent d'Indy.
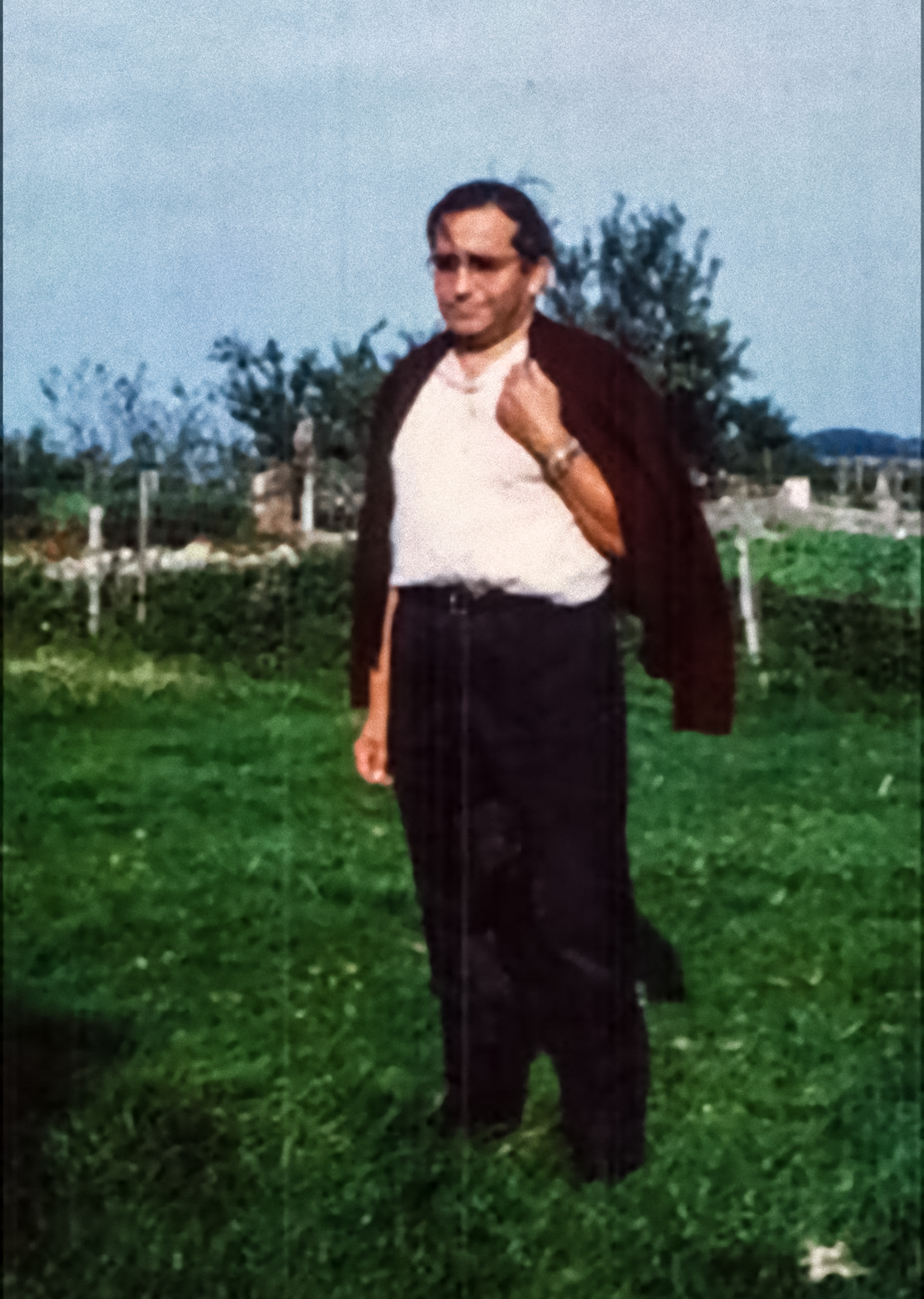
Gabriel Longueville.
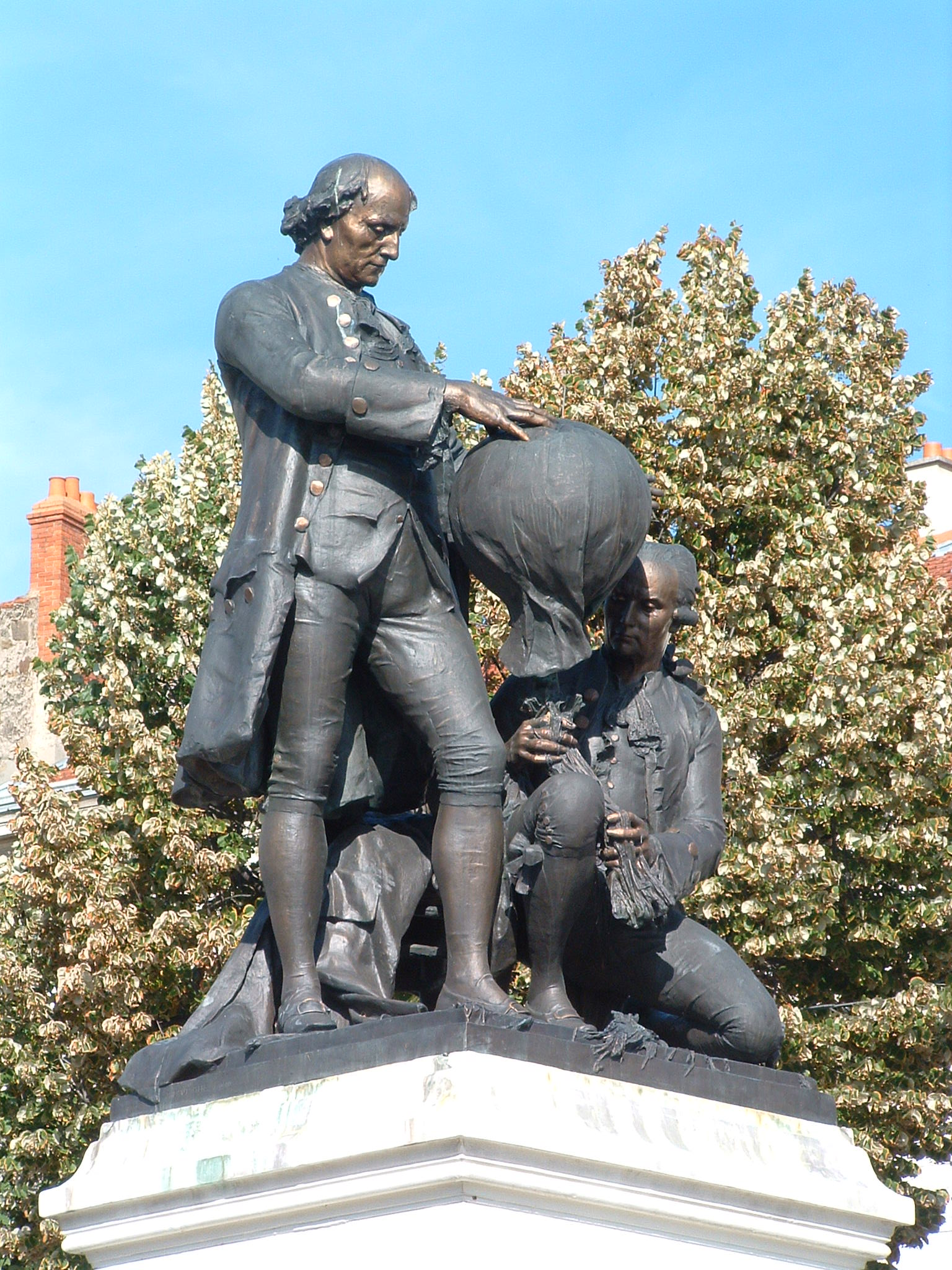
Les Frères Montgolfier.
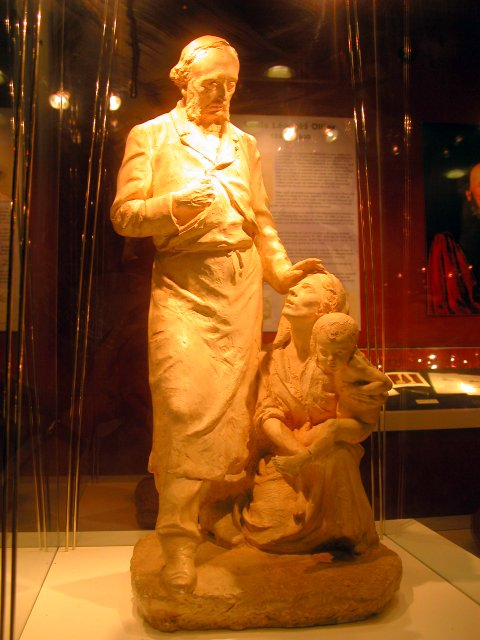
Louis Léopold Ollier.
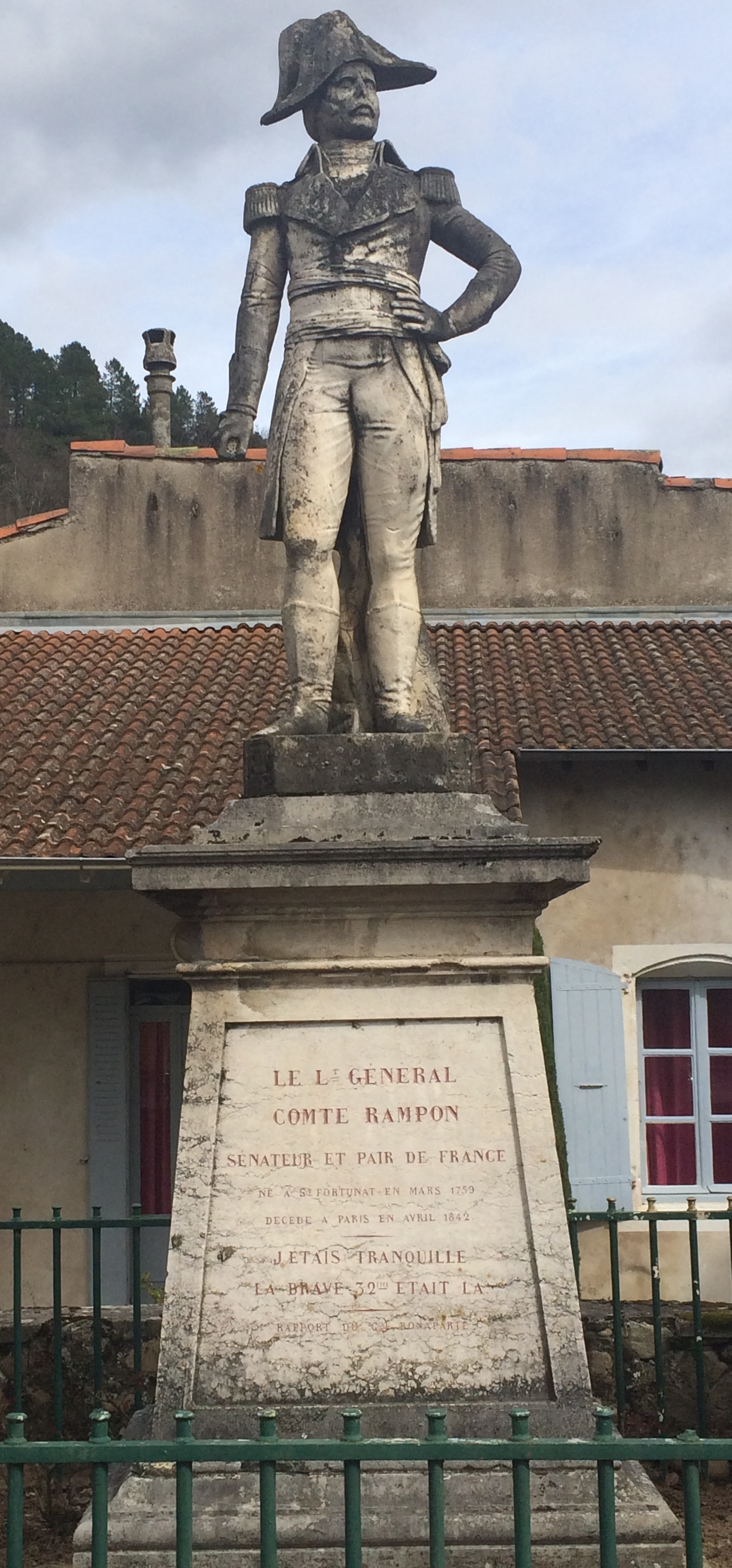
Antoine-Guillaume Rampon.
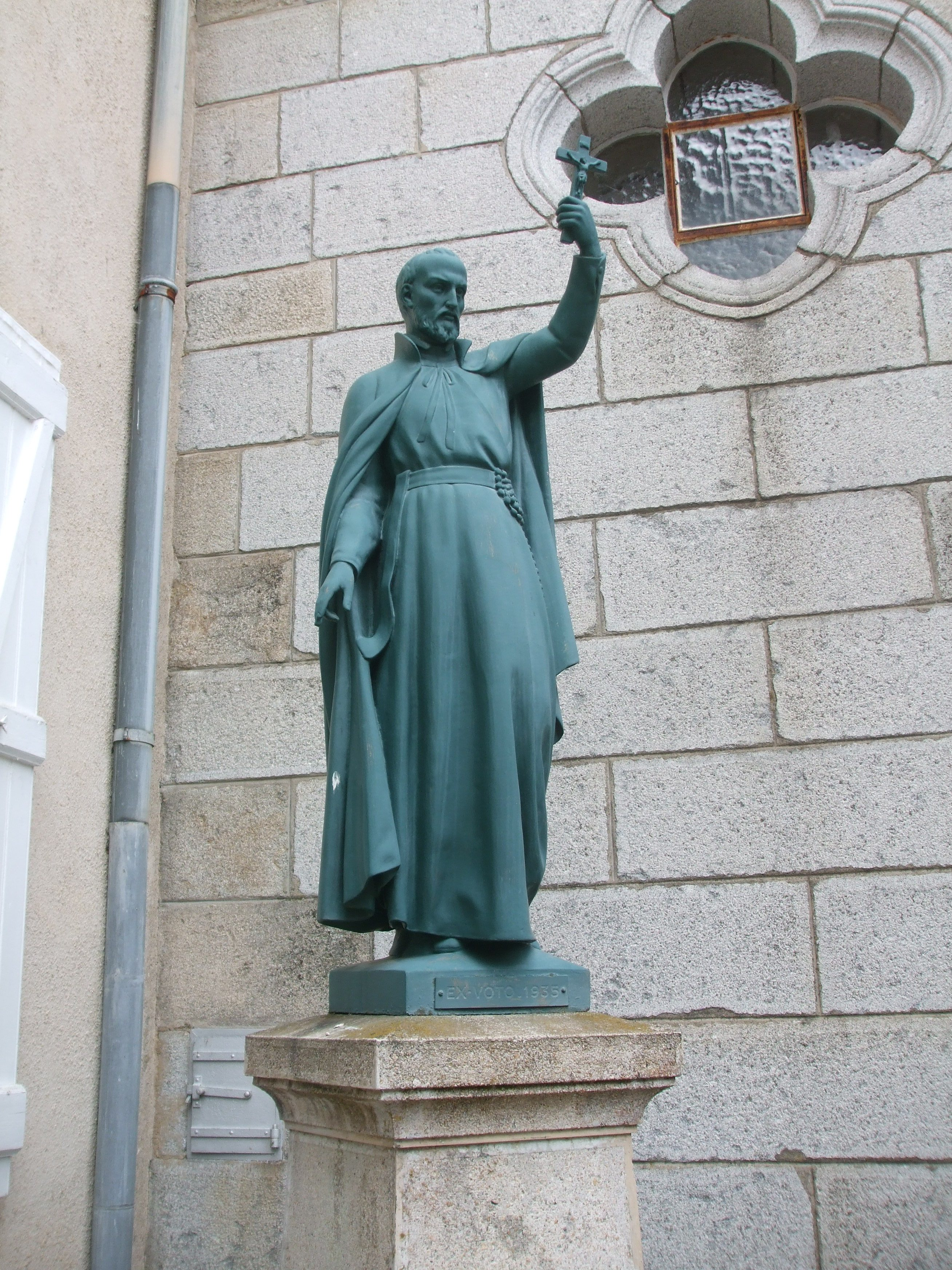
Jean-François Régis.
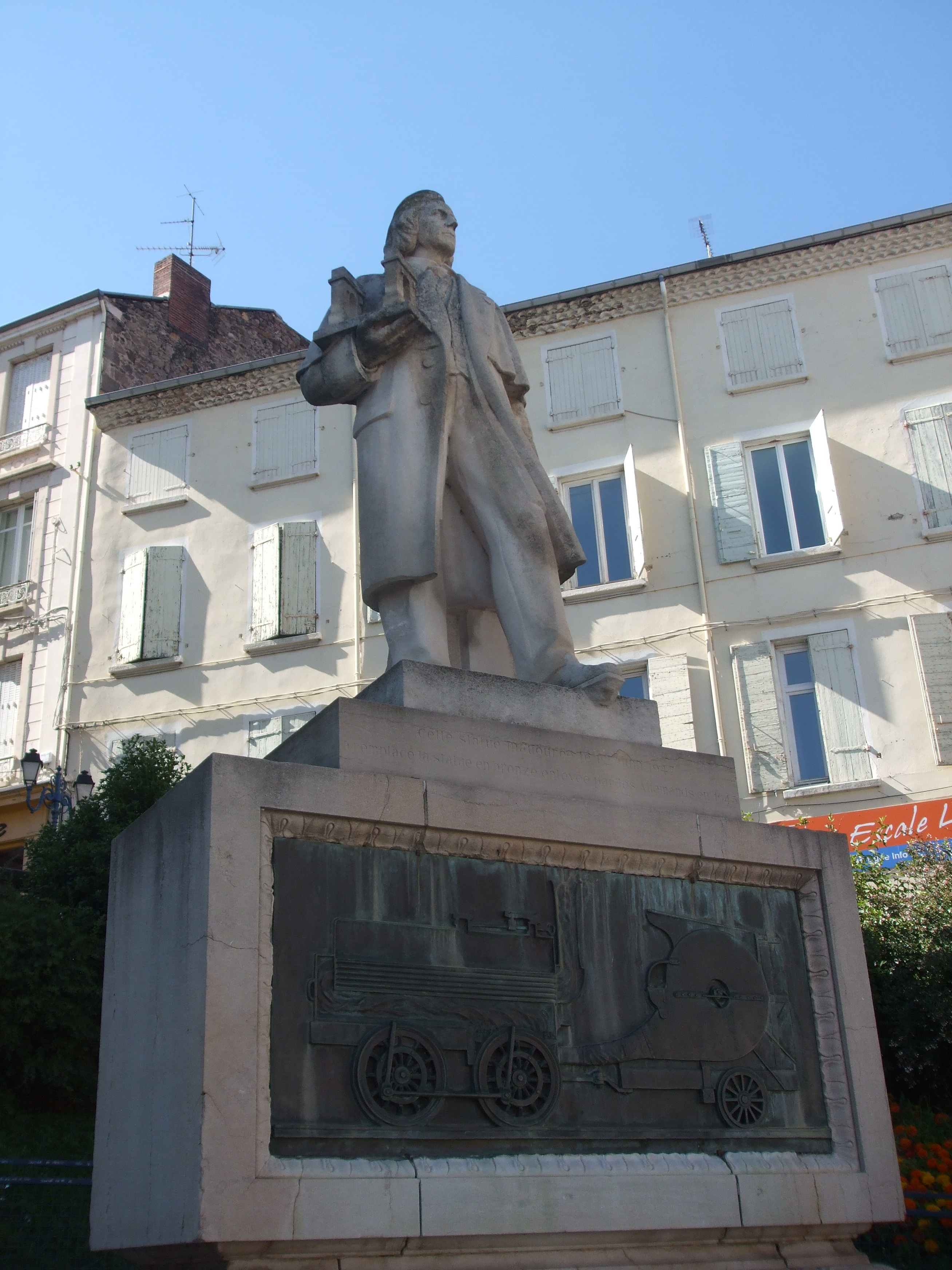
Marc Seguin.
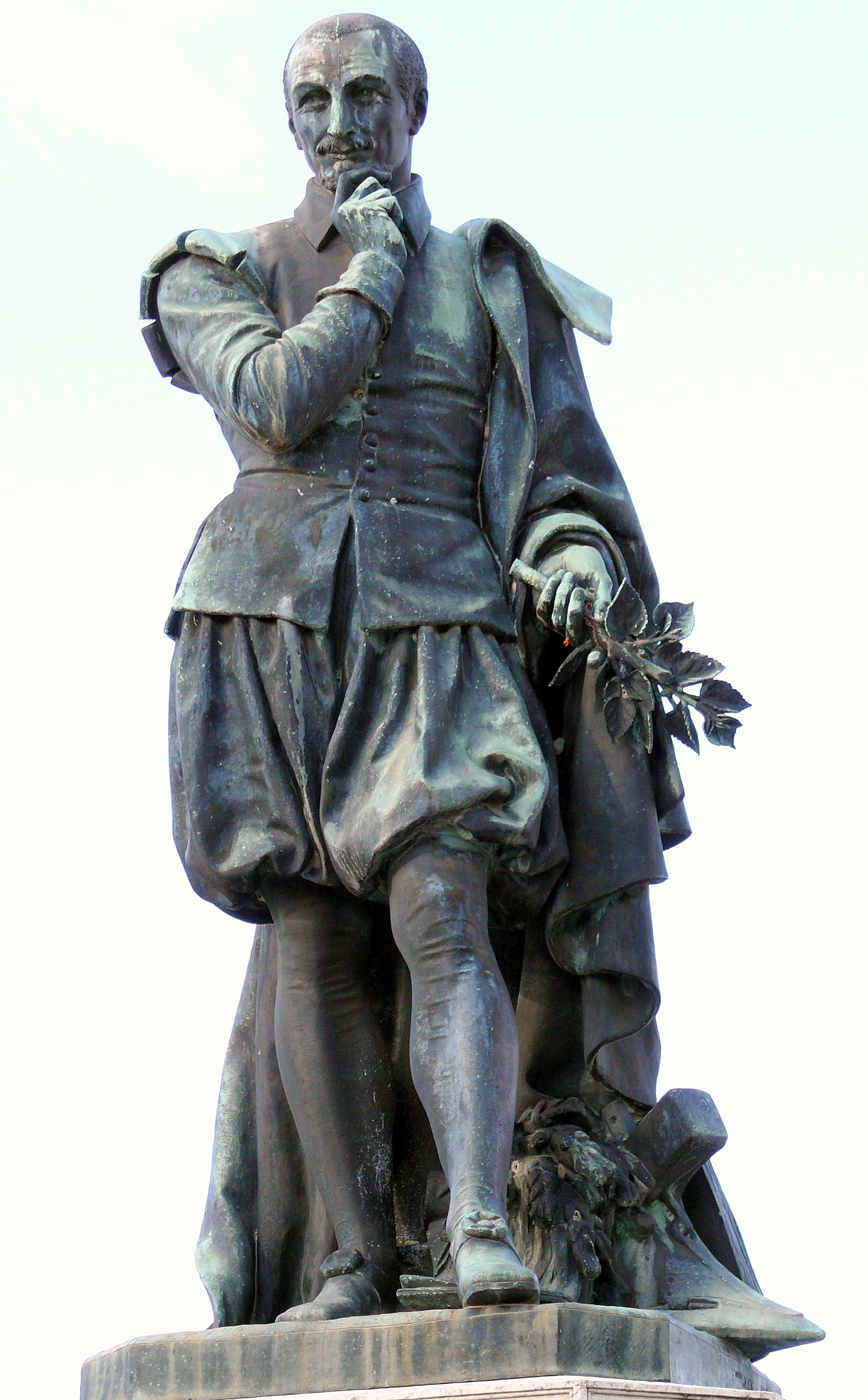
Olivier de Serres.
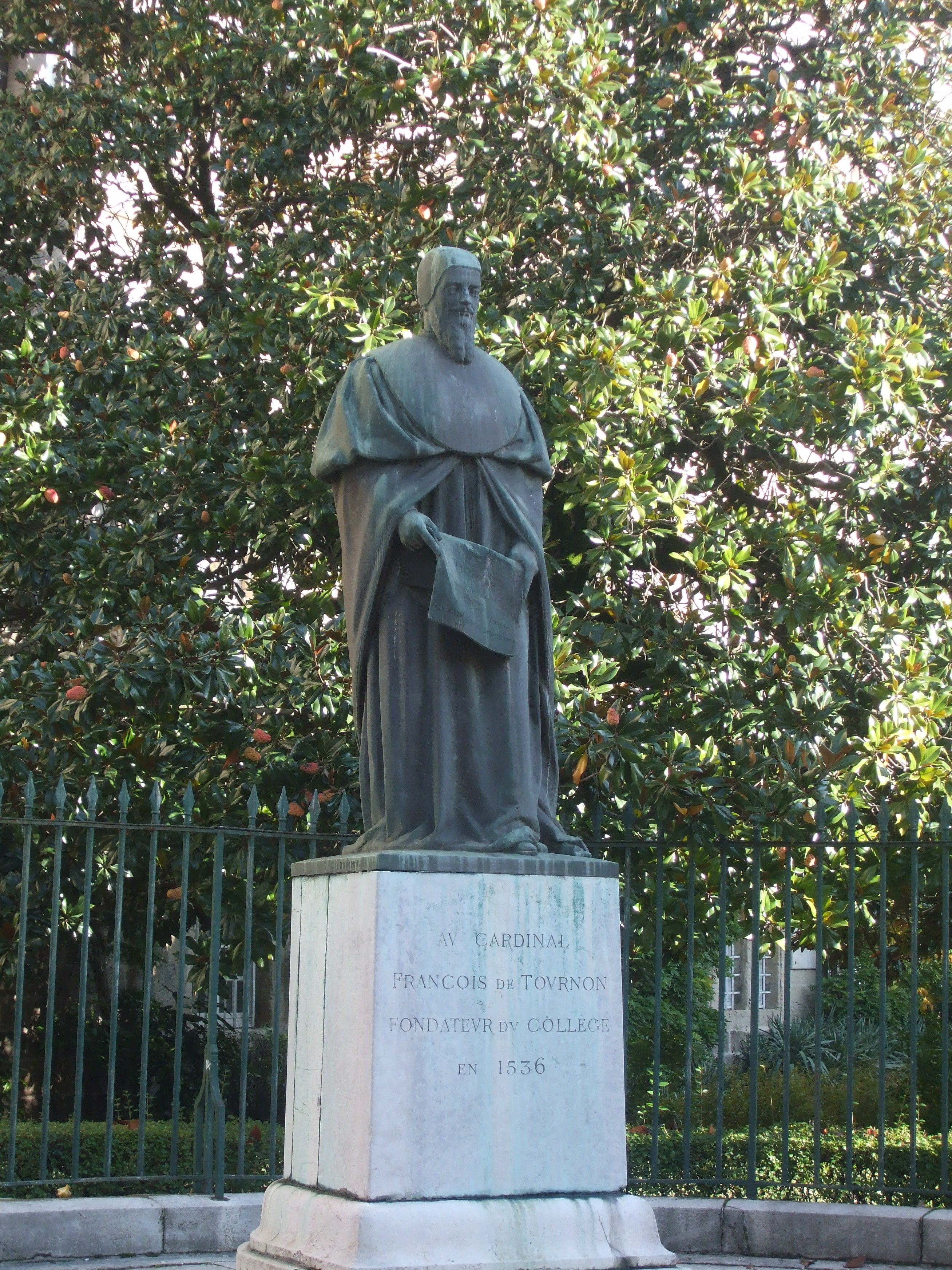
François de Tournon.
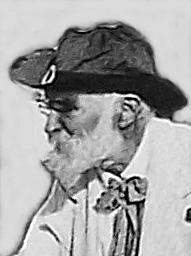
Charles Seignobos.

### Résidences secondaires

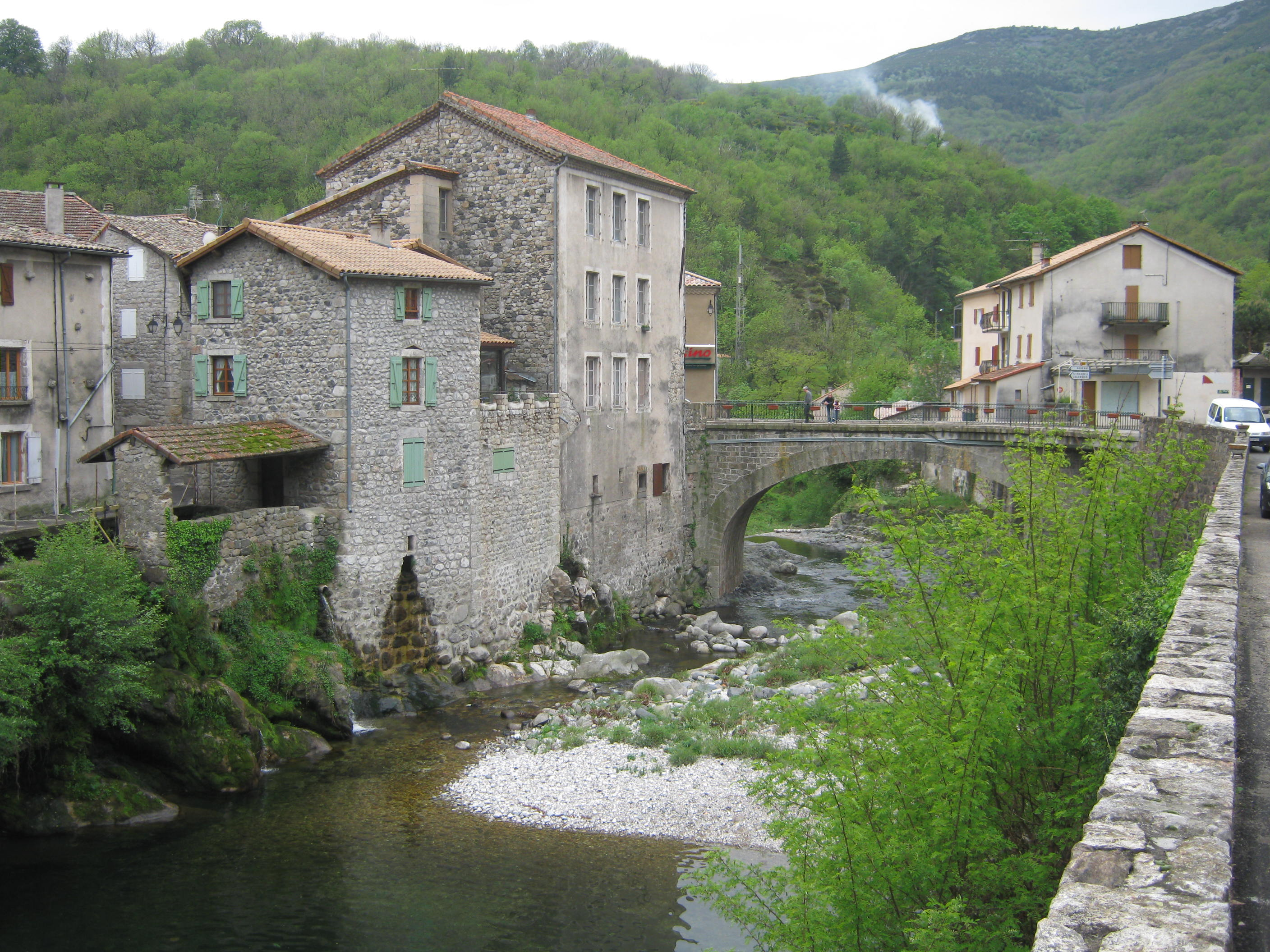
Résidences secondaires à Burzet.

Selon le recensement général de la population du 1er janvier 2008, 19,6 % des logements disponibles dans le département étaient des résidences secondaires.
Ce tableau indique les principales communes de l'Ardèche dont les résidences secondaires et occasionnelles dépassent 10 % du total des logements en 2008.
| Ville                    | Population municipale | Nombre de logements | Rés. secondaires | % Rés. secondaires |
| ------------------------ | --------------------- | ------------------- | ---------------- | ------------------ |
| Larnas                   | 90                    | 265                 | 227              | 85,78              |
| Saint-Laurent-les-Bains  | 156                   | 299                 | 227              | 75,80              |
| Saint-Maurice-d'Ardèche  | 302                   | 387                 | 260              | 67,11              |
| Grospierres              | 843                   | 1 213               | 797              | 65,71              |
| Salavas                  | 532                   | 831                 | 543              | 65,29              |
| Devesset                 | 292                   | 368                 | 234              | 63,56              |
| Burzet                   | 475                   | 546                 | 307              | 56,24              |
| Valgorge                 | 454                   | 407                 | 228              | 55,96              |
| Balazuc                  | 331                   | 421                 | 235              | 55,90              |
| Gluiras                  | 393                   | 426                 | 236              | 55,40              |
| Lalouvesc                | 498                   | 454                 | 233              | 51,30              |
| La Souche                | 336                   | 441                 | 226              | 51,27              |
| Labeaume                 | 572                   | 587                 | 296              | 50,53              |
| Saint-Alban-Auriolles    | 952                   | 864                 | 426              | 49,32              |
| Berrias-et-Casteljau     | 640                   | 679                 | 333              | 49,02              |
| Vagnas                   | 518                   | 445                 | 203              | 45,69              |
| Banne                    | 657                   | 568                 | 247              | 43,38              |
| Chambonas                | 612                   | 613                 | 259              | 42,25              |
| Coucouron                | 827                   | 608                 | 257              | 42,19              |
| Meyras                   | 832                   | 723                 | 303              | 41,91              |
| Les Assions              | 630                   | 501                 | 200              | 39,96              |
| Rosières                 | 1 097                 | 898                 | 358              | 39,87              |
| Vallon-Pont-d'Arc        | 2 380                 | 2 008               | 766              | 38,16              |
| Saint-Martin-d'Ardèche   | 860                   | 677                 | 256              | 37,75              |
| Les Ollières-sur-Eyrieux | 921                   | 680                 | 256              | 37,75              |
| Désaignes                | 1 173                 | 887                 | 332              | 37,42              |
| Lagorce                  | 934                   | 713                 | 264              | 37,03              |
| Montpezat-sous-Bauzon    | 780                   | 598                 | 216              | 36,12              |
| Chassiers                | 994                   | 639                 | 230              | 35,94              |
| Thueyts                  | 1 168                 | 928                 | 327              | 35,22              |
| Ruoms                    | 2 245                 | 1 659               | 574              | 34,58              |
| Jaujac                   | 1 191                 | 974                 | 328              | 33,70              |
| Vogüé                    | 906                   | 695                 | 232              | 33,40              |
| Saint-Agrève             | 2 506                 | 1 776               | 506              | 28,46              |
| Joyeuse                  | 1 626                 | 1 170               | 315              | 26,94              |
| Saint-Martin-de-Valamas  | 1 279                 | 868                 | 221              | 25,46              |
| Lablachère               | 1 815                 | 1 140               | 287              | 25,18              |
| Les Vans                 | 2 812                 | 1 916               | 435              | 25,71              |
| Vernoux-en-Vivarais      | 1 916                 | 1 111               | 228              | 20,52              |
| Vals-les-Bains           | 3 737                 | 2 367               | 388              | 16,39              |
| Lamastre                 | 2 523                 | 1 526               | 213              | 13,95              |